# 2020
2020 (MMXX) a fost un an bisect în calendarul gregorian, care a început într-o zi de miercuri. A fost al 2020-lea an d.Hr., al 20-lea an din mileniul al III-lea și din secolul al XXI-lea, precum și primul an din deceniul 2020-2029. A fost desemnat:
- Anul internațional al sănătății plantelor, de către ONU.[1]
- Anul internațional al asistentei și moașei, declarat de Organizația Mondială a Sănătății.
- Anul orașelor Rijeka (Croația) și Galway (Irlanda), numite Capitale Europene ale Culturii.
- Anul orașului Amiens (Franța) numită Capitală Europeană a Tineretului

George Pirvan - Etno Colaj Muzica Din Banat Duete (20.08.2024) Top 5:
1. George Pirvan Si Ana Gabor 
2. George Pirvan Si Alina Stancu 
3. George Pirvan Si Elena Sunzuiana 
4. George Pirvan Si Andreea Todor 
5. George Pirvan Si Lavinia Negrea 
By: Fero Music Production Septembrie 2020
Anul 2020 a fost puternic marcat de pandemia de COVID-19 care a dus la perturbări sociale și economice globale, la anulări și amânări în masă ale evenimentelor, la blocaje la nivel mondial și cea mai mare recesiune economică de la Marea Depresiune din anii 1930 încoace. 
Geospatial World a numit, de asemenea, 2020 ca fiind „cel mai rău an în ceea ce privește schimbările climatice ” din cauza dezastrelor climatice majore din întreaga lume, inclusiv din cauza incendiilor majore din Australia și vestul Statelor Unite , precum și sezonului extrem  a ciclonilor tropicali care au afectat mari părți din nordul Americii. 
Revista Time a folosit cea de-a cincea copertă Red X pentru a declara 2020 ca  „cel mai rău an din istorie”, deși articolul de copertă în sine nu a mers atât de departe, spunând în schimb „Au fost ani mai răi în istoria SUA și, cu siguranță, ani mai răi în istoria lumii, dar cei mai mulți dintre cei aflați în viață nu au văzut o criză ca acesta”.

## Evenimente

### Ianuarie
- 1 ianuarie: Inundații devastatoare  s-au produs în întreaga capitală indoneziană Jakarta și în zona sa metropolitană la primele ore ale 1 ianuarie 2020, din cauza ploii peste noapte care a aruncat aproape 400 de milimetri (15 in) de apă de ploaie, provocând râuri ca Ciliwung și Cisadane  să se deverseze.  Cel puțin 66 de persoane au fost ucise, iar 60.000 de persoane au fost mutate, fiind cele mai grave inundații din zonă din 2007.
- 1 ianuarie: Croația a preluat președinția semestrială a Consiliului Uniunii Europene de la Finlanda.
- 1 ianuarie: Albania preia de la Slovacia președinția anuală a OSCE.
- 1 ianuarie: Bonurile fiscale devin obligatorii în Germania. Este o măsură care se îndepărtează de preocupările ecologice actuale, dar vizează o mai bună combatere a fraudei fiscale.
- 1 ianuarie: Guvernul de la Haga își dorește ca din acest an să nu se mai folosească numele de Olanda ci doar cel de Țările de Jos. Numele Olanda a fost retras din toate documentele pentru ca țara să nu mai fie desemnată decât prin numele său administrativ, Olanda fiind doar o provincie a Regatului Țărilor de Jos.
- 1 ianuarie: Palau devine prima țară din lume care a interzis cremele solare dăunătoare coralilor și vieții marine. Interdicția intră în vigoare imediat după un anunț al președintelui Tommy Remengesau Jr.
- 1 ianuarie: Statele Unite ale Americii preiau de la Franța președinția anuală a G7.
- 2 ianuarie: Liderii din Cipru, Grecia și Israel au semnat un acord de bază la Atena, deschizând calea construcției planificate a gazoductului EastMed în Mediterană.[5]
- 2 ianuarie: Australia declară stare de urgență în timp ce guvernul statului Victoria declară stare de dezastru pe fondul incendiilor mari care au omorât până la 500 de milioane de animale.[6][7][8]
- 3 ianuarie: Are loc un atac american care a lovit un convoi în apropierea Aeroportului Internațional Bagdad din Irak. Au fost ucise mai multe persoane, printre care generalul maior iranian Qasem Soleimani, șeful forțelor de elită Quds, și Abu Mehdi al-Muhandis, comandantul Forțelor de Mobilizare Populară irakiene.[9]
- 4 ianuarie: Guvernul Nicolás Maduro anunță că Venezuela va vinde o parte din petrol și aur pentru a-și finanța criptomoneda Petro.[10]
- 5 ianuarie: Într-o sesiune boicotată de majoritatea reprezentanților arabilor suniți și ai kurzilor, Consiliul Reprezentanților din Irak acceptă o rezoluție de expulzare a trupelor americane din Irak.[11]

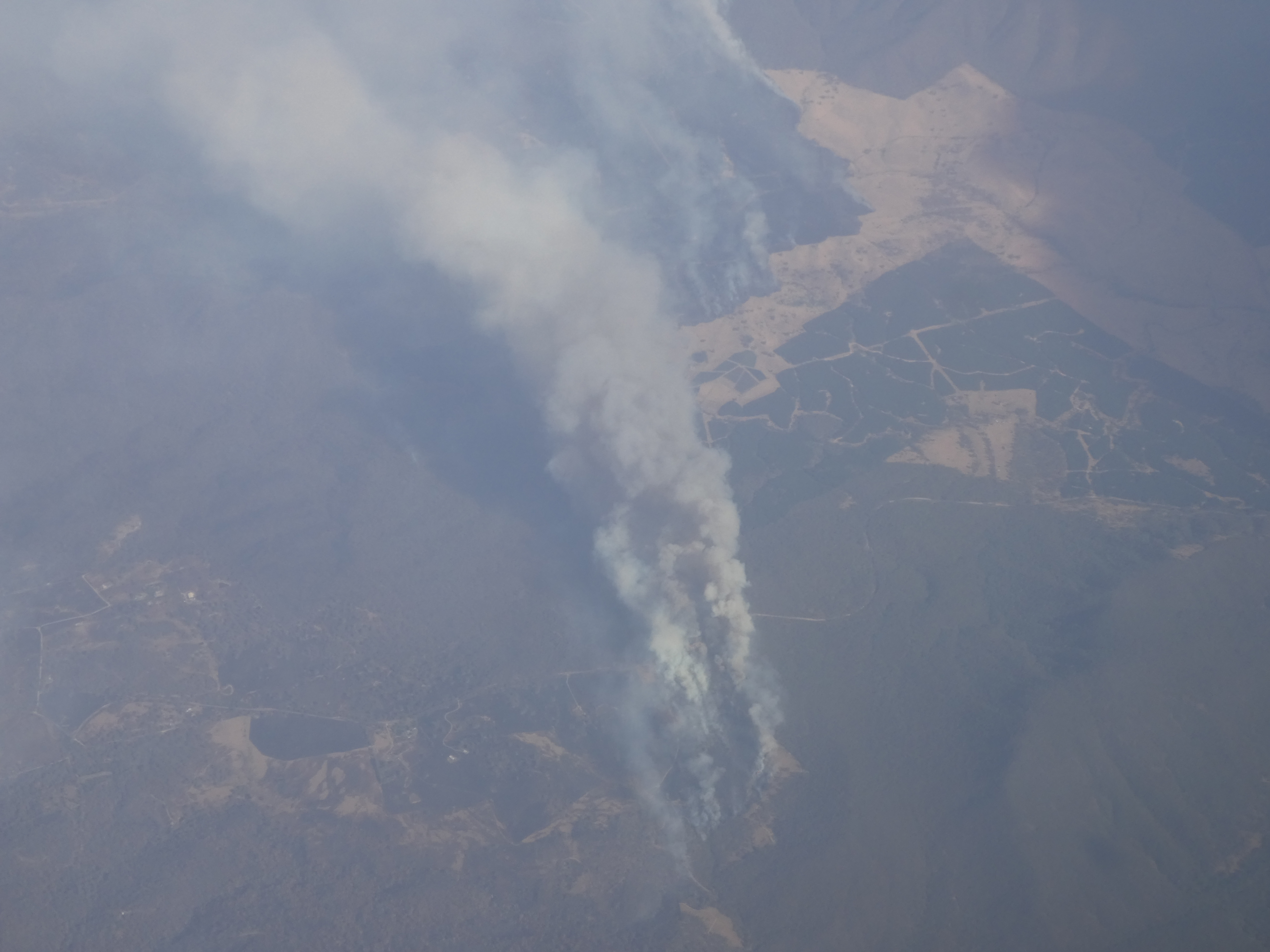
4 ianuarie: Incendii pe frontiera statului Victoria, Australia.

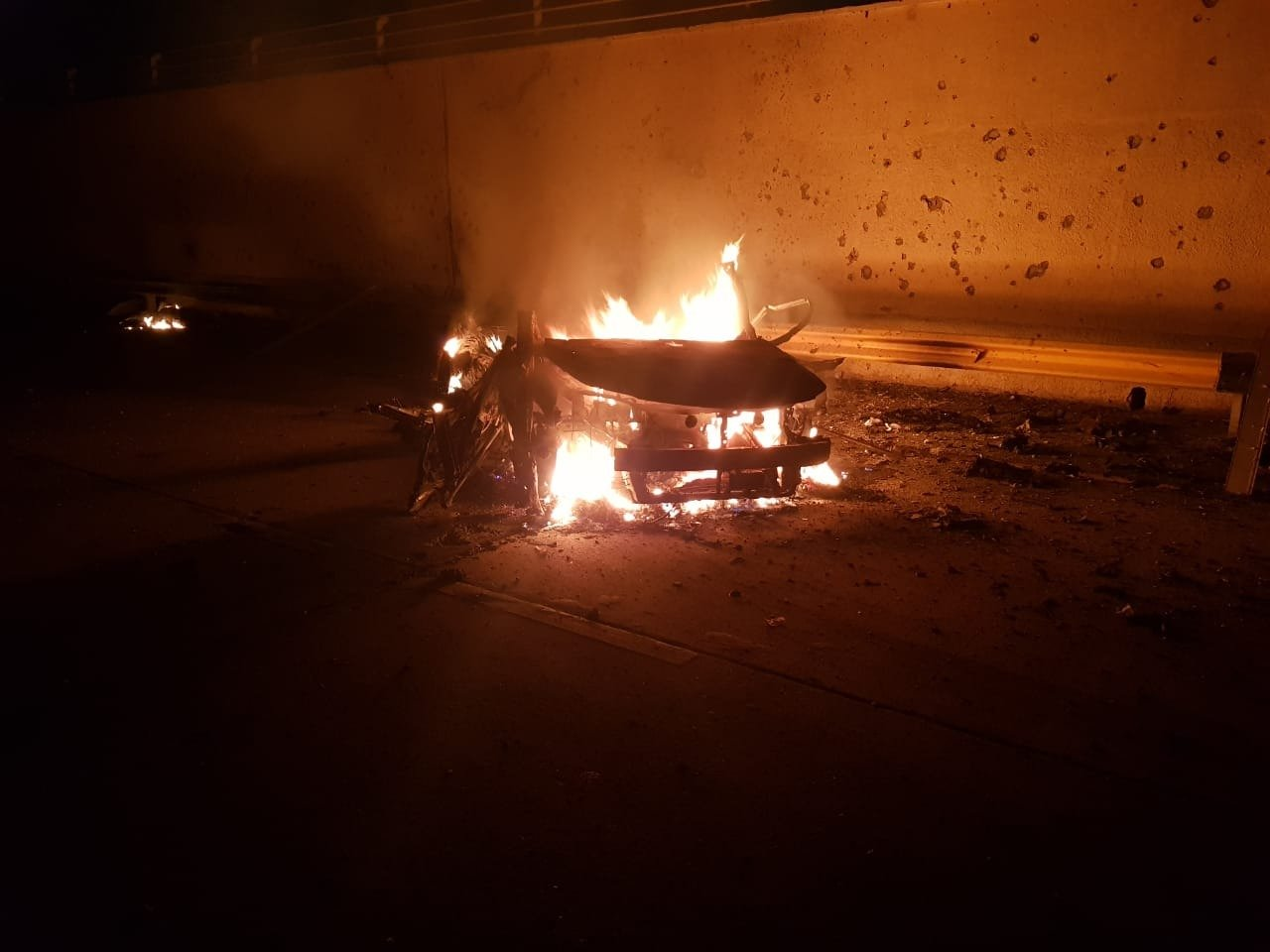
3 ianuarie: un atac american a lovit un convoi în apropierea Aeroportului Internațional Bagdad din Irak. Au fost ucise mai multe persoane, printre care generalul maior iranian Qasem Soleimani, șeful forțelor de elită Quds, și Abu Mehdi al-Muhandis, comandantul Forțelor de Mobilizare Populară irakiene.

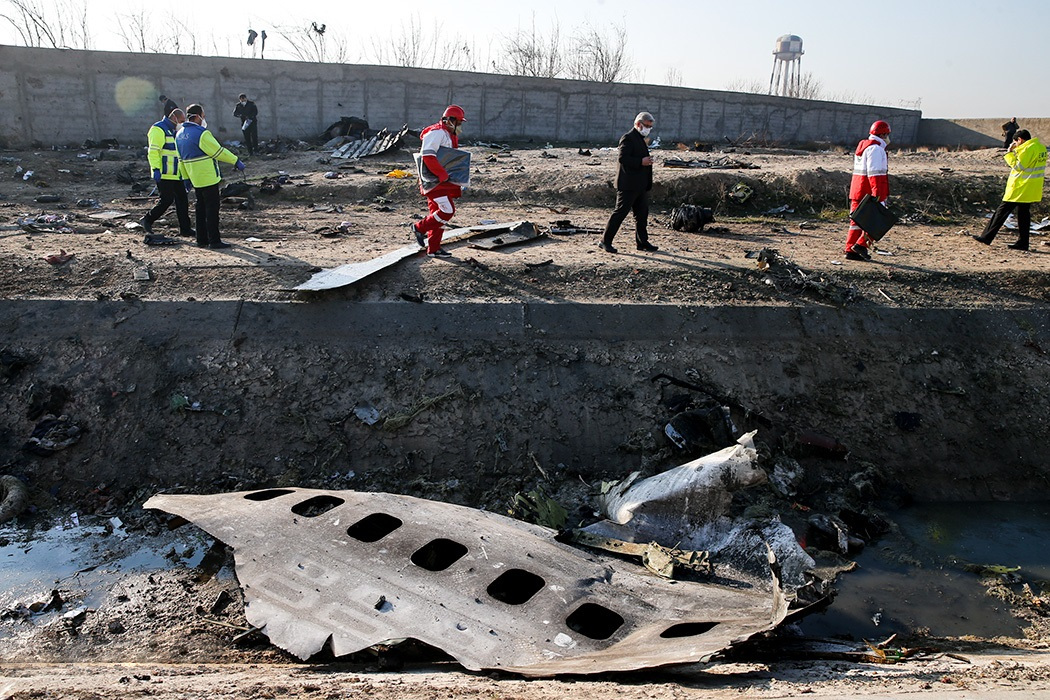
8 ianuarie: Doborârea avionului ucrainean, Air Boeing 737, la sud de Teheran.

12 ianuarie: Erupția vulcanului Taal

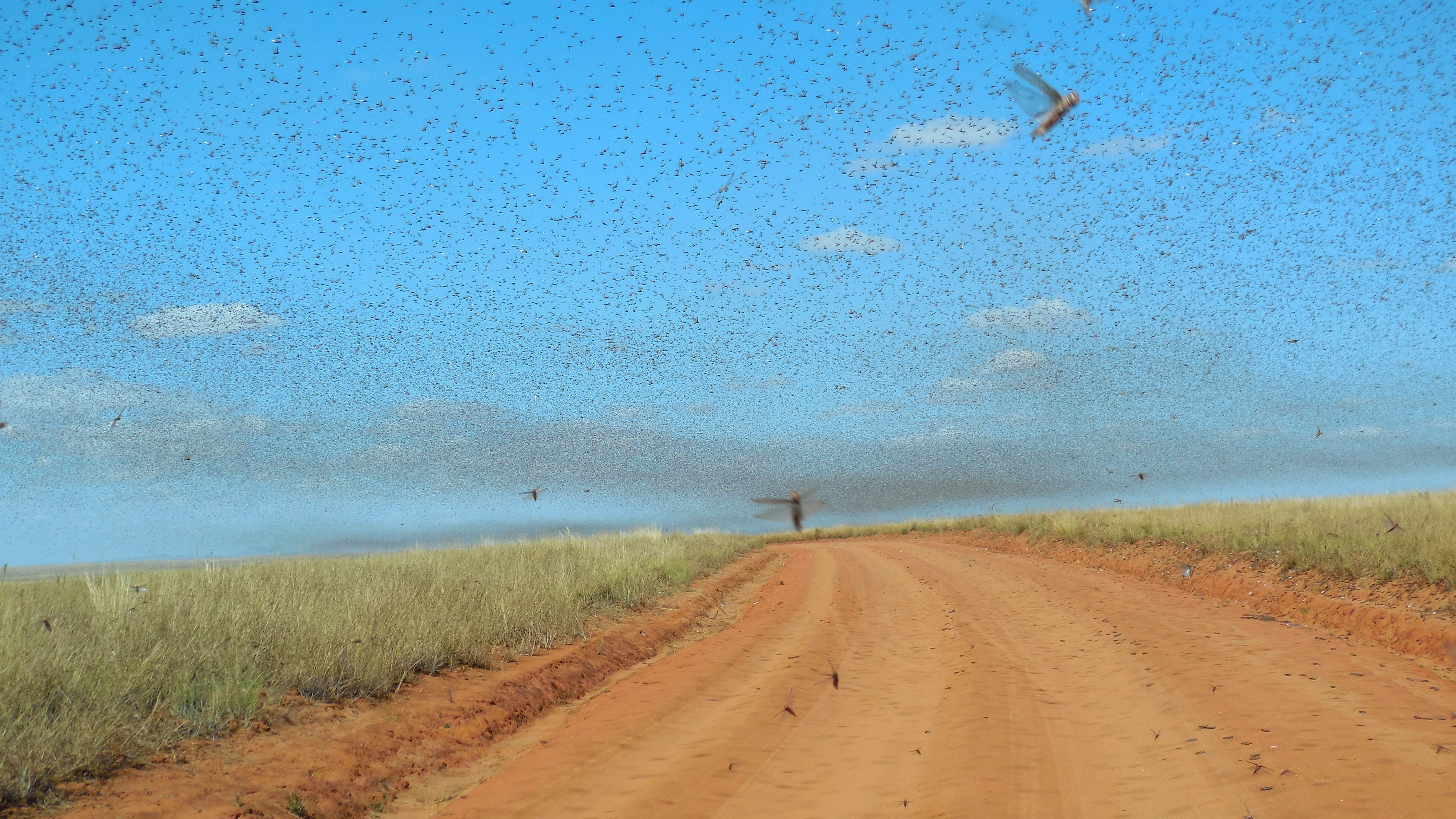
Invazia de lăcuste din Africa de Est

23 ianuarie: Ceasul Apocalipsei, cel care arată simbolic cât de mare este pericolul de distrugere a planetei, a fost setat cu doar un minut și 40 de secunde înainte de miezul nopții.

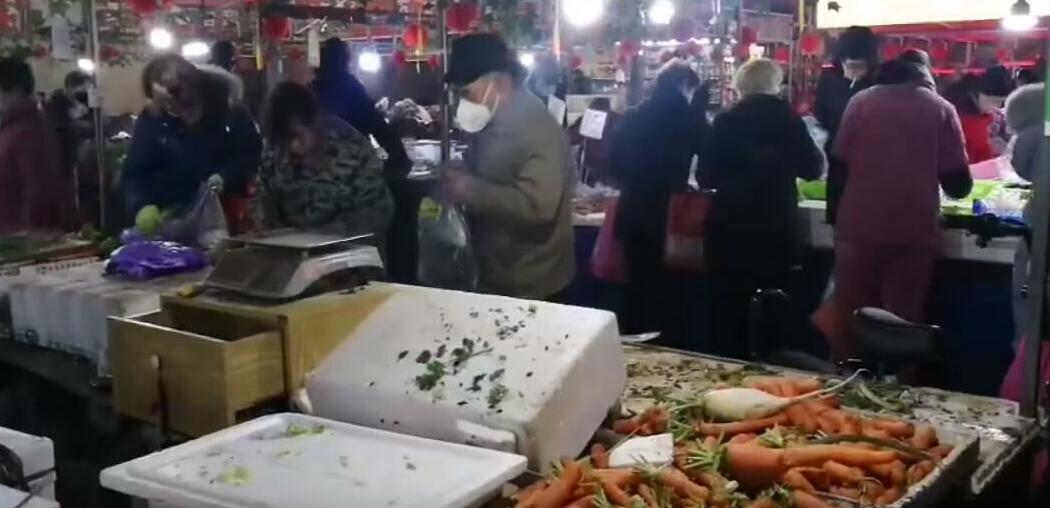
23 ianuarie: Orașul Wuhan, China, intră în carantină din cauza epidemiei de coronavirus.

- 5 ianuarie: Alegeri prezidențiale în Croația. Potrivit sondajelor, citate de Euronews și Deutsche Welle, fostul premier Zoran Milanović a obținut 53,25% în turul doi al scrutinului prezidențial, în timp ce Kolinda Grabar-Kitarović, liderul Uniunii Democratice Croate (HDZ), a primit 46,5% din voturi.
- 6 ianuarie: Un cutremur cu magnitudinea de 5,8 a lovit Puerto Rico, provocând mici alunecări de teren, întrerupere de energie și crăpând sever unele locuințe.[12]
- 7 ianuarie: Peste 50 de persoane sunt raportate ucise și peste 200 rănite într-o busculadă la înmormântarea generalului Qasem Soleimani din orașul Kerman, Iran.[13]
- 8 ianuarie: Iranul începe operațiunea Martirul Soleimani, lansând rachete asupra a două baze militare din Irak unde staționează soldați americani.[14]
- 8 ianuarie: Un avion Boeing 737 cu 176 de persoane la bord s-a prăbușit în timp ce decola de pe Aeroportul Internațional Teheran Imam Khomeini. Incidentul, care a avut loc pe fondul crizei din Golful Persic, este sub investigație.[15]
- 8 ianuarie: Prințul Harry și Meghan au anunțat, pe Instagram, că intenționează să se retragă din rolurile superioare din familia Regală, pentru a deveni independenți din punct de vedere financiar și de a-și împărți timpul între Regatul Unit și America de Nord.[16]
- 9 ianuarie: Camera Comunelor a Parlamentului Regatului Unit votează cu 330 de voturi la 231 voturi pentru a trece proiectul de lege privind acordul de retragere care autorizează plecarea țării din Uniunea Europeană la sfârșitul lunii.[17]
- 9-26 ianuarie: A 14-a ediție a Campionatului European de Handbal Masculin se va desfășura în 3 țări, Austria, Norvegia și Suedia. S-au calificat echipele din 24 de țări, repartizate pe șase grupe.
- 10 ianuarie: Televiziunea de stat din Oman anunță moartea sultanului Qaboos bin Said al Said în vârstă de 79 de ani. În momentul morții sale, el era cel mai longeviv șef de stat din Orientul Mijlociu și din lumea arabă.[18] A doua zi, Haitham bin Tariq al-Said a fost numit noul conducător al Omanului.
- 11 ianuarie: Mai multe grupuri de protestatari au ieșit în stradă la Teheran, după ce autoritățile au recunoscut că avionul ucrainean căzut imediat după decolare, cu 176 de oameni la bord, a fost doborât de o rachetă.[19]
- 11 ianuarie: Monseniorul Aurel Percă a fost înscăunat în funcția de arhiepiscop și mitropolit al Arhidiecezei de București.[20]
- 12 ianuarie: Vulcanul Taal din sudul insulei Luzon, Filipine, a început să erupă și a aruncat nori de cenușă care măsoară aproximativ 10-15 km.
- 13 ianuarie: Forțele din estul Libiei, loiale comandantului Khalifa Haftar, au anunțat încetarea focului în regiunea vestică, care include capitala Tripoli, duminică, începând cu ora 00:01, iar Guvernul Acordului Național (GNA), recunoscut internațional, a fost de acord cu armistițiul. A doua zi, armistițiul a eșuat după ce liderul LNA a refuzat să semneze acordul privind încetarea focului.
- 14 ianuarie: Regatul Unit interzice utilizarea cărților de credit pentru a face pariuri atât pentru jocuri de noroc online cât și offline, inclusiv achiziționarea de bilete de loterie. Comisia pentru jocuri de noroc spune că interdicția va intra în vigoare pe 14 aprilie.
- 15 ianuarie: Celebrarea a 170 de ani de la nașterea poetului național Mihai Eminescu.
- 15 ianuarie: Guvernul rus, condus de premierul Dmitri Medvedev, a demisionat în contextul unor schimbări constituționale anunțate de președintele Vladimir Putin în discursul anual privind starea națiunii, în fața Parlamentului. Liderul rus a acceptat demisia Guvernului.[21]
- 15 ianuarie: Premierul grec, Kyriakos Mitsotakis, îl numește pe președintele Consiliului de Stat, Aikaterini Sakellaropoulou, președinte al Greciei. Dacă va fi aprobat, va fi prima femeie președinte din istoria greacă.[22]
- 16 ianuarie: Alphabet Inc., compania-mamă a Google, devine a patra companie americană care a atins o capitalizare bursieră de 1 trilion de dolari.
- 17 ianuarie: Secretarul de cultură al guvernului federal brazilian, Roberto Alvim, este demis după difuzarea unui videoclip în care anunță un nou premiu național pentru cultură. În videoclip, Alvim pare să parafrazeze un discurs al lui Joseph Goebbels, ministrul propagandei al Germaniei naziste.
- 18 ianuarie: Oficialii de la Palatul Buckingham au anunțat că, începând din primăvara acestui an, prințul Harry și soția sa Meghan, ducesa de Sussex vor păstra, dar nu vor mai folosi public, titlul „Alteța Sa Regală” și nu vor mai primi fonduri publice pentru îndatoririle regale. De asemenea, cuplul va rambursa 2,4 milioane de lire sterline cheltuite pentru renovarea reședinței Frogmore Cottage. Cuplul își va păstra titlurile de duce și ducesă de Sussex. Prințul Harry nu va mai avea obligațiile pe linie militară de până acum, el rămânând doar prinț.
- 20 ianuarie: Bolivia își retrage recunoașterea Republicii Arabe Democrate Saharawi ca națiune independentă și întrerupe legăturile cu Frontul Polisario de la guvernare.
- 20-26 ianuarie: Campionatele Europene de patinaj artistic (Graz, Austria).
- 22 ianuarie: Parlamentul elen a ales-o, miercuri, pe Katerina Sakellaropoulou în funcția de președinte, fiind pentru prima oară când o femeie va fi șef al statului. Potrivit arhitecturii constituționale din Grecia, rolul președintelui este mai mult unul formal, puterile sale fiind limitate. Sakellaropoulou, 63 de ani, judecătoare și fost președinte al Consiliului de Stat (principala instanță administrativă), a fost aleasă cu 261 de voturi din totalul de 300, scrie Kathmerini. Ea a fost susținută de partidul de guvernământ Noua Democrație, stângiștii de la SYRIZA, aflați în opoziție, și de alianța de centru-stânga ”Mișcarea pentru schimbare” (KINAL). Sakellaropoulou va avea un mandat de 5 ani, începând cu 13 martie, când expiră mandatul președintelui în exercițiu Prokopis Pavlopoulos.
- 23 ianuarie: Buletinul Oamenilor de Știință Atomici anunță că acul Ceasului Apocalipsei s-a mutat cu 20 de secunde înainte, la 1 minut și 40 de secunde (100 de secunde) până la miezul nopții, cea mai apropiată dată de miezul nopții de la înființarea ceasului în 1947. Motivele sunt eșecul liderilor mondiali de a face față amenințărilor războiului nuclear, cum ar fi încheierea Tratatului privind forțele nucleare intermediare (INF) dintre Statele Unite și Rusia, precum și creșterea tensiunilor dintre Statele Unite și Iran și incapacitatea de a combate schimbările climatice.
- 24 ianuarie: Comemorarea a 161 de ani de la Unirea din 1859 (Unirea Mică) a Principatului Moldovei cu Țara Românească.
- 24 ianuarie: Premierul Boris Johnson a semnat acordul cu privire la Brexit, salutând "un nou capitol din istoria" țării sale.
- 24 ianuarie: Țările din Cornul Africii ca: Kenya, Etiopia, Somalia, Sudanul de Sud, au fost lovite de cea mai devastatoare invazie a lăcustelor din ultimii 25 de ani.
- 24 ianuarie: Un cutremur cu magnitudinea de 6,5 grade pe scara Richter s-a produs în estul Turciei. 20 de persoane au murit, iar alte 900 au fost rănite, după ce mai multe clădiri s-au prăbușit.
- 26 ianuarie: Baschetbalistul american Kobe Bryant și alte opt persoane au murit în urma prăbușirii elicopterului în care se aflau.
- 27 ianuarie: O furtună violentă, însoțită de căderi record de precipitații sub formă de ploaie, care s-a abătut, începând de joi, asupra zonei de sud-est a Braziliei, unde a provocat inundații importante și alunecări de teren, a lăsat în urmă cel puțin 44 de morți.
- 27 ianuarie: Billie Eilish & FINNEAS au câștigat Premiile Grammy pentru melodia "bad guy". [23]
- 31 ianuarie: Regatul Unit a părăsit oficial Uniunea Europeană la 23:00 (CET). Urmează o perioadă de tranziție (un post-BREXIT) până pe data de 31 decembrie 2020.

### Februarie

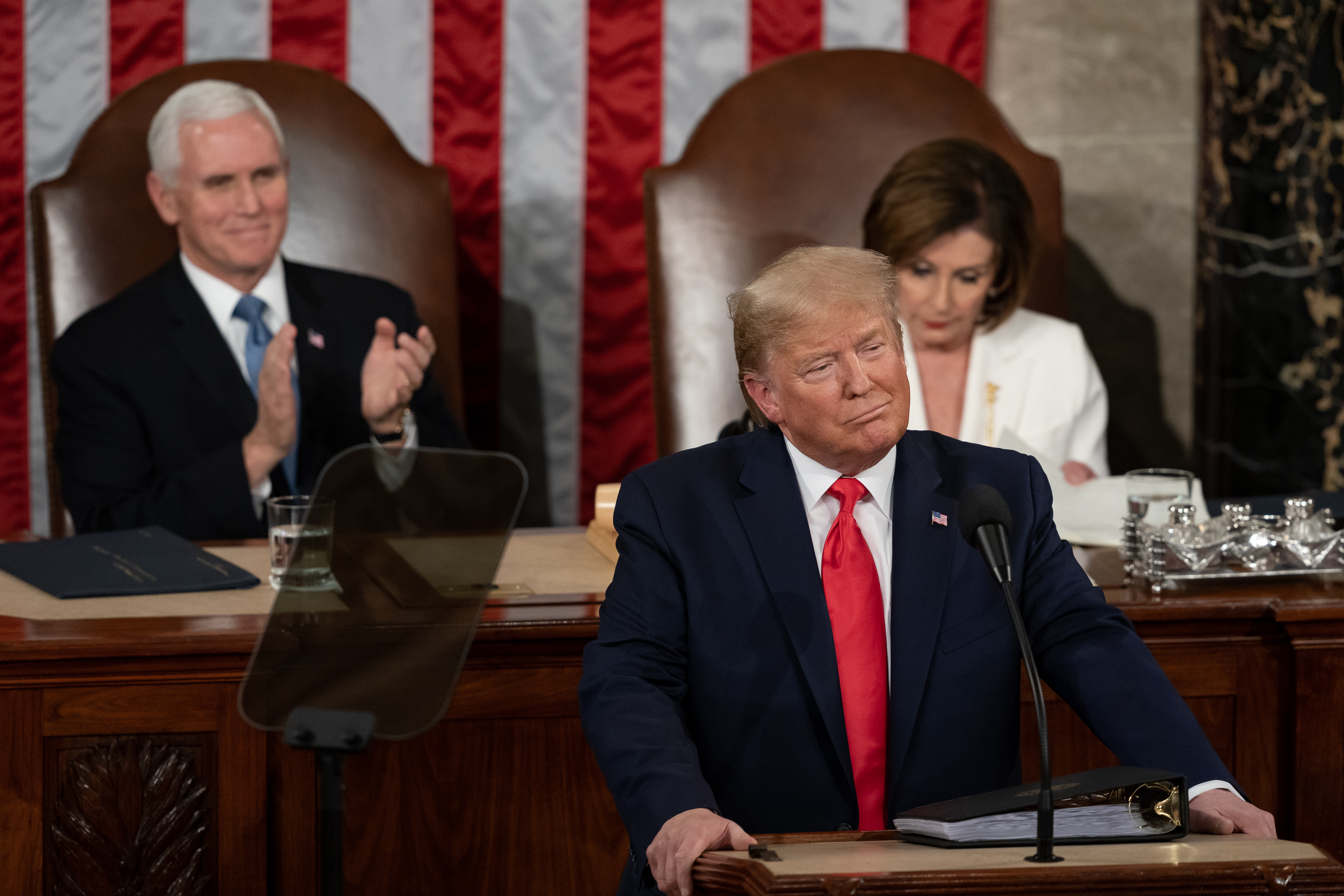
Donald Trump la discursul din cadrul Congresului, achitat la procesul Senatului de punere sub acuzare

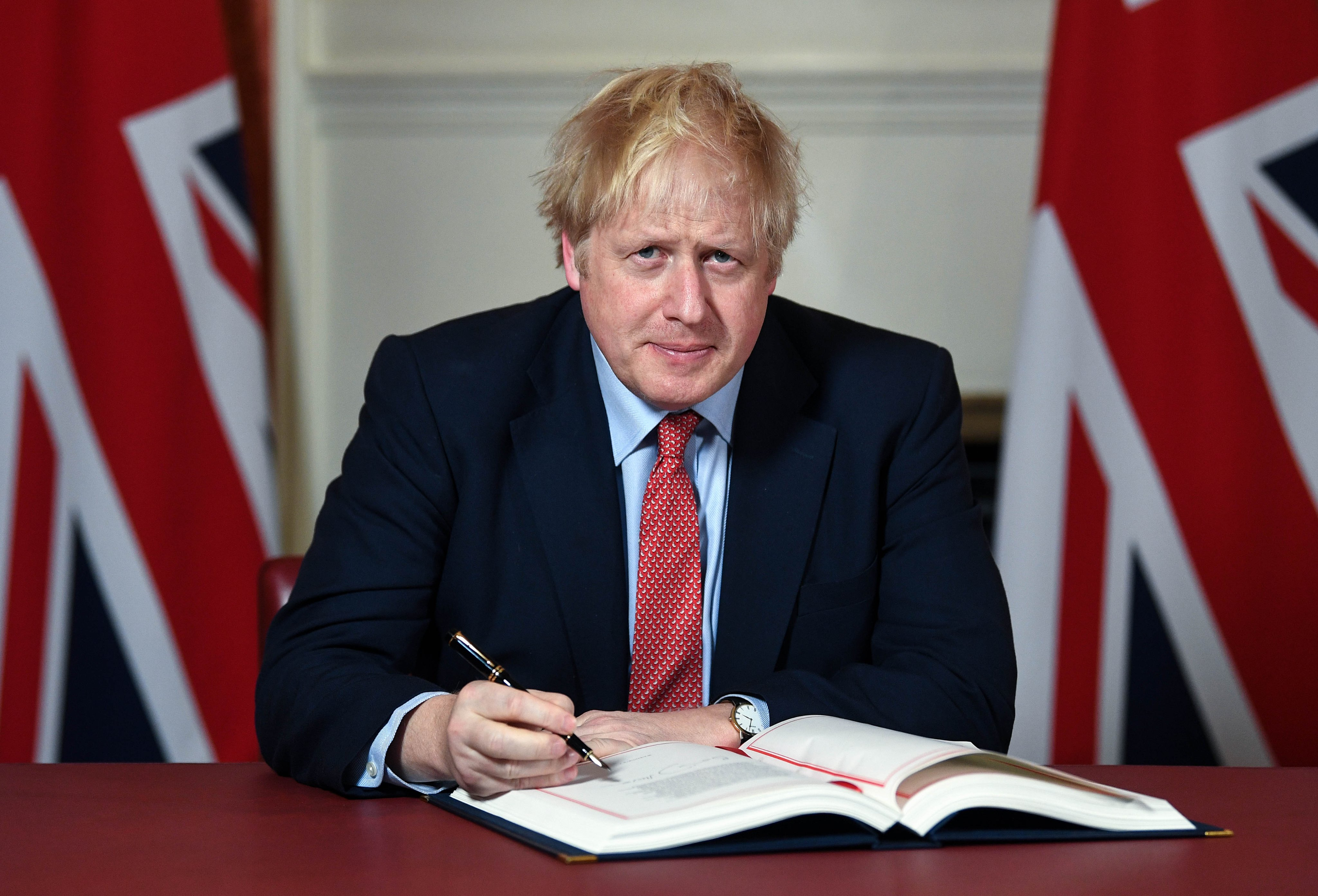
Boris Johnson semnează acordul de retragere a Regatului Unit din Uniunea Europeană

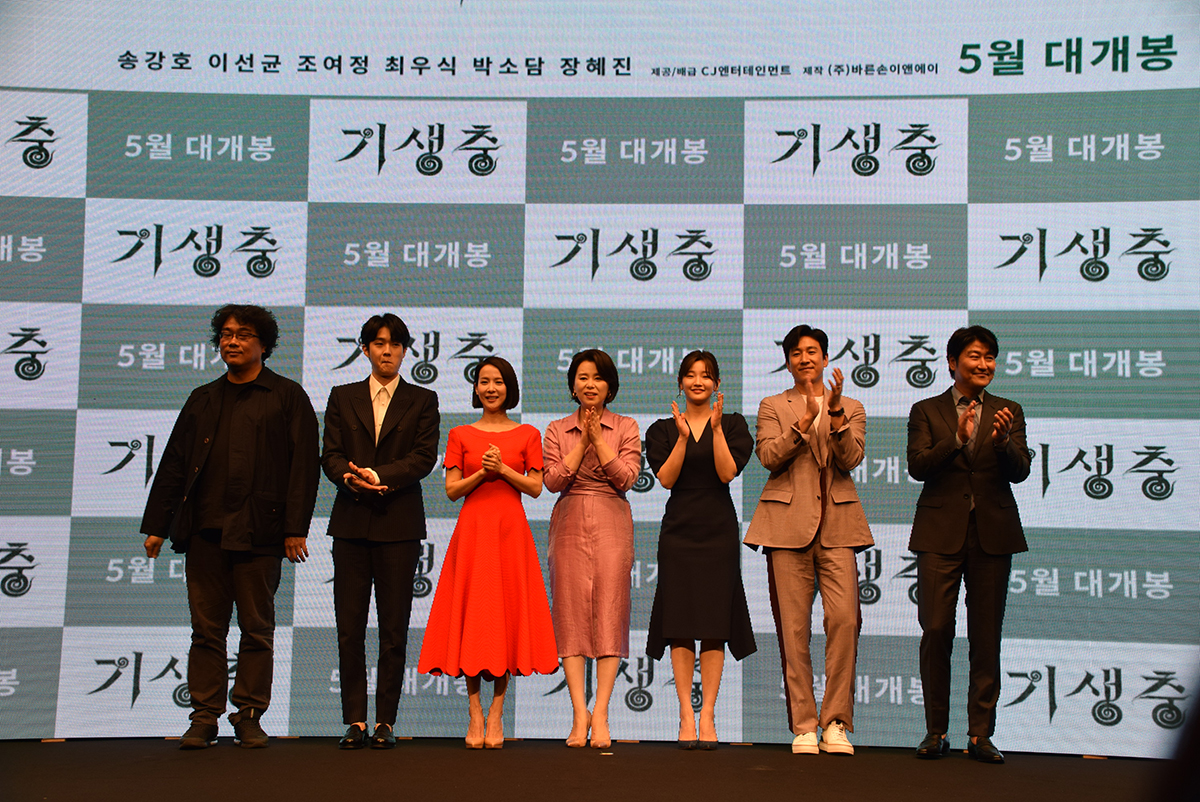
Producătorii și actorii din filmul Parazit. Primul film străin care a câștigat Premiul Oscar pentru cel mai bun film al anului.

- 5 februarie: Bilanțul epidemiei de coronavirus a ajuns la 492 decese (de la primul deces înregistrat în 23 ianuarie 2020, în provincia Wuhan), identificat în China și alte 27 de țări.[24]
- 5 februarie: Președintele american  Donald Trump a fost achitat de Senat cu 52 la 48, împotriva acuzației de abuz de putere și cu 53 la 47, împotriva acuzației de obstrucționare a Justiției.
- 5 februarie: Moțiunea de cenzură intitulată „Guvernul Orban/PNL – privatizarea democrației românești” inițiată de PSD împotriva guvernului Orban a fost adoptată de Parlament cu 261 de voturi „pentru” și 139 de voturi „împotrivă”.[25]
- 6 februarie: Președintele Klaus Iohannis îl propune din nou pe liderul PNL, Ludovic Orban, pentru funcția de prim-ministru.[26]
- 9 februarie: La premiile Oscar din acest an, filmul sud-coreean Parazit câștigă cele mai multe premii, inclusiv cea mai bună imagine și cel mai bun film străin. Devine primul film în altă limbă decât engleza care a câștigat Premiul Oscar pentru cel mai bun film.[27]
- 12 februarie: Comisia Europeană solicită României, Greciei și Maltei să adopte primele programe naționale de control al poluării atmosferice astfel încât nivelul de calitate a aerului să nu genereze efecte negative semnificative sau riscuri pentru sănătatea umană și pentru mediu. Măsurile urmează să fie comunicate Comisiei în termen de două luni.[28]
- 24 februarie: Mahathir Mohamad a demisionat din funcția de prim-ministru al Malaeziei.[29]
- 25 februarie: Ludovic Orban și-a depus mandatul de prim-ministru desemnat.[30]
- 26 februarie: Astronomii de la Catalina Sky Survey din Arizona, Statele Unite, spun că un obiect cunoscut sub numele de 2020 CD3 a fost capturat de câmpul gravitațional al Pământului și a fost pe orbită din 2017, devenind un satelit natural temporar al Pământului. Centrul Planetelor Minore confirmă descoperirile și spune că „nu a fost găsită nici o legătură cu un obiect artificial cunoscut”, ceea ce presupune că obiectul este un asteroid.[31]
- 26 februarie: În încercarea de a forța alegerile anticipate, președintele Klaus Iohannis l-a desemnat premier pe actualul ministru de finanțe, Florin Cîțu.[32][33]
- 28 februarie: Piețele de capital s-au prăbușit rând pe rând din cauza panicii induse de criza coronavirusului. Piețele de acțiuni din întreaga lume înregistrează cea mai proastă săptămână de după criza financiară din 2008. Indicele S&P 500 a pierdut 12%, indicele Dow Jones Industrial Average a pierdut 1.190, 95 puncte, cea mai mare scădere înregistrată vreodată. În Asia, indicele regional MSCI excluzând Japonia a scăzut cu 2,4%. Indicele Nikkei al bursei de la Tokyo a pierdut 4% pe fondul îngrijorărilor că Jocurile Olimpice programate a se desfășura în perioada iulie-august ar putea fi anulate din cauza coronavirusului. Bursa de la Londra a pierdut 95 de miliarde.  [34]
- 28 februarie: Papa Francisc, în tandem cu IBM și Microsoft, solicită reglementarea tehnologiilor AI care riscă să încalce drepturile omului, precum sistemul de recunoaștere facială⁠(d).[35]

### Martie

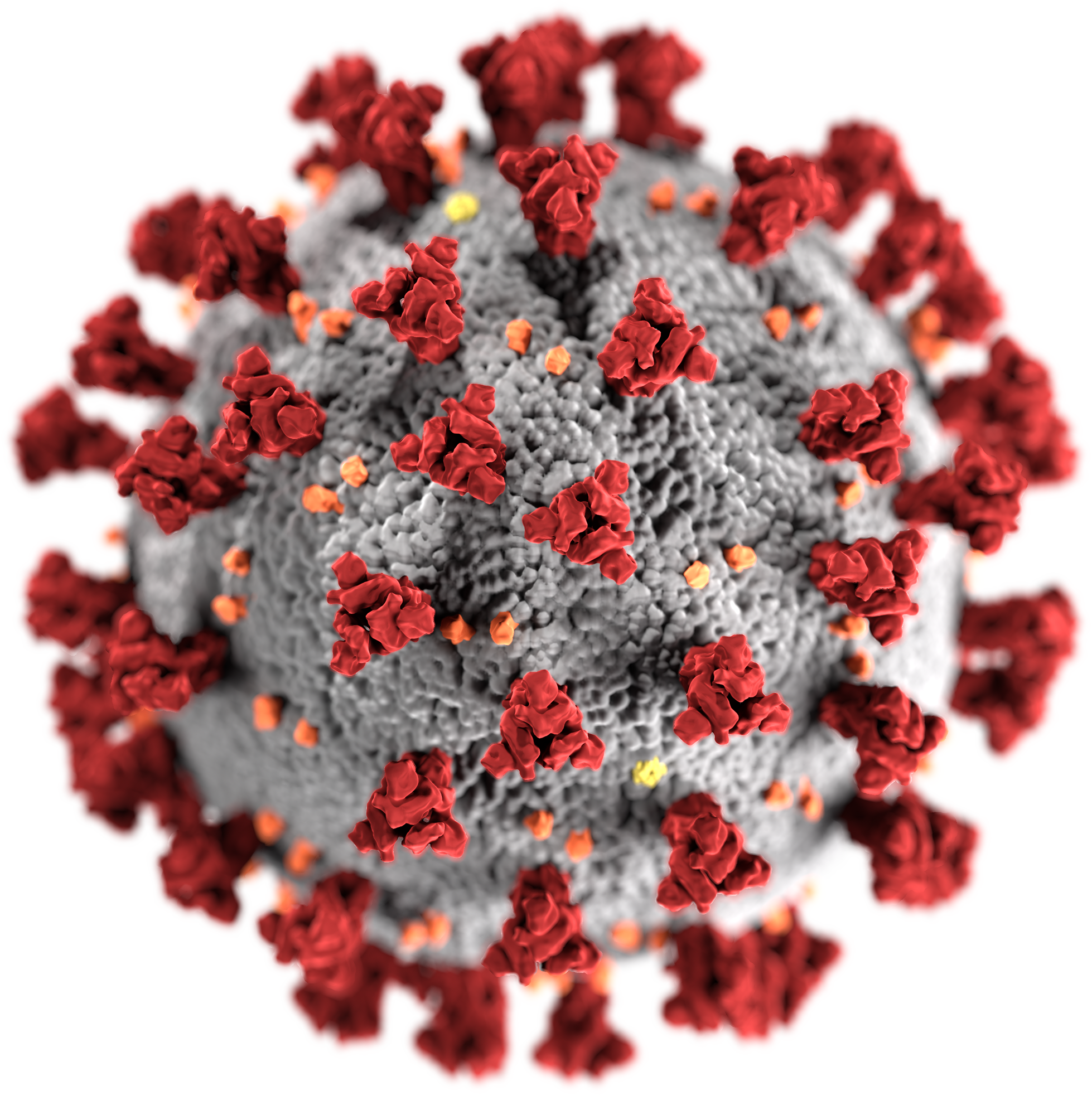
Pandemia de coronaviroză (COVID-19). Reprezentare grafică a coronavirusului SARS-CoV-2.

- 2 martie: Vaticanul deschide pentru istorici arhivele secrete ale lui Papa Pius al XII-lea din timpul celui de-al Doilea Război Mondial, care a fost acuzat în mai multe rânduri că a preferat să închidă ochii la atrocitățile comise de naziști față de evrei.[36]
- 8 martie: Pentru a limita epidemia de coronavirus, România interzice evenimentele cu peste 1000 de participanți. În țară se înregistrează 15 cazuri de coronavirus, dintre care 5 pacienți au fost declarați vindecați și externați.[37]
- 9 martie: Premierul Ludovic Orban anunță că toate școlile din România vor fi închise în perioada 11-22 martie, cu posibilitatea de prelungire a măsurii.
- 10 martie: Italia intră în prima zi de carantină la nivel național, după ce numărul celor infectați ajunge la 9.172, iar numărul deceselor la 463.[38][39]
- 11 martie: Organizația Mondială a Sănătății declară oficial pandemie de coronavirus. La nivel mondial se înregistrează 4.380 de decese și 121.811 cazuri de infectare în 114 țări.[40]
- 12 martie: Florin Cîțu și-a depus mandatul de premier desemnat.[41]
- 13 martie: Organizația Mondială a Sănătății (OMS) anunță oficial depășirea pragului de 5.000 de decese la nivel mondial din cauza coronavirusului. „Europa este în prezent epicentrul pandemiei de Covid-19” a declarat directorul OMS.[42]
- 14 martie: Reunit într-o sesiune extraordinară, Parlamentul a învestit Guvernul Orban 2 cu 286 de voturi „pentru”, 23 de voturi „împotrivă” și o abținere.[43]
- 14 martie: România a depășit pragul de 100 de persoane infectate cu coronavirus și intră în scenariul al treilea din lupta împotriva coronavirusului  (101-2000 cazuri). Printre măsuri se numără restricționarea adunărilor publice cu mai mult de 50 de persoane, spitalele de boli infecțioase nu vor mai trata decât pentru Covid-19, vor fi aduși medici suplimentari, noi restricții în ceea ce privește circulația, etc.[44][45]

- 14 martie: Președintele Klaus Iohannis anunță că România va intra în stare de urgență începând de luni, 16 martie.[46]
- 14 martie: Spania plasează oficial întreaga țară în carantină cvasi-totală timp de două săptămâni după ce a declarat stare de urgență cu o zi mai înainte.[47]
- 14 martie: Guvernul francez închide restaurante, baruri și magazine din toată țara din cauza pandemiei COVID-19. Farmaciile, magazinele alimentare și băncile rămân deschise.[48]
- 15 martie: Vaticanul a decis ca toate celebrările liturgice din Săptămâna Mare vor avea loc fără credincioși în Piața Sf. Petru, din cauza coronavirusului.
- 16 martie: Piețele asiatice scad substanțial, iar piețele europene se deschid cu pierderi uriașe.[49]
- 16 martie: În încercarea de a frâna propagarea pandemiei de coronavirus tot mai multe state iau măsuri: unele țări își închid granițele total (Spania),[50] altele doar cu țările vecine (Germania),[51] iar altele închid granițele pentru cetățenii străini (Ungaria, Canada, Rusia).[52][53] Se cere populației să restricționeze deplasările neesențiale; multe țări au închis școlile, iar unele state au suspendat sau au limitat transportul public.[54] S-au anulat sau amânat evenimente sportive, culturale, sociale. S-a declarat stare de urgență în mai multe țări (SUA, Spania, Italia, Slovacia, Ungaria, Cehia, România, Bulgaria, Finlanda, Elveția).[55]
- 17 martie: Liderii Uniunii Europene au închis frontierele externe al UE și spațiul Schengen timp de cel puțin 30 de zile.[56]
- 17 martie: Autoritățile române anunță suspendarea activității restaurantelor, barurilor și cafenelelor, fiind permise doar servicii de tip „drive-in” sau „livrare la client”.
- 18 martie: Peste 850 de milioane de studenți nu frecventează școala din cauza pandemiei coronavirusului, potrivit UNESCO.[57]
- 18 martie: Pentru prima dată în istorie, Concursul Muzical Eurovision 2020 a fost anulat din cauza pandemiei de coronavirus.
- 19 martie: Italia a devenit țara cu cel mai mare număr de decese (3.405 decese) provocate de epidemia de COVID-19 pe plan mondial, depășind China (3.245 decese).[58]
- 20 martie: Numărul total de decese de COVID-19 depășește 10.000, iar numărul total de persoane infectate ajunge la un sfert de milion.[59]
- 22 martie: Armata americană a anunțat că a testat cu succes, cu o zi în urmă, prototipul unei rachete hipersonice. Pentagonul a specificat „prototipul a zburat cu o viteză hipersonică - de peste cinci ori viteza sunetului - și a atins ținta desemnată”. Rusia și China dețin deja astfel de arme.[60][61]
- 22 martie: România raportează primele două decese de COVID-19 și 433 de persoane infectate.[62]
- 24 martie: Jocurile Olimpice de la Tokyo au fost amânate pentru 2021 ca răspuns la pandemia de coronavirus.[63]

- 24 martie: Președintele Klaus Iohannis anunță introducerea carantinei totale în România începând cu 25 martie. Practic ieșirea din casă va fi permisă doar pentru a merge la serviciu sau pentru cumpărături de alimente.[64]
- 25 martie: Spania, cu 3.434 de decese din cauza coronavirusului, devine a doua țară, după Italia, care a depășit China în ceea ce privește numărul deceselor din cauza COVID-19.[65]
- 25 martie: Guvernul de coaliție din Kosovo a fost demis printr-o moțiune de cenzură, punctul culminant al luptelor interne pentru putere care privează teritoriul sărac de conducere în plină pandemie de coronavirus.
- 26 martie: Marea Barieră de Corali a Australiei este afectată, pentru a treia oară în ultimii cinci ani, de o albire în masă.[66][67]
- 27 martie: Macedonia de Nord a devenit cel de-al 30-lea stat membru al NATO.

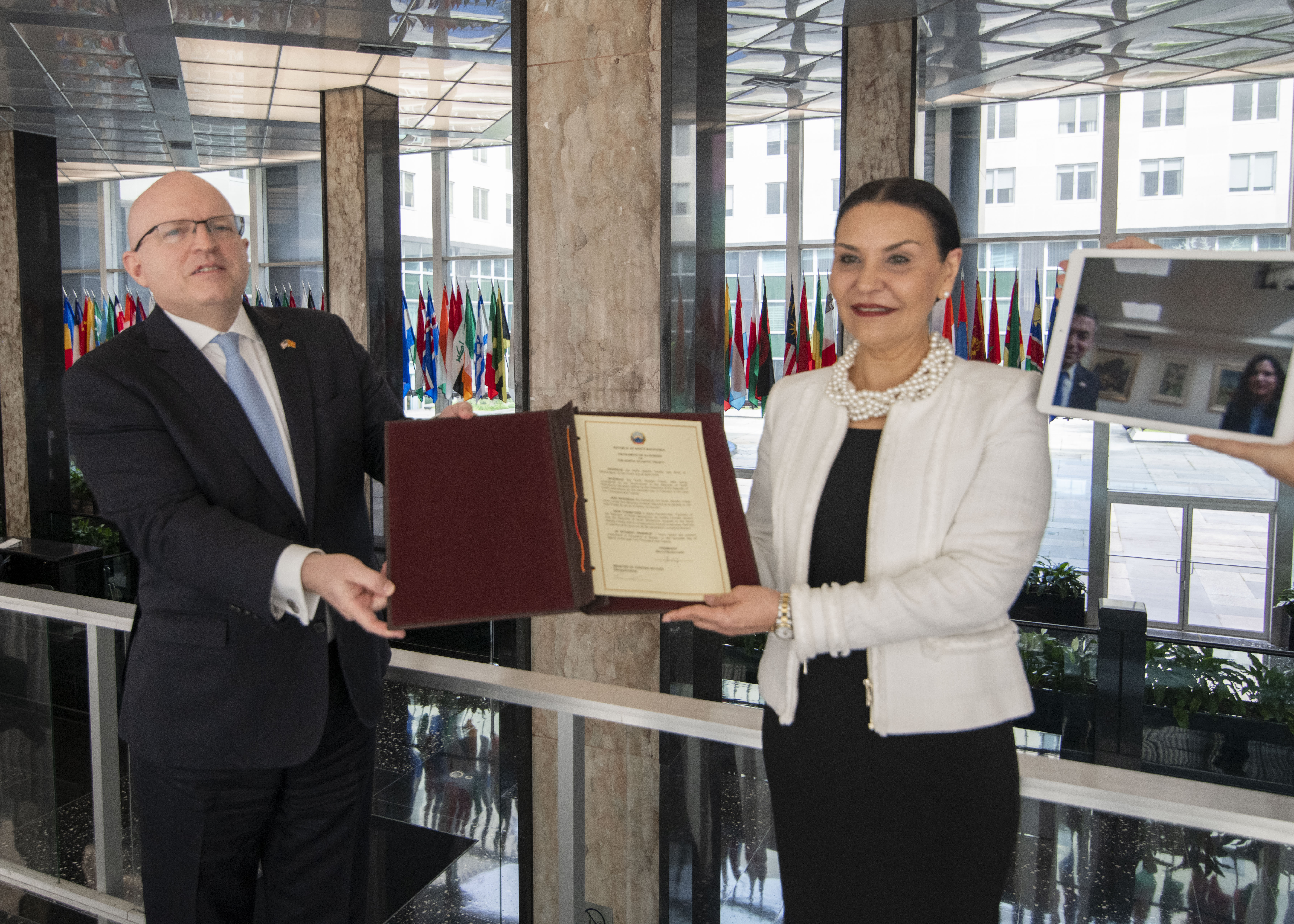
Macedonia de Nord devine membru NATO

- 29 martie: Numărul total de decese de COVID-19 depășește 30.000, iar numărul total de persoane infectate ajunge la peste 663.000.[68]
- 30 martie: Muzeul Singer din orașul Laren, Țările de Jos, anunță că tabloul „Lentetuin” pictat de Vincent van Gogh, o pictură din 1884 ce prezintă grădina casei parohiale din Neunen, a fost furat în timp ce muzeul era închis din cauza pandemiei de coronavirus.[69]
- 30 martie: Ca urmare a faptului că din cele 2.109 cazuri confirmate cu coronavirus în România, 593 sunt în Suceava, autoritățile decid ca municipiul Suceava și opt comune limitrofe să intre în carantină totală, toate căile de acces în localități urmând să fie securizate de Armată și Poliție.[70]

### Aprilie

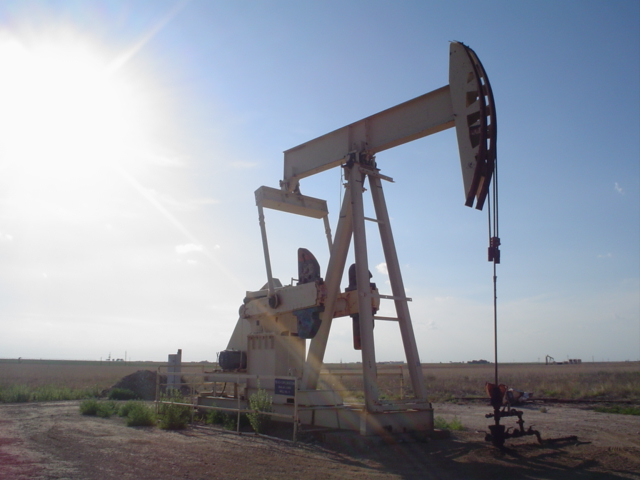
20 aprilie: Prețul petrolului în Statele Unite a scăzut la un nivel record ajungând până la -37,63 USD pe baril. Este pentru prima dată când prețul petrolului american a scăzut sub 0.

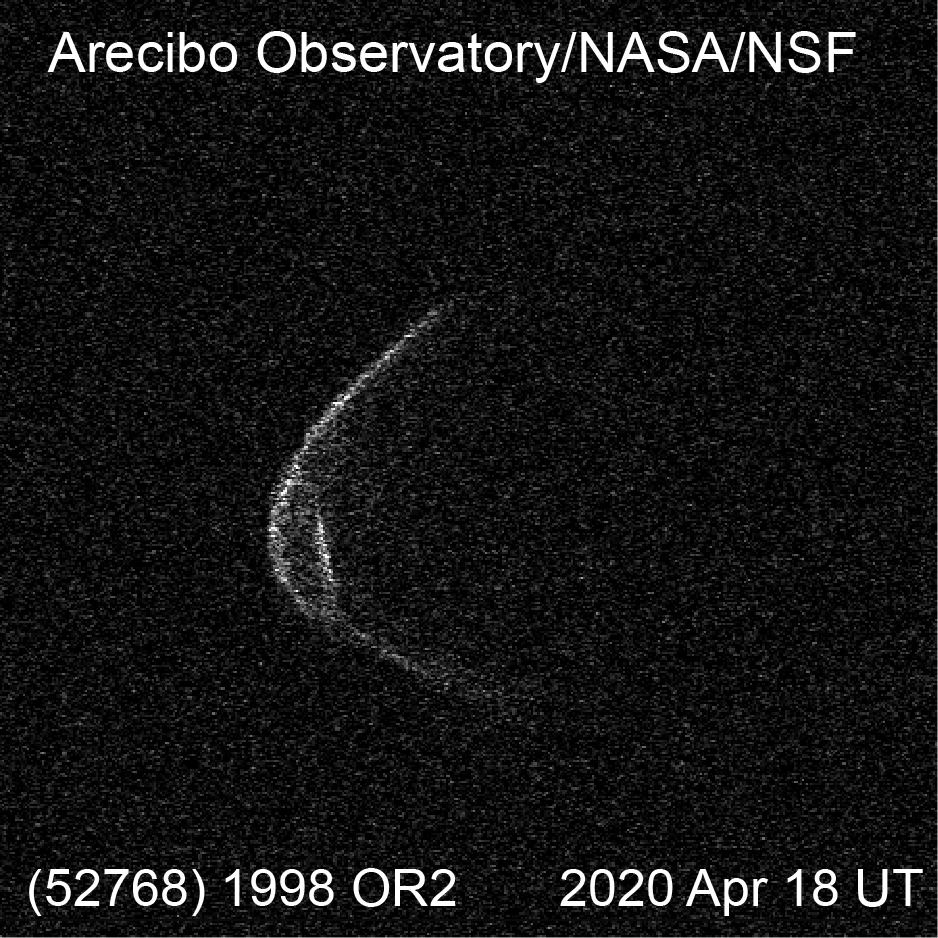
29 aprilie: Asteroidul 1998 OR2, clasificat ca fiind asteroid potențial periculos, trece la o distanță de circa 6,2 milioane de kilometri de Terra.

- 1 aprilie: Turneul de tenis de la Wimbledon ediția 2020 a fost anulat pentru prima dată după cel de-Al Doilea Război Mondial, din cauza răspândirii COVID-19 în Regatul Unit.[72]
- 2 aprilie: Numărul total de decese la nivel global depășește 50.000, iar numărul de persoane infectate de COVID-19 depășește un milion.[73]
- 4 aprilie: Prin ordonanța militară nr. 7 se instituie carantina pentru localitatea Țăndărei din județul Ialomița.[74]
- 4 aprilie: În Italia, numărul de internări la terapie intensivă a scăzut pentru prima oară din momentul în care pandemia a explodat în țară, în urmă cu peste o lună.[75]
- 9 aprilie: Prin ordonanța militară nr. 8 România suspendă, pe perioada stării de urgență, exportul mai multor produse agroalimentare precum grâu, porumb, orez sau zahăr.[76]
- 10 aprilie: Numărul total de decese la nivel global depășește 100.000, iar numărul de persoane infectate depășește un milion șase sute de mii.[73][77]
- 14 aprilie: Austria redeschide mii de centre comerciale, fiind una dintre primele țări din Europa ce ridică unele restricții impuse de epidemia de coronavirus.[78]
- 14 aprilie: Președintele american Donald Trump anunță că Statele Unite suspendă contribuția sa la Organizația Mondială a Sănătății pe motivul „proastei gestionări” a pandemiei noului coronavirus.[79]
- 15 aprilie: Victorie a partidul democrat sud-coreean aflat la putere și a aliatului său (49,9%) la alegerile legislative din Coreea de Sud. Pezența la vot de 66,2% a fost cea mai mare din ultimii 28 de ani ai țării.[80]
- 17 aprilie: China a revizuit în creștere cu aproape 50% a numărului total de decese cauzate de noul coronavirus de la 3.869 la 4.632. Explicația autorităților a fost că inițial au luat în considerare doar persoanele care au murit în spital.[81]
- 17 aprilie: Numărul total de decese la nivel global depășește 150.000, iar numărul de persoane infectate depășește două milioane.[73]
- 20 aprilie: Atac armat în orășelul de coastă Portapique, Nova Scoția, Canada. Cel puțin 22 de persoane au decedat, inclusiv atacatorul și un ofițer de poliție. Conform The Guardian, atacul este cel mai grav din istoria modernă a Canadei.[82][83]
- 20 aprilie: Prețul petrolului în Statele Unite a scăzut la un nivel record ajungând până la -37,63 USD pe baril. Este pentru prima dată când prețul petrolului american a scăzut sub 0.[71]
- 22 aprilie: Libanul legalizează canabisul medicinal, devenind prima țară arabă care ia această decizie.[84]
- 25 aprilie: Numărul total de decese la nivel global depășește 200.000, iar numărul de persoane infectate se apropie de trei milioane.[73]
- 29 aprilie: Asteroidul 1998 OR2, clasificat ca fiind asteroid potențial periculos, trece la o distanță de circa 6,2 milioane de kilometri de Terra.

### Mai

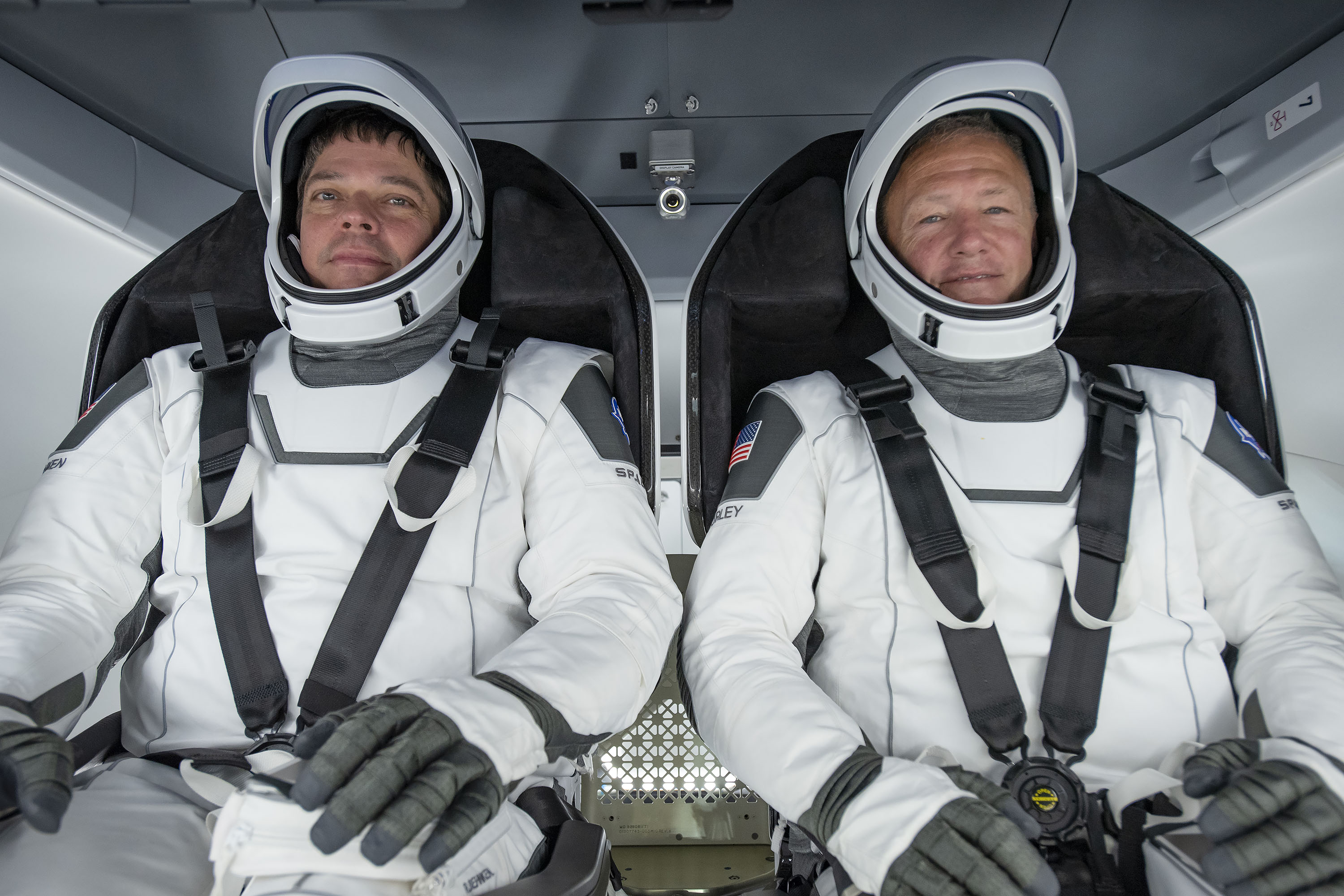
30 mai: Echipajul navei Dragon 2, astronauții NASA, Robert Behnken și Douglas Hurley, au fost transportați de racheta Falcon 9, fabricată de SpaceX, spre Stația Spațială Internațională.

- 1 mai: Canada anunță că interzice vânzarea de arme de asalt, la mai puțin de două săptămâni de la cel mai sângeros atac din istoria modernă a țării, când un bărbat din Nova Scoția a ucis 22 de persoane.[85]
- 2 mai: Spania ușurează restrictiile la nivel național, permițând adulților să iasă în afara caselor între 6 și 10 și 20 până la 23:00.
- 5 mai: Numărul total de decese la nivel global depășește 250.000, iar numărul de persoane infectate depășește trei milioane jumătate.[73]
- 11 mai: Institutul Max Planck de antropologie evoluționistă publică rezultatul analizei radiocarbonului și ADN-ului din fosilele care au fost găsite în peștera Bacho Kiro din Bulgaria. Rezultatul arată că fosilele aparțin lui Homo sapiens indicând faptul că oamenii moderni ar fi putut ajunge în Europa cu mii de ani mai devreme decât se credea anterior.[86]
- 22 mai: Avionul Pakistan International Airlines, care transporta 107 de pasageri, s-a prăbușit lângă aeroportul Karachi. Există cel puțin doi supraviețuitori ai accidentului.
- 26 mai: Proteste și revolte izbucnesc în Minneapolis și în alte părți din Statele Unite, în urma morții afro-americanului George Floyd.
- 30 mai: Racheta Falcon 9 și capsula Crew Dragon cu cei doi astronauți NASA, Robert Behnken și Douglas Hurley, au decolat spre orbită unde s-a andocat la Stația Spațială Internațională. Misiunea spațială a fost de fapt programată pe 27 mai, dar din cauza vremii nefavorabile, a fost amânată pentru 30 mai.[87]
- 31 mai: Furtuna tropicală Amanda, prima din acest sezon din Oceanul Pacific, s-a abătut asupra Guatemalei și El Salvador, provocând moartea a cel puțin 14 persoane.

### Iunie

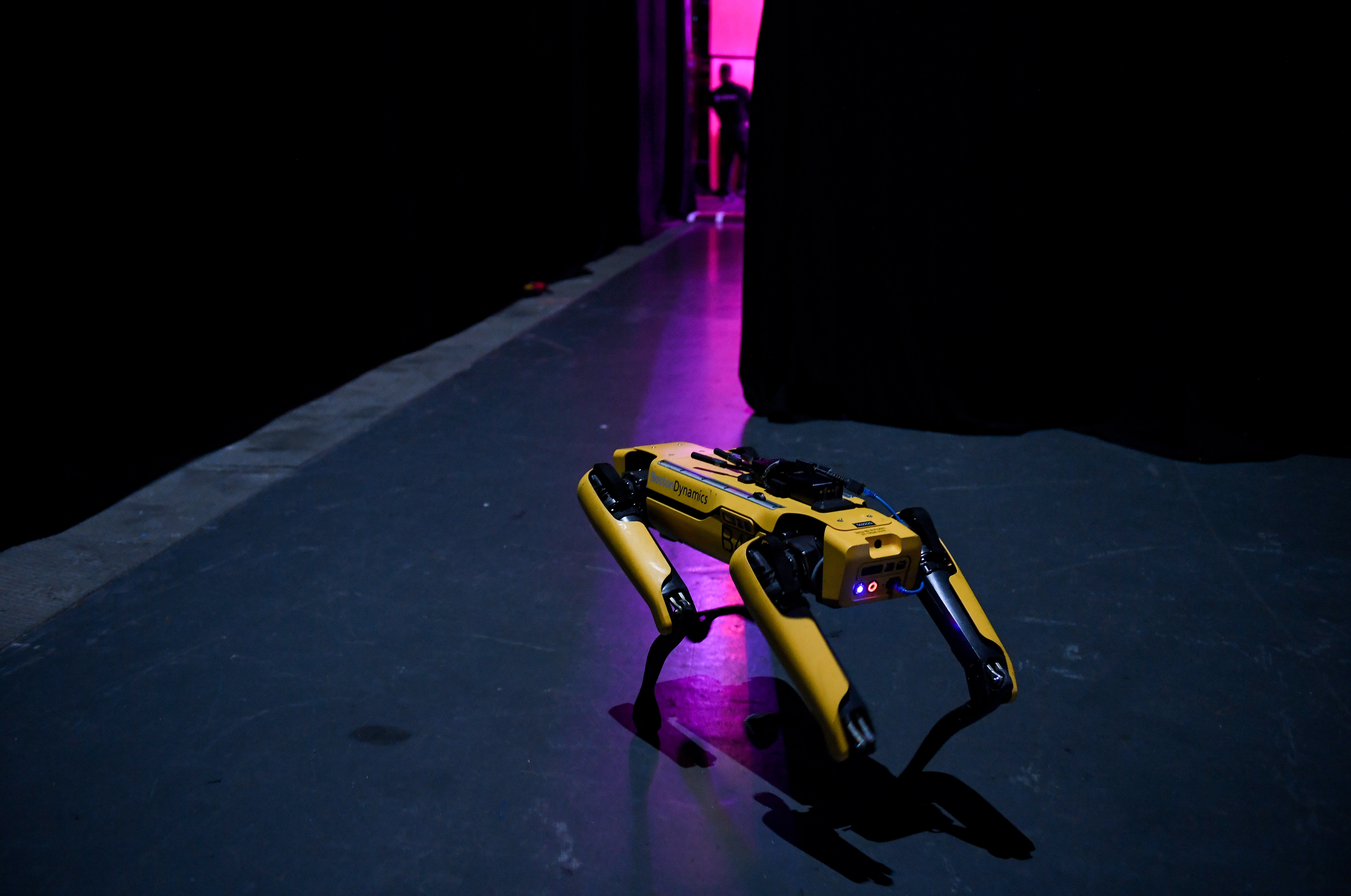
15 iunie: SpotMini, robot comercializat de Boston Dynamics

- 1 iunie: Organizația Mondială a Sănătății raportează șase cazuri noi de ebola, și UNICEF raportează cinci decese, într-un focar reînnoit al bolii în Mbandaka, Provincia Équateur, Republica Democrată Congo.
- 1 iunie: Președintele american, Donald Trump, a declarat gruparea Antifa ca fiind organizație teroristă.
- 2 iunie: Alphabet Inc. și Google au fost obligate la plata unei despăgubiri de 5 miliarde de dolari, susținând că compania încalcă dreptul utilizatorilor la confidențialitate, urmărindu-i în modul incognito al Chrome.
- 3 iunie: Primul ministru Boris Johnson spune că Regatul Unit va modifica legile privind imigrația pentru a oferi cetățenia britanică pentru toți cetățenii din Hong Kong dacă guvernul Chinei impune noi legi de securitate pe teritoriu.
- 3 iunie: SpaceX lansează și desfășoară cu succes 60 de sateliți Starlink pe orbita Pământului de la stația aeriană Cape Canaveral. Numărul total de sateliți Starlink în orbită a ajuns la 482.
- 3 iunie: Președintele rus, Vladimir Putin, declară stare  de urgență după ce 20.000 de tone de petrol s-au scurs în râul Ambarnaya, lângă orașul siberian Norilsk, în cadrul Cercului Arctic, pe 26 mai 2020.
- 4 iunie: Guvernul acordului național din Libia (GNA) spune că dețin controlul deplin al capitalei, Tripoli, după ce forțele armatei naționale libiene (LNA), loiale marșalului Khalifa Haftar, se retrag din teritoriu după luni întregi de lupte intense în oraș.
- 6 iunie: Mitinguri anti-rasism și proteste împotriva brutalității poliției au loc în orașele din întreaga lume.
- 7 iunie: Pandemie COVID-19: Numărul global de decese depășește 400.000.
- 8 iunie: Pandemie COVID-19: Numărul de cazuri confirmate de COVID-19 trece la 7 milioane la nivel mondial.
- 9 iunie: Pandemie COVID-19: Un studiu al Universității Harvard sugerează că COVID-19 s-ar fi putut răspândi în China încă din august 2019.
- 15 iunie: Spot este primul robot comercializat de Boston Dynamics.
- 16 iunie: Coreea de Nord detonează un birou de la granița demilitarizată cu Coreea de Sud la Kaesong, înființat în 2018 pentru a îmbunătăți relațiile diplomatice.
- 16 iunie: Pandemie COVID-19: Numărul de cazuri confirmate de COVID-19 trece la 8 milioane la nivel mondial. Cu 700 de morți suplimentare într-o zi, Statele Unite înregistrează mai multe decese decât numărul soldaților americani căzuți în Primul Război Mondial, circa 116.500. Beijingul închide din nou toate școlile și universitățile după o revenire a cazurilor de COVID-19.
- 16 iunie: Un avion de luptă chinez J-10 a intrat în spațiul aerian al Taiwanului dinspre sud-vest determinând forțele aeriene ale Taiwanului să emită atenționări.
- 16 iunie: Bătaia din Valea Galwan[88]. Cel puțin 20 de soldați indieni au fost uciși într-o confruntare cu forțele chineze în Ladakh în regiunea Kashmir, o zonă în jurul căreia există o veche dispută între China și India.
- 21 iunie: A avut loc eclipsa inelară de soare din 2020.
- 21 iunie: Alegeri parlamentare în Serbia. Alegerile au fost câștigate de către Partidul Progresist Sârb al președintelui Aleksandar Vučić cu 61,59 %, locul al doilea fiind ocupat de Partidul Socialist din Serbia al ministrului de externe Ivica Dačić cu 10,37 %, iar locul al treilea a fost ocupat de Alianța Serbia Patriotică al fostului jucător de polo pe apă Aleksandar Šapić cu 3,64 %. În Adunarea Națională a Serbiei au mai intrat: Alianța Maghiarilor din Voivodina, Alianța Doar înainte (Partidul Justiției și al Reconcilierii și Partidul Democrat al Macedonenilor), Partidul pentru Acțiune Democratică și Partidul Acțiunii Democratice din Sandžak.
- 22 iunie: Alegeri prezidențiale în Kiribati.
- 24 iunie: China a lansat ultimul satelit din sistemul de navigație BeiDou, un nou rival pentru sistemele GPS (SUA) și Glonass (Rusia).
- 28 iunie: Alegeri prezidențiale în Polonia. Președintele conservator în exercițiu Andrzej Duda a ieșit învingător în primul tur al alegerilor prezidențiale din Polonia și se va confrunta cu candidatul liberal Rafal Trzaskowski într-un al doilea tur de scrutin la 12 iulie.
- 29 iunie: Fostul premier al Franței Francois Fillon și soția sa, au fost condamnați la închisoare pentru deturnare de fonduri.
- 30 iunie: Coaliția din Parlamentul Republicii Moldova a rămas cu 49 de deputați, asta după ce deputatul Ștefan Gațcan a ales să adere la grupul Pro Moldova înființat anul acesta. Ieșirea deputatului s-a lăsat cu proteste la clinica privată și la casa deputatului.

### Iulie

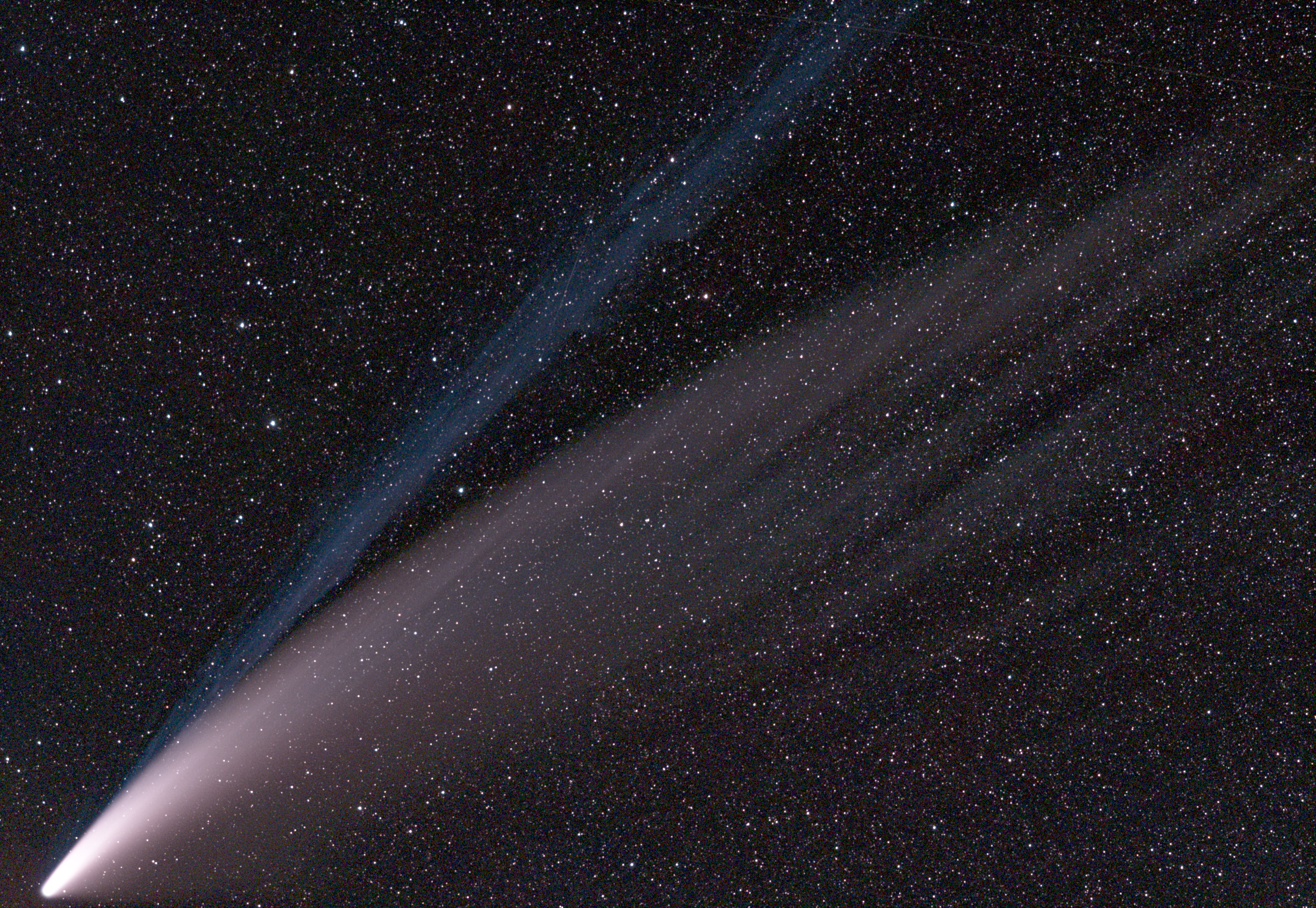
Cometa 2020 F3 (NEOWISE)

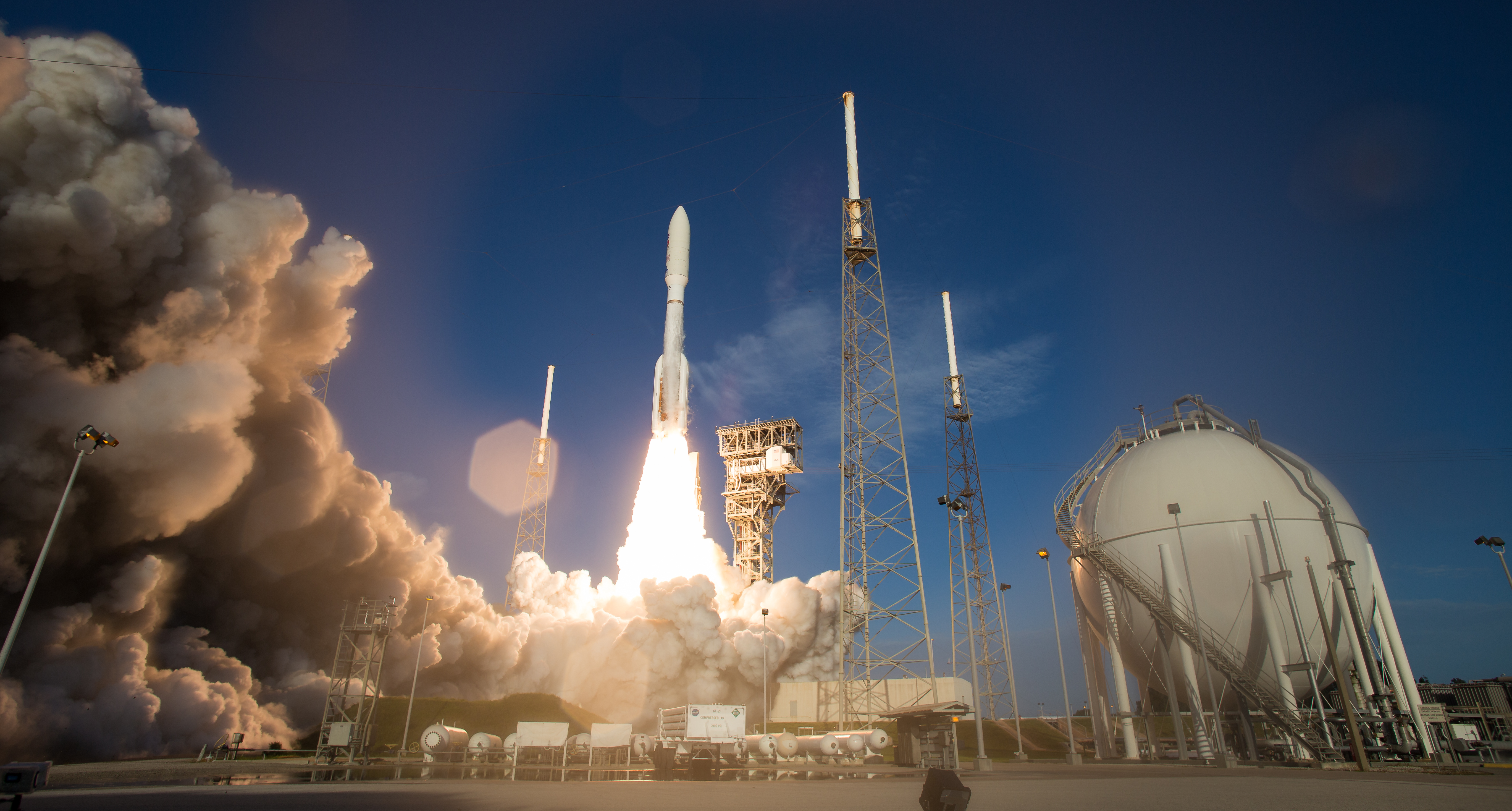
Lansarea rachetei Atlas cu roverul Mars 2020 Perseverance la bord

- 1 iulie: Germania preia de la Croația, pentru a 13-a oară, președinția rotativă a Uniunii Europene (UE) pentru o perioadă de șase luni.
- 2 iulie: Cel puțin 162 de mineri sunt uciși de o alunecare de teren pe un sit minier de jad din Hpakant, Kachin, Myanmar.
- 3 iulie: Primul ministru francez, Édouard Philippe, demisionează din guvern, pe baza speculațiilor că președintele Emmanuel Macron va implementa o remaniere a cabinetului. Jean Castex este numit de președintele Emmanuel Macron, noul prim-ministru al Franței.
- 3 iulie: Președintele filipinez, Rodrigo Duterte, semnează Legea Antiterorismului prin care abrogă Legea privind securitatea umană semnată în 2007.
- 7 iulie: Statele Unite își declară oficial intenția de a se retrage din Organizația Mondială a Sănătății în 2021.

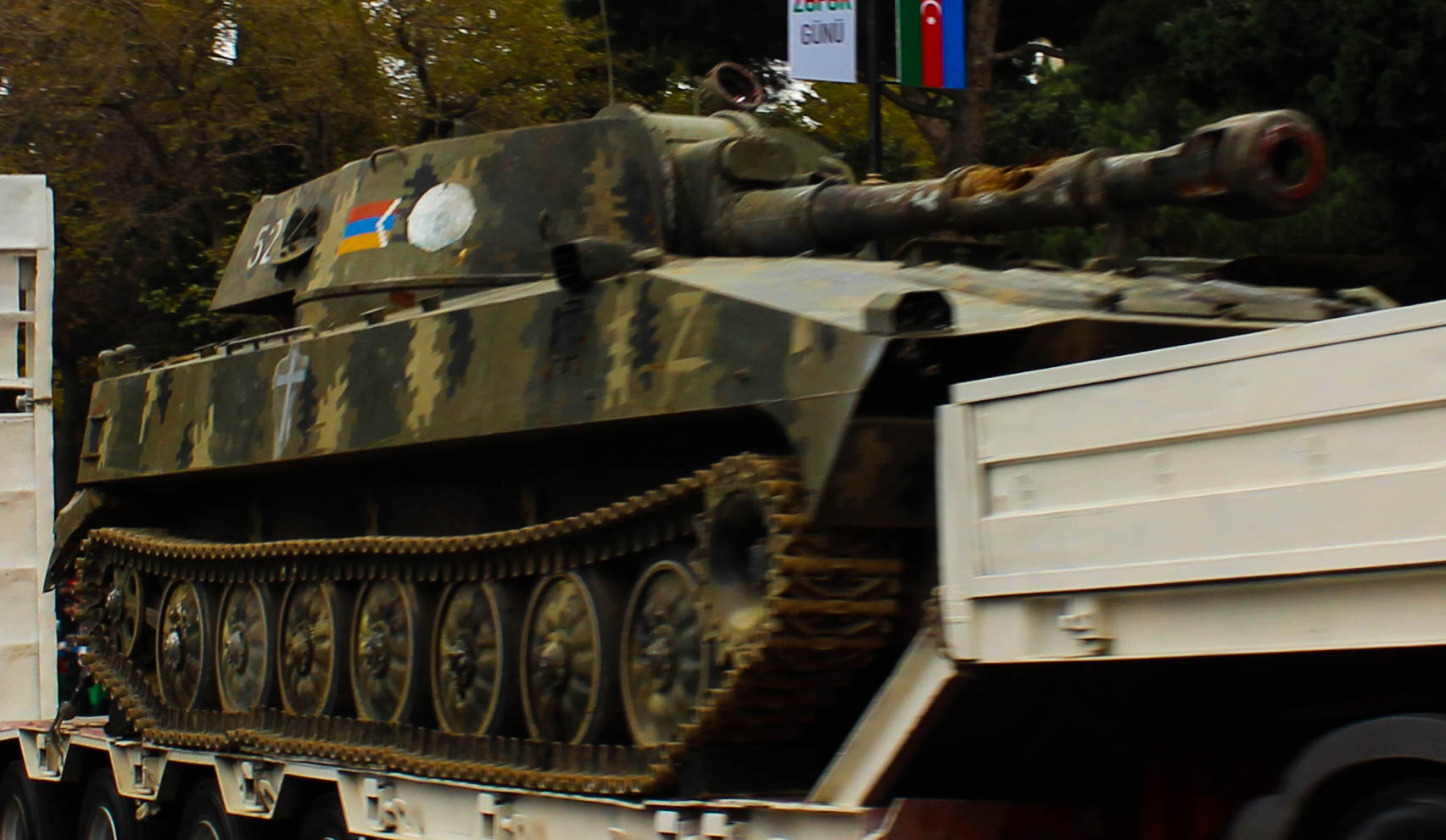
Conflictul din Nagorno-Karabah - Tanc armean capturat de trupele azere, prezentat la parada victoriei de la Baku

- 13 iulie: Conflictul din Nagorno-Karabah: Câțiva soldați armeni și azeri sunt uciși și / sau răniți după o ciocnire la granița enclavei azere Republica Autonomă Nahicevan.
- 20 iulie: Emiratele Arabe Unite au lansat o rachetă menită să ajungă pe planeta Marte. După mai multe amânări, aceasta a decolat din Japonia (centrul spațial Tanegashima). Aceasta este prima misiune spațială arabă spre Planeta Roșie și constă într-o sondă numită Al-Amal (Speranța). Sonda spațială fără pilot la bord ar trebui să înceapă să orbiteze în jurul planetei Marte într-o misiune de șapte luni, până în februarie 2021, marcând cea de-a 50-a aniversare a unificării celor șapte principate care constituie Emiratele Arabe Unite.[89]
- 22 iulie: Pandemie COVID-19: România a depășit pentru prima oară pragul de 1000 de cazuri pe zi.[90]
- 29 iulie: 32 de presupuși mercenari ruși au fost arestați de poliția din Belarus, la un sanatoriu, membri ai companiei militare Vagner, pentru care Moscova a cerut eliberarea spunând că aceștia ar fi în tranzit și că se îndreaptă spre Turcia.
- 30 iulie: Este lansată cu succes misiunea Mars 2020.
- 31 iulie: Uraganul Isaias se îndreaptă spre Bahamas și Statele Unite ca un uragan de categoria 1, după ce a provocat inundații și alunecări de teren în Republica Dominicană și Puerto Rico. Un avertisment de uragan este emis pentru Coasta Atlanticului din Florida.

### August

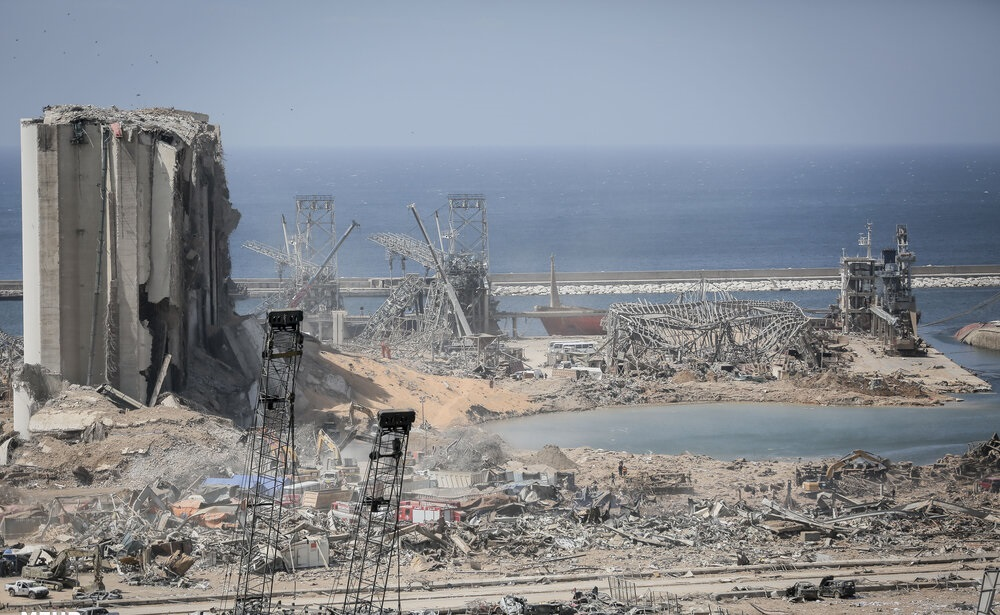
4 august: Portul din Beirut după explozii; cel puțin 200 de oameni și-au pierdut viața și alte peste 6.000 au fost răniți, o parte dintre ei fiind îngropați sub moloz, din cauza nitratului de amoniu depozitat ilegal. Peste 300.000 de oameni au rămas fără locuințe.

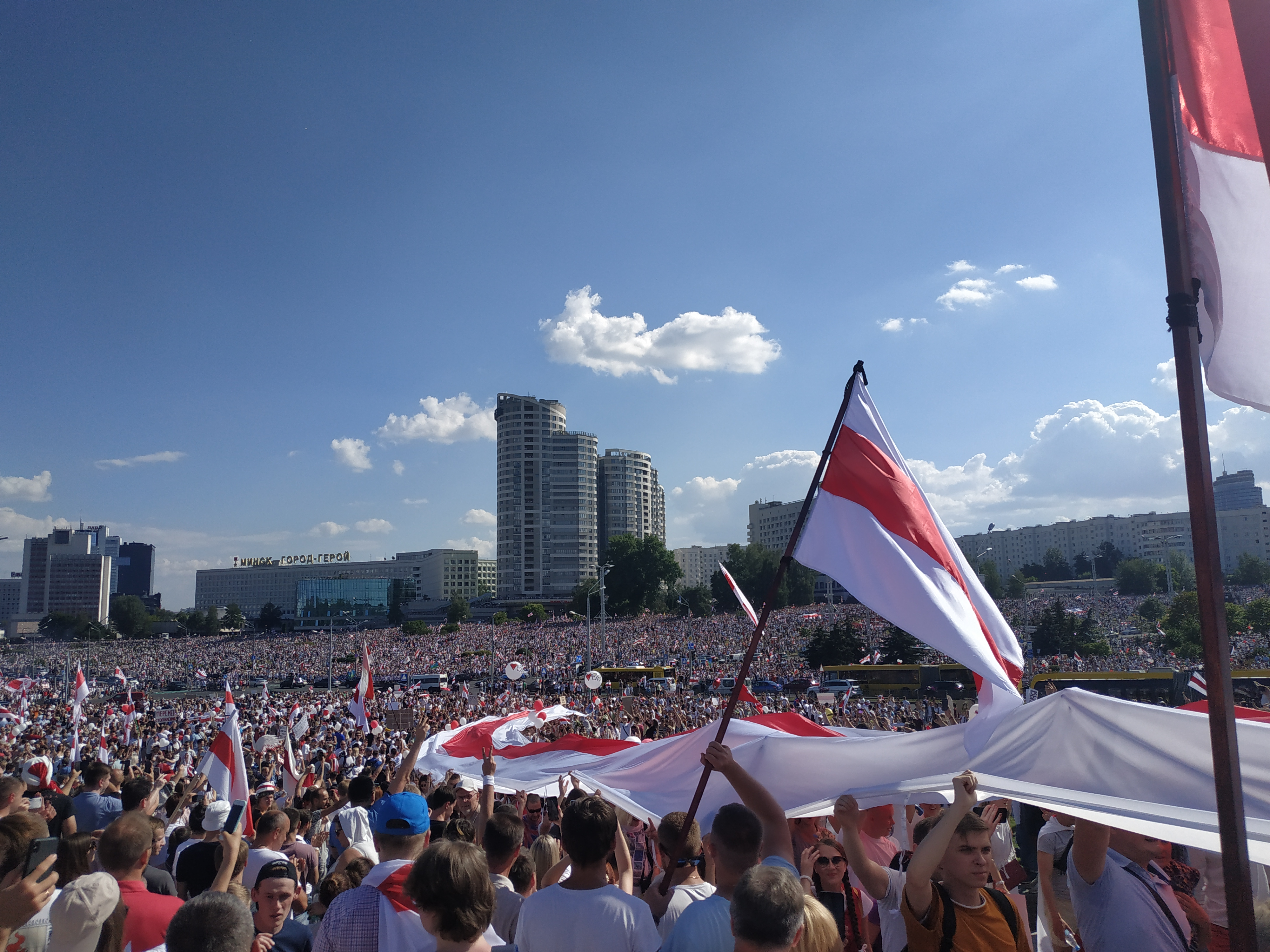
Proteste anti-Lukașenko la Minsk (Belarus), 16 august 2020

- 2 august: Capsula Crew Dragon a SpaceX a aterizat cu succes, având la bord pe cei doi astronauți NASA, Robert Behnken și Douglas Hurley, după zborul istoric către Stația Spațială Internațională[91].
- 4 august: Cel puțin 200 de oameni au murit și alte peste 6.000 au fost răniți în urma exploziilor în portul din Beirut, o parte dintre ei fiind îngropați sub moloz, din cauza nitratului de amoniu depozitat. Peste 300.000 de oameni au rămas fără locuințe în urma exploziilor. Autoritățile din Liban au declarat începând de miercuri, 5 august, trei zile de doliu național.
- 9 august: Alegeri prezidențiale în Belarus. Aleksandr Lukașenko a obținut al șaselea mandat de președinte cu un scor de 79,7%. Opozanții președintelui ales au contestat corectitudinea alegerilor și au organizat manifestații de protest. Manifestațiile care au avut loc în multe orașe din Belarus, au condus la o reprimare brutală din partea forțelor de ordine, soldate cu mii de arestări, unul din manifestanți pierzându-și viața.

- 18 august: Lovitură de stat în Mali. Președintele Ibrahim Boubacar Keita și premierul Boubou Cissé au fost arestați de militarii care s-au revoltat.[92]
- 22 august: Pandemie COVID-19: Italia a depășit prima oară după luna mai 1000 de cazuri pe zi.
- 30 august: Alegeri parlamentare în Muntenegru. După numărarea a 100% din voturi, Partidul Democrat‑Socialist câștigă 35,1% din voturi (30 din 81 de locuri), coaliția Pentru viitorul Muntenegrului 32.5% (27), coaliția Pacea este națiunea noastră 12.5% (10), și coaliția Alb și negru 5.5% (4).

### Septembrie

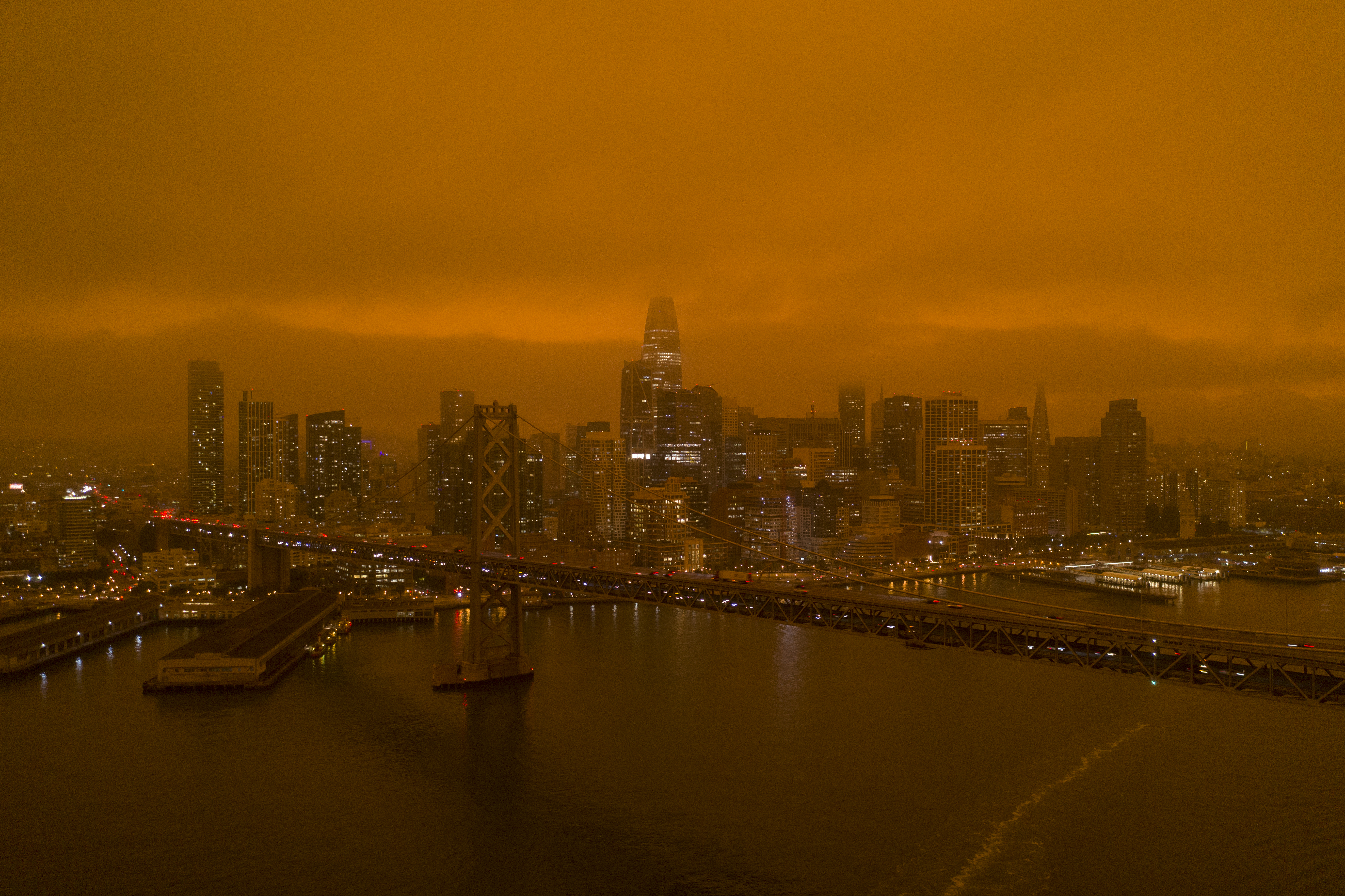
9 septembrie: Fumul incendiilor de vegetație din California acoperă San Francisco, blocând razele Soarelui și declanșând fenomenul de "cer portocaliu/rosiatic"

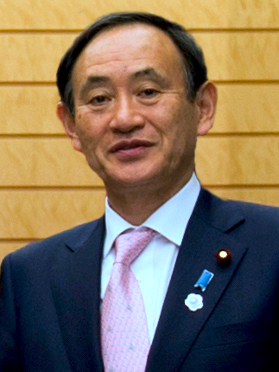
16 septembrie: Yoshihide Suga este ales prim-ministru al Japoniei

- 3 septembrie: Scheletele a 200 de mamuți și alte 30 de animale sunt dezgropate pe un șantier lângă Aeroportul Santa Lucía din Ciudad de México. Este cea mai mare descoperire de oase de mamut până în prezent, depășind situl Mammoth din Statele Unite ale Americii, care avea 61 de schelete.
- 3 septembrie: Premierul sudanez, Abdalla Hamdok, și liderul Mișcării de Eliberare a Poporului Sudan-Nord (SPLM-N), Abdelaziz al-Hilu, semnează un acord pentru tranziția țării într-un stat laic. Acordul vine la trei zile după semnarea unui acord de pace între guvernul de tranziție al Sudanului și Frontul Revoluționar al Sudanului, la care SPLM-N a renunțat.
- 4 septembrie: Papa Benedict al XVI-lea devine cel mai longeviv papă la 93 de ani, patru luni și 16 zile, depășindu-l pe Papa Leon al XIII-lea, care a murit în 1903.
- 9 septembrie: Din cauza incendiilor de vegetație din California, cerul a devenit roșu și ziua a părut un amurg continuu în San Francisco, Oakland și Berkeley. Multe dintre imaginile din San Francisco au fost publicate pe rețelele de socializare cu hashtagul "Blade Runner 2020".  [93] [94]
- 14 septembrie: Societatea Astronomică Regală anunță că au detectat un gaz numit fosfină în atmosfera lui Venus, care indică faptul că microorganismele pot locui în vecinul inospitalier al Pământului. Dacă ar fi confirmat, ar fi prima viață extraterestră cunoscută.

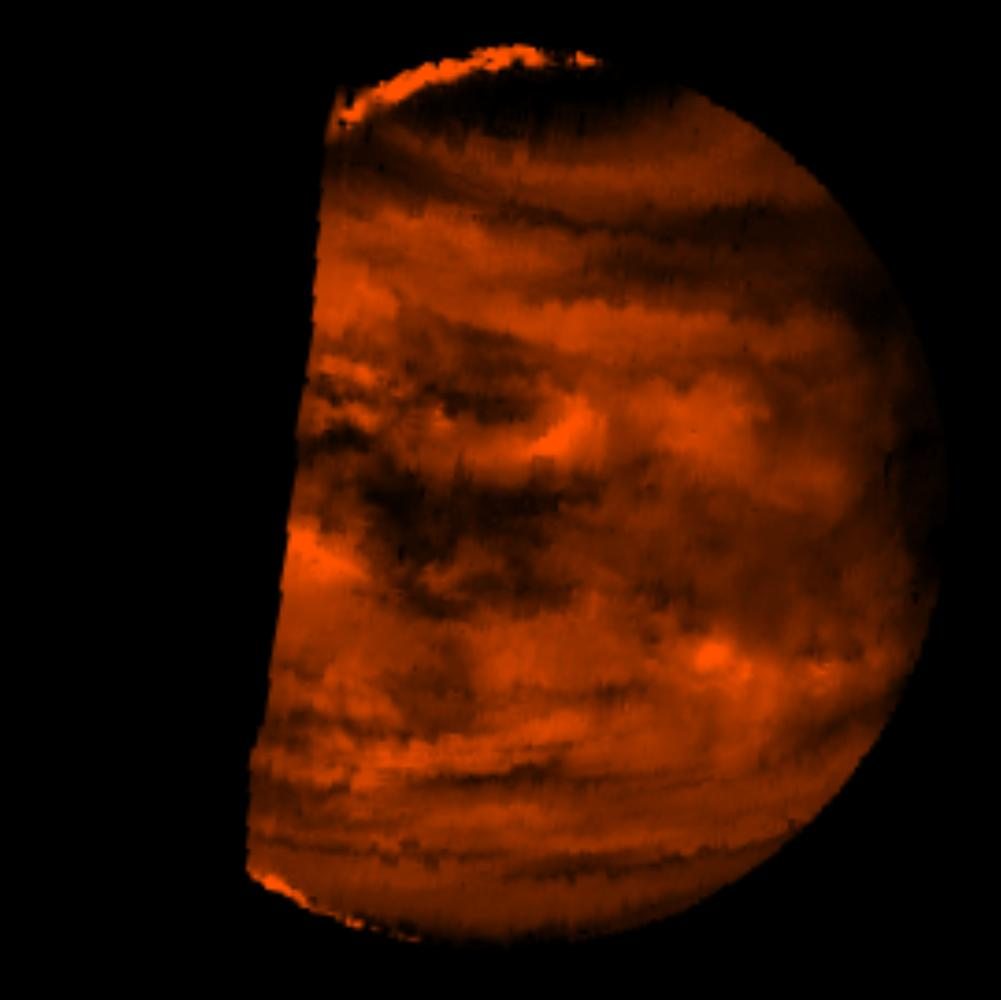
14 septembrie: Societatea Astronomică Regală anunță că au detectat un gaz numit fosfină în atmosfera lui Venus

- 16 septembrie: Prim-ministrul din Barbados, Mia Mottley, anunță că insula din Caraibe va deveni republică anul viitor înainte de a 55-a aniversare a independenței față de Regatul Unit în noiembrie 2021, înlocuind-o pe Regina Elisabeta a II-a ca șef de stat cu un barbadian. Guvernatorul general, Sandra Mason, declară că „a sosit timpul să lăsăm pe deplin trecutul nostru colonial în urmă”.
- 16 septembrie: Yoshihide Suga este ales prim-ministru al Japoniei, în urma demisiei predecesorului său Shinzo Abe din cauza problemelor de sănătate.
- 17 septembrie: Franța , Germania și Regatul Unit emit o notă verbală comună către Națiunile Unite , respingând pretențiile Chinei la Marea Chinei de Sud și susținând  Filipine împotriva Chinei.
- Pandemia de coronavirus: Numărul cazurilor confirmate de COVID-19 depășește 30 de milioane în întreaga lume.
- 20 septembrie: BuzzFeed News și Consorțiul Internațional al Jurnaliștilor de Investigație (ICIJ) lansează FinCEN Files , o colecție de 2.657 de documente referitoare la Financial Crimes Enforcement Network care descriu peste 200.000 de tranzacții suspecte evaluate la peste 2 trilioane dolari care au avut loc între 1999 și 2017, în mai multe instituții financiare globale.
- 21 septembrie: Microsoft acceptă să cumpere compania de jocuri video ZeniMax Media, inclusiv Bethesda Softworks și filialele lor, la prețul de 7,5 miliarde dolari, în ceea ce a fost cea mai mare și mai scumpă achiziție din istoria industriei jocurilor video.
- 22 septembrie: Astronomii găsesc aurore strălucitoare în jurul cometei 67P/Ciuriumov-Gherasimenko. Aceasta este prima cometă descoperită care le are.
- 25 septembrie: Un avion militar care transporta cadeți de la Universitatea Forțelor Aeriene din Harkiv în timpul unui zbor de antrenament se prăbușește în Regiunea Harkiv, Ucraina, ucigând 26 de persoane și rănind două persoane.
- 27 septembrie: Alegeri locale în România. Nicușor Dan câștigă alegerile locale pentru Primăria Municipiului București și devine noul primar al Capitalei.

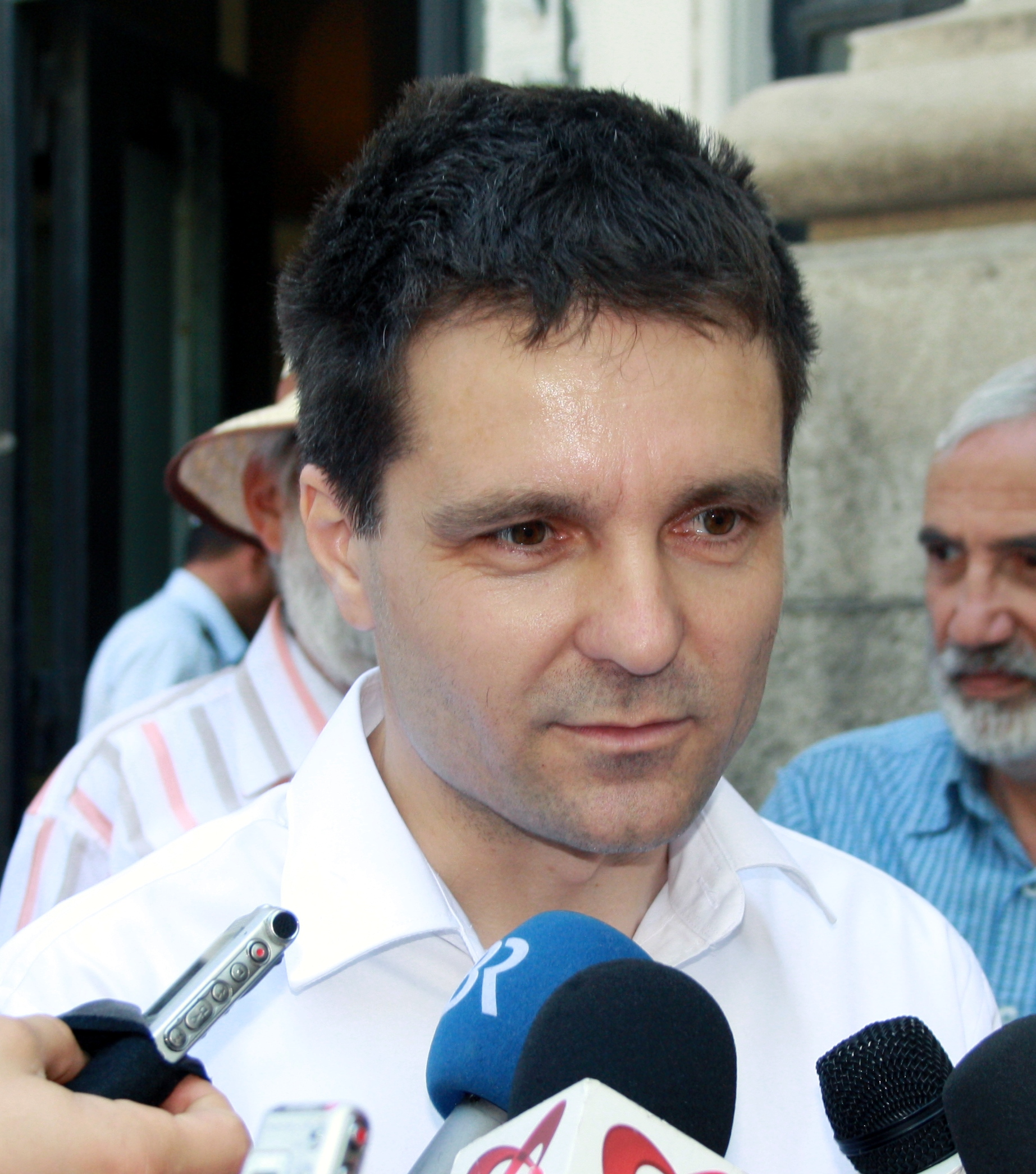
27 septembrie 2020: Candidatul independent Nicușor Dan câștigă alegerile locale pentru Primăria Municipiului București

- 27 septembrie: Conflictul din Nagorno-Karabah: Forțele armate respective ale Armeniei și Azerbaidjanului se ciocnesc de-a lungul graniței Republicii Arțah nerecunoscută, cunoscută anterior sub numele de Republica Nagorno-Karabah. Capitala Republicii Arțah, Stepanakert, este atacată. Ambele părți au raportat decese de civili și cel puțin un elicopter azer este doborât.
- 27 septembrie: Conflictul din Nagorno-Karabah: Armenia și autoproclamata Republică Arțah declară legea marțială și o mobilizare completă a armatei de apărare Arțah pe fondul unei invazii azere. Forțele armate azere spun că au capturat șase sate armene.
- 27 septembrie: Conflictul din Nagorno-Karabah: Într-o adresare televizată în direct către națiune, prim-ministrul armean, Nikol Pashinyan, declară o mobilizare generală și ordonă cetățenilor „să se pregătească să-și apere patria sacră”, în urma ciocnirilor cu Azerbaidjanul din Nagorno-Karabah.
- 27 septembrie: Conflictul din Nagorno-Karabah: Președintele azer, Ilham Aliyev, declară legea marțială, și impune stingeri de la 21:00 la 6:00 în marile orașe, inclusiv capitala Baku, ca răspuns la ciocnirile dintre forțele azere și armene din Nagorno-Karabah.
- 27 septembrie: Conflictul din Nagorno-Karabah: Ministerul Apărării din Azerbaidjan declară că trupele azere în avans au „eliberat” vârful strategic al muntelui Murovdağ, care a fost scena unei bătălii anterioare din 1993, care s-a încheiat cu victoria armeană.
- 28 septembrie: Conflictul din Nagorno-Karabah: Încă 71 de militari din Arțah sunt uciși în timpul luptei, aducând numărul morților în rândul luptătorilor la 87. Încă doi civili azeri sunt uciși. Un autobuz de pasageri din Armenia a fost lovit de o rachetă azeră, dar nu sunt raportate victime. Autoritățile din Nagorno raportează cel puțin 400 de soldați azeri morți, dar țara nu a confirmat.[95]
- 29 septembrie: Conflictul din Nagorno-Karabah: Ministerul Armean al Apărării susține că un avion Suhoi Su-25 a fost doborât de un avion F-16 omorându-și pilotul. Turcia neagă acuzația. Încă cinci civili azeri sunt uciși în timpul incendiului din Armenia în țară, ducând la numărul de morți în rândul civililor azeri la 12. Cel puțin alți 35 sunt răniți.
- 30 septembrie: România depășește 2000 de cazuri noi zilnice de îmbolnăvire cu noul COVID-19 (Sars Cov-2).
- 30 septembrie: Conflictul din Nagorno-Karabah: Ambii lideri din Armenia și Azerbaidjan resping propunerile de negocieri de pace, invocând reciproc încercările de obstrucționare a negocierilor.
- 30 septembrie: Conflictul din Nagorno-Karabah: Sali Berisha, fostul președinte al Albaniei, solicită comunității internaționale să se angajeze conflictul cu o seriozitate mai mare.
- 30 septembrie: Conflictul din Nagorno-Karabah: Candidatul la președinția Statelor Unite, Joe Biden, solicită administrației Trump să ceară Turciei „să rămână în afara conflictului”.
- 30 septembrie: Conflictul din Nagorno-Karabah: Festivalul Internațional de Film de la Moscova anulează proiecția Gate to Heaven, un film despre conflictul din Nagorno-Karabah.
- 30 septembrie: Nawaf Al-Ahmad Al-Jaber Al-Sabah devine Emirul Kuweitului, după moartea fratelui său vitreg, Sabah Al-Ahmad Al-Jaber Al-Sabah, la vârsta de 91 de ani.

### Octombrie

OSIRIS-REX a aterizat pe asteroidul Bennu

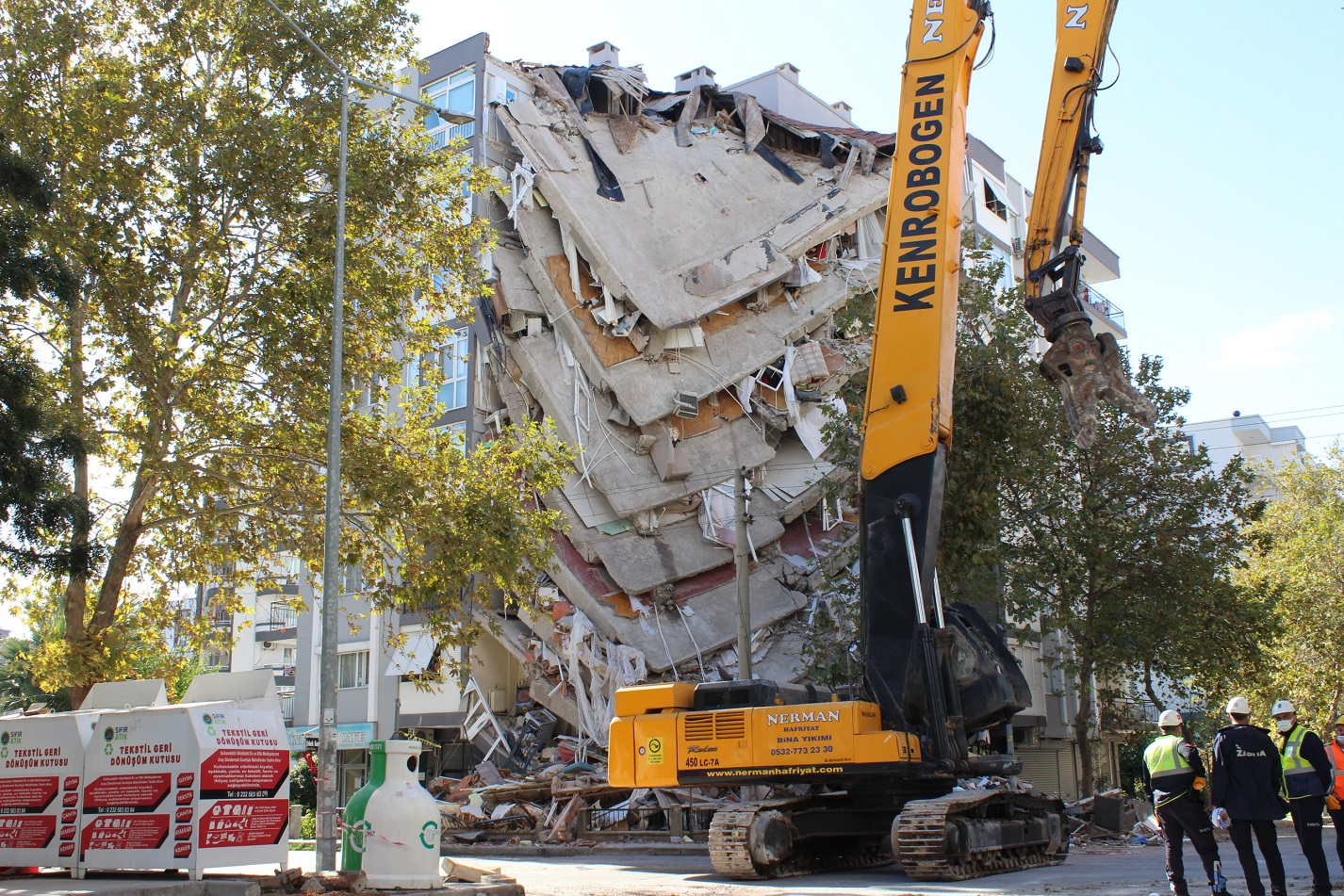
30 octombrie: Cutremurul din Marea Egee

- 1 octombrie: Conflictul din Nagorno-Karabah: Patru jurnaliști care lucrează pentru ziarul francez Le Monde, sunt grav răniți de bombardamentele azere, potrivit unei surse guvernamentale armene.
- 1 octombrie: Conflictul din Nagorno-Karabah: Fostul președinte al Kazahstanului, Nursultan Nazarbayev, își exprimă îngrijorarea cu privire la escaladarea situației. De asemenea, el cere ca Baku și Erevan să lanseze negocieri.
- 1 octombrie: Conflictul din Nagorno-Karabah: Turcia emite o declarație prin care respinge cererile de încetare a focului din partea Statelor Unite, Franței și Rusiei.
- 1 octombrie: Conflictul din Nagorno-Karabah: Ambasadorul Armeniei în Statele Unite, Varuzhan Nersesyan, declară: „În acest moment, este necesară o intervenție a celor mai înalte niveluri, împreună cu alți mediatori, Rusia și Franța, pentru a opri violența.”
- 2 octombrie: Conflictul din Nagorno-Karabah: Forțele azere au bombardat capitala Republicii Arțah, Stepanakert, rănind zece civili și distrugând parțial mai multe clădiri, inclusiv sediul serviciului de salvare din Arțah, potrivit oficialilor armeni.
- 2 octombrie: Oamenii de știință au dezvăluit imaginea lui Beta Pictoris c (β Pic c), o exoplanetă situată la 63 de ani lumină distanță.
- 3 octombrie: Conflictul din Nagorno-Karabah: Președintele azer, Ilham Aliyev, critică mediatorii internaționali care solicită încetarea focului, spunând că războiul nu se va încheia până când forțele armene se vor retrage din disputatul Nagorno-Karabah.
- 3 octombrie: Conflictul din Nagorno-Karabah: Azerbaidjanul a declarat că trupele sale au capturat Suqovușan (Madaghis), Talıș, Mehdili, Așağı Maralyan, Șəybəy, Quycaq și Așağı Əbdürrəhmanlı în urma ciocnirilor cu forțele armene și Artsakh. Președintele Ilham Aliyev a scris pe Twitter: "Madagiz este al nostru. Karabakh este Azerbaidjan!"
- 3 octombrie: Conflictul din Nagorno-Karabah: Iranul spune că zece obuze au căzut pe teritoriul iranian, în timp ce luptele se dezlănțuiau între Armenia și Azerbaidjan în Nagorno-Karabah. Peste 35 de obuze de mortar au lovit Iranul de când au început recentele lupte, provocând daune unităților de locuit și rănirea unui copil.
- 3 octombrie: Egiptul descoperă 59 de sicrie de preoți și grefieri din dinastia a 26-a, având o vechime de aproape 2.500 de ani.
- 4 octombrie: Președinții din Palau, Nauru, Kiribati, Statele Federate ale Microneziei și Insulele Marshall emit o declarație prin care amenință să părăsească Forumul Insulelor din Pacific în cazul în care candidatul lor nu este ales ca secretar general. Președintele Statelor Federate ale Microneziei, David W. Panuelo, spune că problema este "non-negociabilă".
- 4 octombrie: La referendumul pentru independența Noii Caledonii, 53,26 % dintre alegători au votat împotriva declarării independenței acestui teritoriu francez de peste mări.[96] Președintele Emmanuel Macron a declarat că salută acest rezultat ca un „semn de încredere în republică”.
- 4 octombrie: Alegeri parlamentare se desfășoară în Kârgâzstan în mijlocul unei crize economice.
- 4 octombrie: Conflictul din Nagorno-Karabah: Al doilea oraș ca mărime al Azerbaidjanului, Gandja, este bombardat de forțele armate din Arțah, distrugând mai multe clădiri și ucigând cel puțin un civil. Aeroportul Internațional Gandja este, de asemenea, bombardat. Ministrul Apărării din Azerbaidjan, Zakir Hasanov, spune că este o mișcare „clar provocatoare” care „extinde conflictul”.
- 15 octombrie: Președintele Kârgâzstanului Sooronbay Jeenbekov a demisionat din funcție după săptămâni de proteste masive în urma alegerilor parlamentare din octombrie 2020. Liderul opoziției Sadâr Japarov preia atât funcția de președinte interimar, cât și pe cea de prim-ministru al Kârgâzstanului.
- 19 octombrie: Pandemia COVID-19: Numărul cazurilor confirmate de COVID-19 depășește 40 de milioane în întreaga lume.
- 20 octombrie:   Sonda spațială OSIRIS-REx a NASA aterizează pentru scurt timp pe Bennu, devenind prima sondă a agenției care preia mostre de la un asteroid, iar încărcătura sa urmând să se întoarcă pe Pământ în 2023.
- 21 octombrie: Ploile abundente aduse de furtuna tropicală Linfa au provocat alunecări de teren la hidrocentrala Rao Trang 3 din Thua Thien Hue , Vietnam , ucigând 17 muncitori în construcții și 13 soldați care se aflau într-o misiune de salvare.
- 22 octombrie: Declarația de consens de la Geneva privind promovarea sănătății femeilor și întărirea familiei este semnată de reprezentanții guvernului din 34 de țări.
- 23 octombrie:La sfârșitul unui proces de deminare de 11 ani, Insulele Falkland sunt declarate libere de mine terestre, la 38 de ani după încheierea războiului din 1982.
- Israelul și Sudanul convin să normalizeze relațiile , marcând cel de-al cincilea acord de pace arabo-israelian.
- 26 octombrie: NASA confirmă existența apei moleculare pe partea luminată a Lunii , lângă craterul Clavius , la concentrații de până la 412 părți pe milion.
- 29 octombrie:Organizația Internațională pentru Migrație (OIM) confirmă moartea a cel puțin 140 de migranți care s-au înecat în largul coastei Senegalului pe o navă cu destinația Insulele Canare spaniole . Este cel mai mortal naufragiu din 2020 de până acum.
- 30 octombrie: Un cutremur cu magnitudinea de 7,0 grade pe scara Richter a lovit Turcia și Grecia, ucigând 119 persoane și rănind peste 1.000.
- 31 octombrie: Taifunul Goni a ajuns în Filipine, devenind cel mai puternic ciclon tropical din istorie, strămutând sute de mii de oameni și ucigând alți zeci în regiune.

### Noiembrie

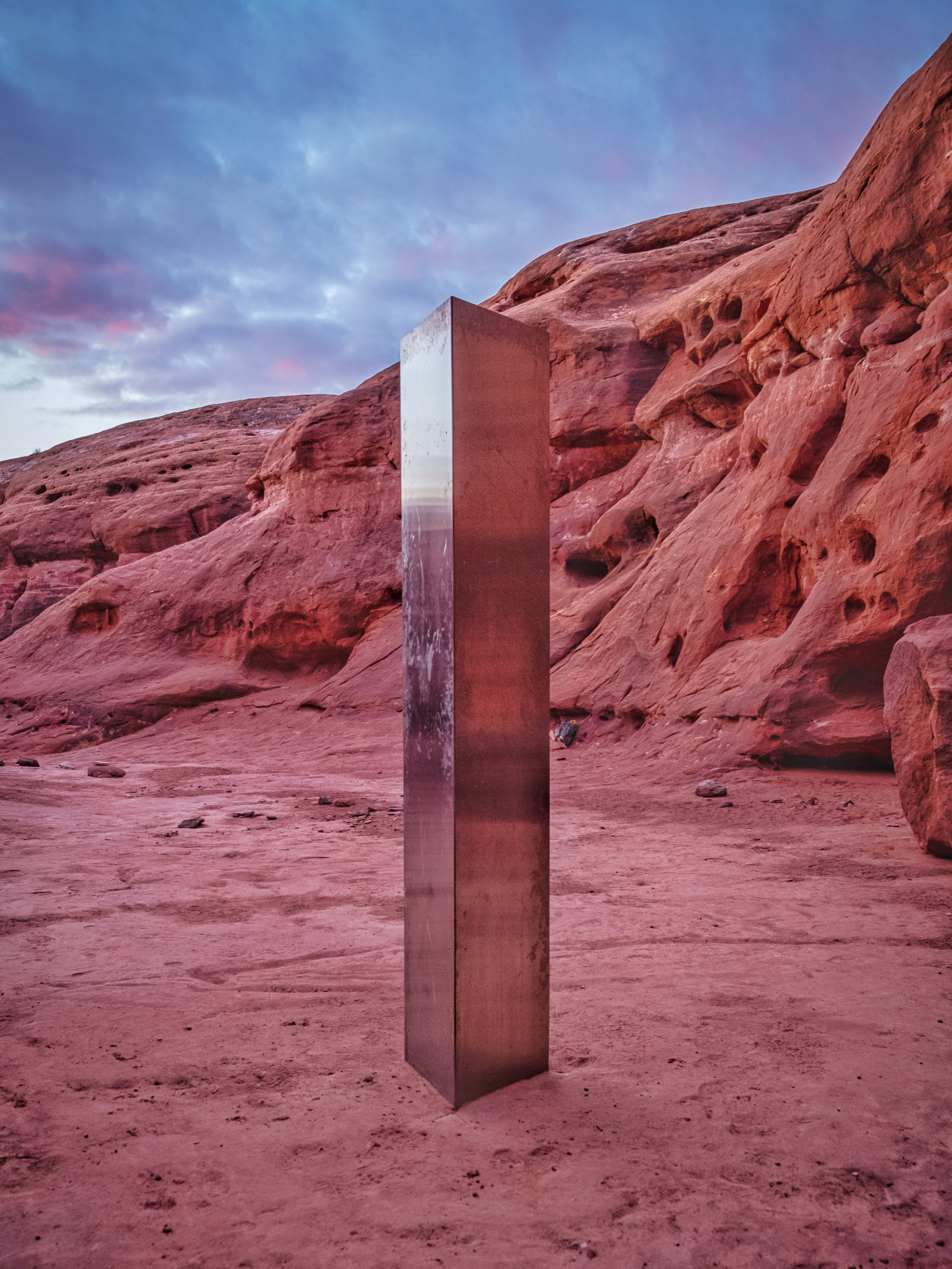
Monolitul din Utah

- 1 noiembrie: Alegeri prezidențiale în Republica Moldova. Sunt opt candidați înscriși, cei mai reprezentativi, Igor Dodon, actualul președinte și Maia Sandu, candidată a opoziției. Cei doi se vor confrunta în cel de-al doilea scrutin, pe 15 noiembrie, întrucât nici unul nu a atins scorul de 50%+1 din voturi.
- 3 noiembrie: Alegeri prezidențiale în Statele Unite. Joe Biden a câștigat alegerile prezidențiale, învingându-l pe Donald Trump, devenind astfel al 46-lea președinte ales al Statelor Unite ale Americii. Democrații păstrează majoritatea din Congresul SUA, iar majoritatea din Senat va fi decisă într-un al doilea tur de scrutin.
- 4 noiembrie: Statele Unite ale Americii ies  oficial din Acordul de la Paris privind schimbările climatice.
- Etiopia lansează ofensivă asupra Tigray în urma ciocnirilor din regiune.
- 8 noiembrie:   Pandemia COVID-19: Numărul cazurilor confirmate de COVID-19 depășește 50 de milioane la nivel mondial.
- 9 noiembrie:  Pandemia COVID-19: Companiile de medicamente Pfizer și BioNTech au anunțat primul studiu de succes a unui vaccin anti-COVID-19 , care este eficient în proporție de 90% conform rezultatelor intermediare.
- 10 noiembrie: Apple lansează primele computere Mac (un nou MacBook Air, Mac mini și MacBook Pro) alimentate de cipuri de siliciu Apple.

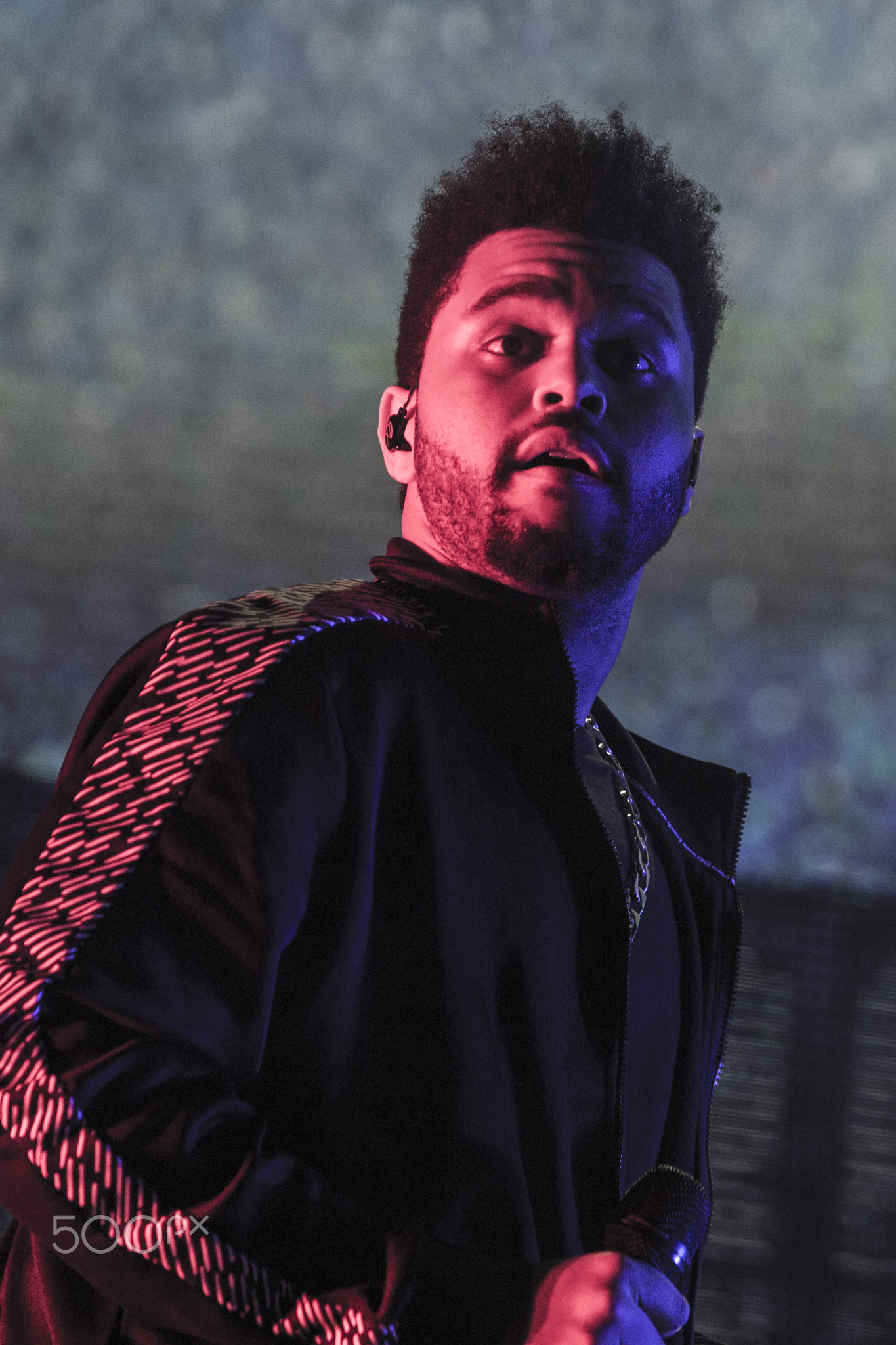
The Weeknd, cu cea mai populară melodie a anului 2020 - „Blinding Lights”

- 10 noiembrie: Sunt lansate consolele Xbox Series X și Series S de către Microsoft.
- 12 noiembrie: Este lansată consola PlayStation 5 de către Sony.
- [[12 noiembrie – Parlamentarii pro-democrație din Hong Kong demisionează în masă, ca răspuns la descalificarea a patru parlamentari făcută de guvern. [319]

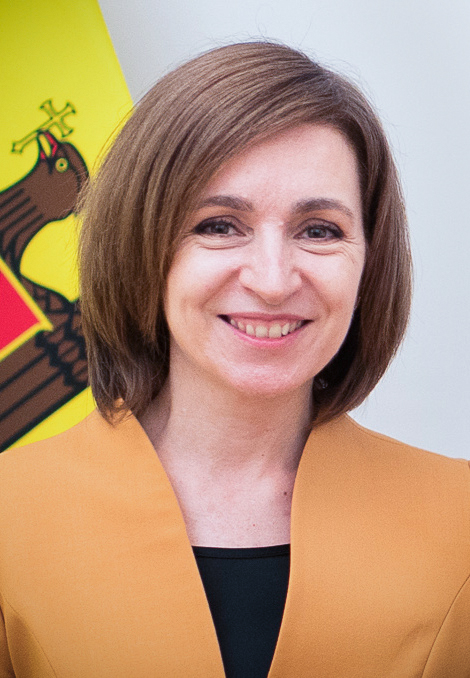
15 noiembrie: Maia Sandu a câștigat duminică alegerile prezidențiale din Republica Moldova, cu scorul de 57,75%, devenind prima femeie președinte din istoria țării.

- 14 noiembrie: 10 pacienți cu Covid-19 au murit, iar alți 4 au fost răniți, inclusiv doi medici, în urma unui incendiu provocat în secția ATI COVID-19 la Spitalul Județean din Piatra Neamț.[97]
- 14 noiembrie:  „Blinding Lights” de la The Weeknd este desemnată melodia populară numărul 1 din Billboard din 2020. [98]
- 15 noiembrie: Maia Sandu a câștigat duminică alegerile prezidențiale din Republica Moldova, cu scorul de 57,75%, devenind prima femeie președinte din istoria țării.
- Parteneriatul Economic Regional Cuprinzător (RCEP) este semnat de 15 țări din Asia-Pacific pentru a forma cel mai mare bloc de liber schimb din lume, care acoperă o treime din populația lumii.
- NASA și SpaceX lansează misiunea SpaceX Crew-1 de la Kennedy Space Center Launch Complex 39A la Stația Spațială Internațională, primul zbor operațional al capsulei Crew Dragon.
- 16 noiembrie:Pandemia COVID-19: Vaccinul Moderna COVID-19 s-a dovedit a fi eficient în proporție de 94,5% împotriva COVID-19, pe baza rezultatelor intermediare, inclusiv a bolilor severe. Vaccinul a fost citat ca fiind printre cele care sunt mai ușor de distribuit, deoarece nu este necesară depozitarea ultrafrig.
- 17 noiembrie:   Pandemia COVID-19: Numărul cazurilor confirmate de COVID-19 depășește 55 de milioane la nivel mondial, cu aproximativ un milion de cazuri înregistrate la fiecare două zile, în medie.
- 18 noiembrie: A fost descoperit un monolit în deșertul american Utah. De la descoperirea primului monolit din deșertul Utah, zeci de alte structuri metalice au continuat să apară în toate colțurile lumii, inclusiv în România.[99]
- 19 noiembrie: Raportul Brereton privind crimele de război din Australia în timpul războiului din Afganistan este lansat.
- 22 noiembrie: Statele Unite se retrag din Tratatul privind cerul deschis .
- 23 noiembrie: Pandemia COVID-19: vaccinul AZD1222 de la AstraZeneca , dezvoltat în colaborare cu Universitatea Oxford , s-a dovedit a fi 70% eficient în protejarea împotriva COVID-19. Eficacitatea poate fi crescută la 90% dacă o jumătate de doză inițială este urmată de o doză completă o lună mai târziu, pe baza datelor intermediare.
- 25 noiembrie: Pandemia COVID-19: Numărul cazurilor confirmate de COVID-19 depășește 60 de milioane în întreaga lume.
- 27 noiembrie: Cel mai important om de știință nuclear al Iranului, Mohsen Fakhrizadeh , este asasinat lângă Teheran.
- 28 noiembrie: Masacrul Koshobe : jihadiștii Boko Haram atacă o fermă din Jere , Nigeria , ucigând cel puțin 43 de persoane.
- 30 noiembrie: Pandemia COVID-19: Moderna depune o cerere de autorizare de utilizare de urgență a vaccinului în Statele Unite, după ce  a atins o eficacitate de 94,1% din studiile complete. De asemenea, intenționează să facă același lucru în UE.

### Decembrie

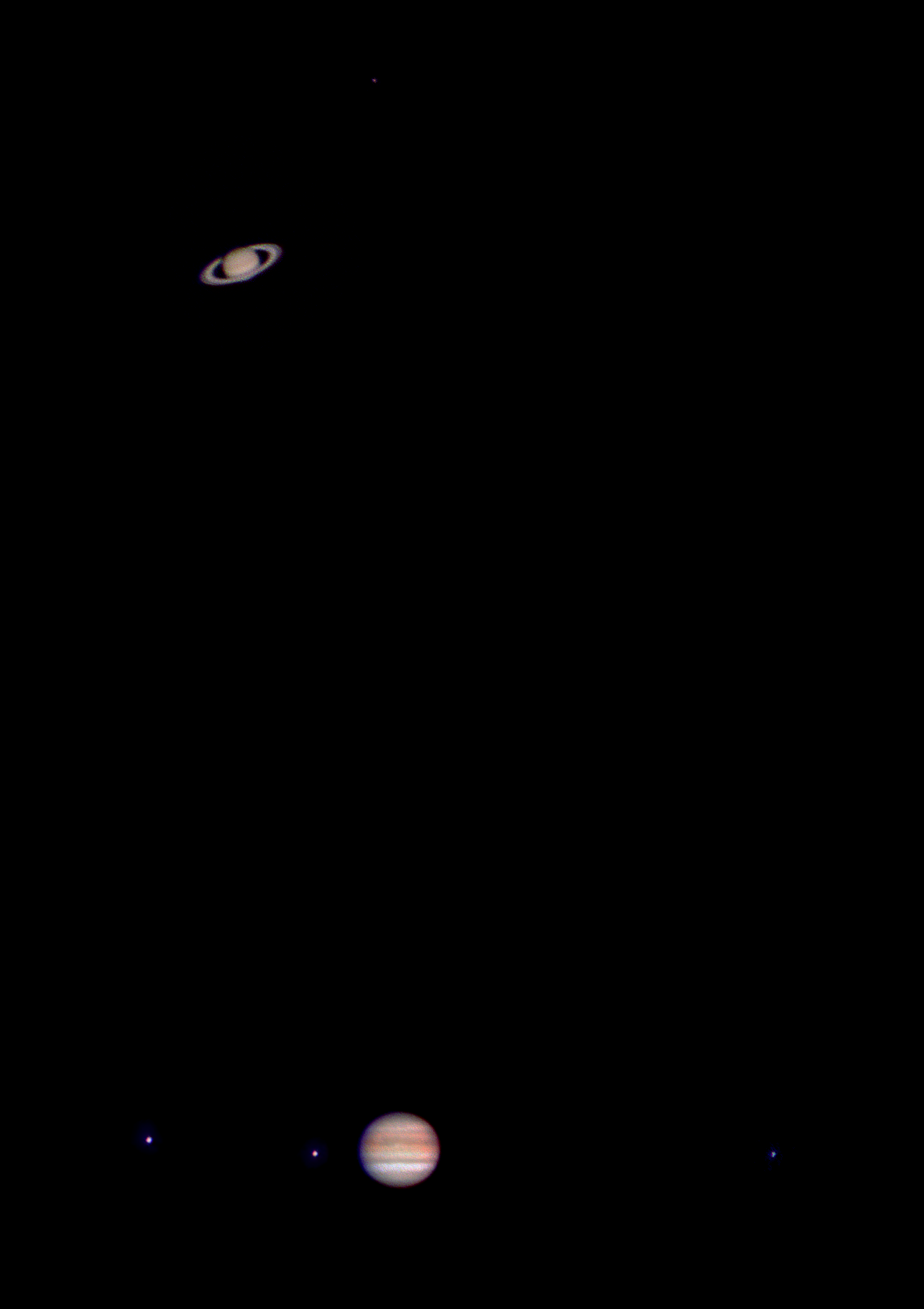
21 decembrie: Marea Conjuncție

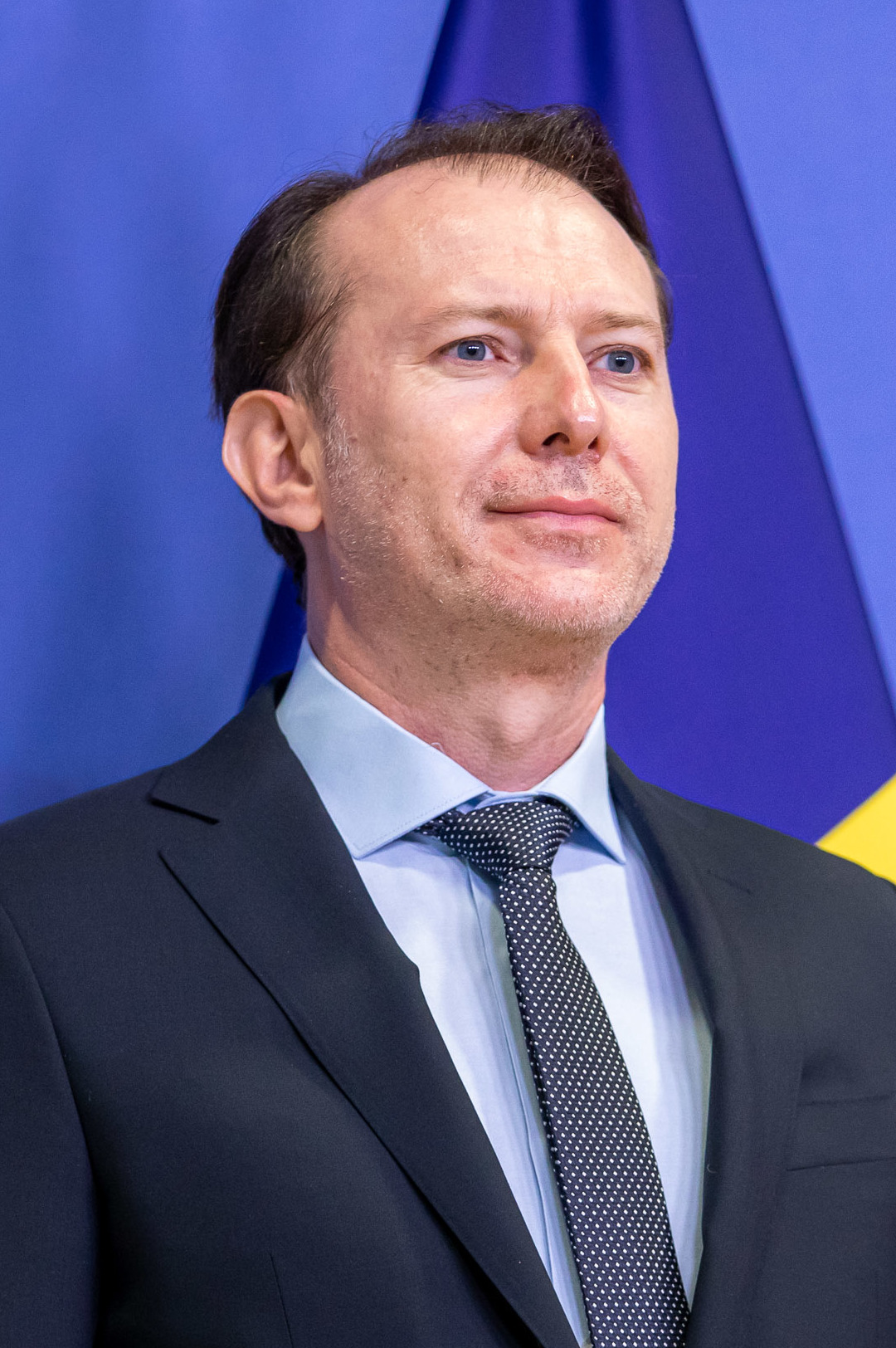
23 decembrie: Vasile-Florin Cîțu devine cel de-al 69-lea premier al României

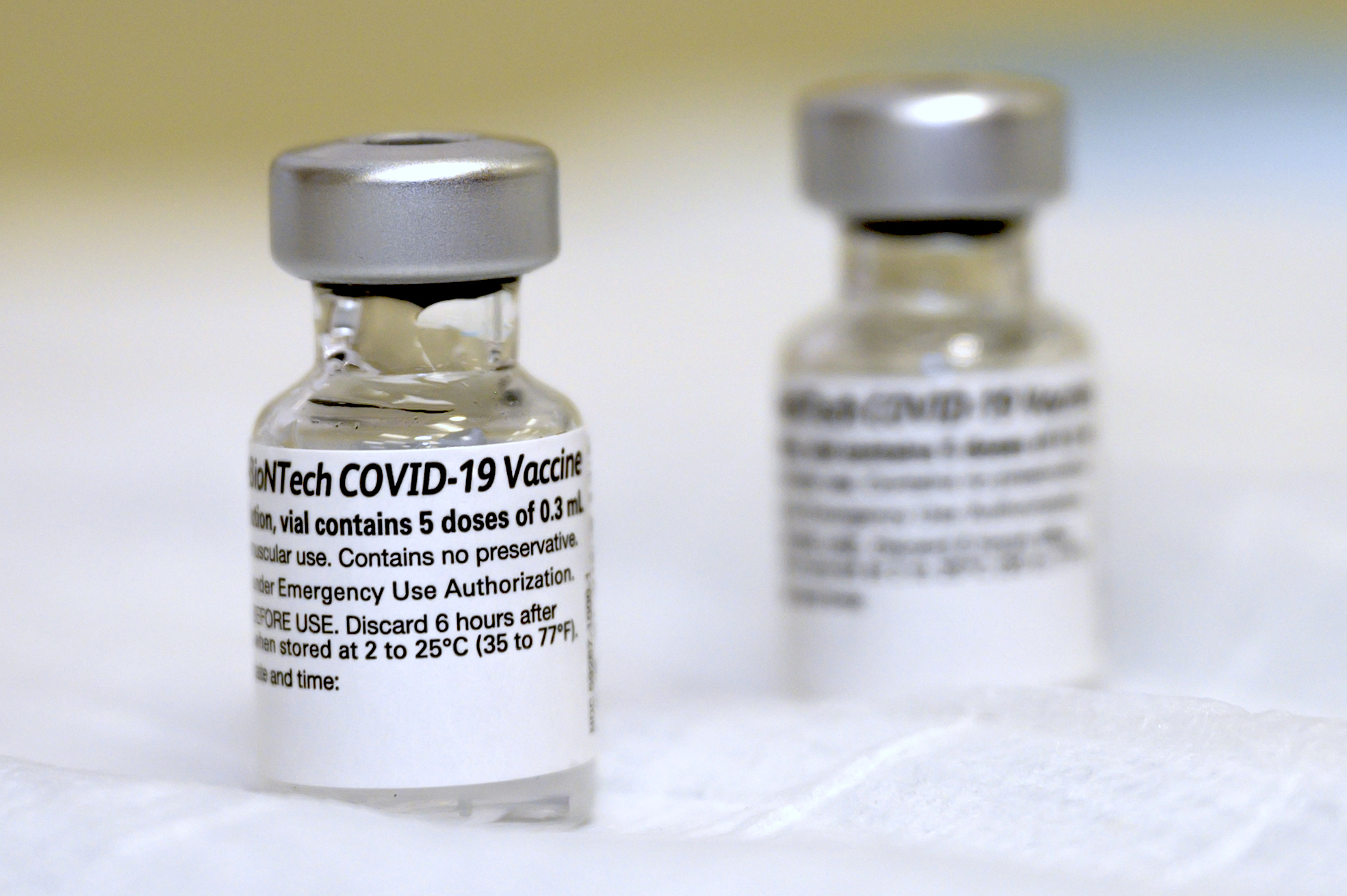
27 decembrie: Țările Uniunii Europene încep campania masivă de vaccinare împotriva COVID-19.

- 6 decembrie: Alegeri parlamentare în România. Pentru Senat s-au înregistrat 5.908.364 de voturi, PSD obținând un scor de 29,32%, PNL 25,58%, alianța USR-PLUS 15,86%, AUR 9,17% și UDMR 5,89%. Pentru Camera Deputaților s-au înregistrat 5.901.959 de voturi, PSD obținând 28,90%, PNL 25,18%, alianța USR-PLUS 15,37%, AUR 9,08% și UDMR 5,74%.
- 10 decembrie: Autoritățile anunță că Bucureștiul va găzdui Centrul Cyber al Uniunii Europene, prima structură a Uniunii Europene de pe teritoriul României. Obiectivul acestui Centru european de competențe industriale, tehnologice și de cercetare în domeniul securității cibernetice (ECCC), care va coopera cu huburi specializate naționale, va fi să centralizeze ecosistemul de securitate tehnologică și industrială al statelor membre. Bucureștiul a fost ales în urma unui vot, dintr-o listă de șapte orașe pe care se mai aflau Bruxelles, München, Varșovia, Vilnius, Luxemburg și León.[101]
- 10 decembrie: Jocul video The Last of Us Part II, dezvoltat de Naughty Dog și lansat de Sony Interactive Entertainment, primește premiul de Jocul Anului 2020 în urma ceremoniei The Game Awards. Ceremonia se desfășoară prin transmisiune online din cauza pandemiei de coronavirus.
- 10 decembrie: Pandemia COVID-19: Statele Unite și Arabia Saudită aprobă vaccinul Pfizer–BioNTech COVID-19 pentru utilizare de urgență, în timp ce Argentina aprobă Sputnik V.
- Israelul și Marocul normalizează relațiile diplomatice. În același timp, Statele Unite își reafirmă recunoașterea anterioară a suveranității marocane asupra Saharei de Vest și anunță planuri de a construi un consulat acolo.
- Procesul pentru corupție împotriva fostului președinte Nicolas Sarkozy se încheie în Franța.
- 11 decembrie: Uniunea Europeană este de acord să reducă emisiile de gaze cu efect de seră cu 55% în următorul deceniu.
- 12 decembrie: Pandemia COVID-19: Numărul cazurilor confirmate de COVID-19 depășește 70 de milioane la nivel mondial.
- Bhutanul și Israelul normalizează relațiile diplomatice.
- 14 decembrie: Pandemia COVID-19: Statele Unite și Canada încep vaccinarea în masă cu vaccinul Pfizer–BioNTech COVID-19. [366] [367] În plus, Singapore aprobă vaccinul Pfizer – BioNTech COVID-19, cu alte companii pentru a furniza vaccinuri progresiv. [368]
- Statele Unite elimină Sudanul de pe lista statelor care sponsorizează terorismul .
- Statele Unite impun sancțiuni Turciei ca răzbunare pentru achiziționarea unui sistem de rachete S-400 din Rusia, fiind prima dată când un stat membru NATO au sancționat un alt membru NATO.
- 15 decembrie: Curtea Penală Internațională acuză Filipine de crime împotriva umanității în războiul său împotriva drogurilor .
- 17 decembrie: Înalta Curte de Casație și Justiție (ÎCCJ) l-a condamnat definitiv pe Paul Philippe al României la 3 ani și 4 luni de închisoare cu executare în dosarul Ferma Regală Băneasa.
- 18 decembrie: Presa raportează că astronomii au detectat un semnal radio, BLC1 , aparent din direcția Proxima Centauri , cea mai apropiată stea de Soare. Astronomii au afirmat că acesta și alte semnale, încă nepublicate, sunt considerate a fi probabil „interferențe pe care nu o putem explica pe deplin” și că pare să fie printre cei mai puternici candidați pentru un semnal radio primit de umanitate de la inteligența extraterestră până acum.
- 21 decembrie: Marea conjuncție: Are loc cea mai mare apropiere a planetelor Jupiter și Saturn, care se întâlnesc pe cer o dată la 20 de ani, însă foarte rar atât de aproape. Următoarea mare conjuncție va avea loc în anul 2080.
- 23 decembrie: Noul guvern PNL-USR-PLUS-UDMR, condus de Florin Cîțu, este învestit de Parlament cu 260 de voturi „pentru” și 186 „împotrivă”.[102]
- 23 decembrie: Un asteroid de aproximativ 8 metri cade peste Nangqên, în vestul Chinei. Acesta a fost cel mai mare asteroid care a lovit Pământul de la meteoritul Kamceatka în 2018 și meteoritul de la Celeabinsk în 2013.[103][104]
- 24 decembrie: Maia Sandu a fost învestită în funcția de președinte al Republicii Moldova.
- 26 decembrie: Cel puțin 10 alpiniști au murit, iar alți 7 au fost dați dispăruți, în urma unei avalanșe în munții Alborz din Iran.[105]
- 27 decembrie: Țările Uniunii Europene încep campania masivă de vaccinare împotriva COVID-19.[100]
- 29 decembrie: Un cutremur cu magnitudinea de 6,4 pe scara Richter a lovit Croația și țările vecine, inclusiv Italia și România. Au decedat 7 persoane, iar alte zeci au fost rănite.[106]
- 30 decembrie: Alte două cutremure, cu magnitudinea de 4,6 și 4,8 pe scara Richter, au devastat Croația, cu epicentrul în regiunea Petrinja, la o zi după cutremurul de 6,4.[107]
- 30 decembrie: 5 persoane au decedat, iar alte 10 au fost rănite, în urma alunecării de teren care s-a produs în localitatea Gjerdrum din Norvegia.[108]
- 31 decembrie: După plecarea Regatului Unit din Uniunea Europeană, perioada actuală de tranziție pentru negocierile privind o relație viitoare au expirat la această dată.
- 31 decembrie: Programul software, Adobe Flash Player, a încetat să mai funcționeze.[109]

### Nedatate
- Populația lumii: 7,8 miliarde locuitori (conform Population Reference Bureau).

## Nașteri
- 19 martie: Jigme Ugyen Wangchuck, al doilea copil al regelui Jigme Khesar Namgyel Wangchuck din Bhutan și al soției sale, regina Jetsun Pema
- 10 mai: Prințul Charles de Luxemburg, fiul Marelui Duce Ereditar de Luxemburg, Guillaume și al soției sale, Marea Ducesă de Luxemburg, Stéphanie

## Decese

### Ianuarie
- 1 ianuarie: János Aczél, matematician maghiaro-canadian (n. 1924)
- 1 ianuarie: Patricia Grigoriu, actriță română de teatru și film (n. 1962)
- 3 ianuarie: Abu Mehdi al-Muhandis (n. Jamal Jafaar Mohammed Ali Āl Ebrahim), politician și comandant militar irakiano-iranian (n. 1954)
- 3 ianuarie: Qasem Soleimani, general-maior iranian (n. 1957)
- 5 ianuarie: Anatol Colceag, pictor sovietic și moldovean (n. 1927)
- 6 ianuarie: Sergiu Cipariu, taragotist român de muzică populară (n. 1949)
- 6 ianuarie: Peter Wertheimer, saxofonist, clarinetist și flautist israeliano-român (n. 1947)
- 7 ianuarie: Neil Peart, muzician și autor canadian, bateristul trupei Rush (n. 1952)
- 8 ianuarie: Buck Henry (n. Henry Zuckerman), actor, scenarist și regizor de film, american (n. 1930)
- 9 ianuarie: Euphrase Kezilahabi, scriitor tanzanian (n. 1944)
- 9 ianuarie: Ivan Passer, regizor ceh de film (n. 1933)
- 9 ianuarie: Mike Resnick, scriitor american de literatură SF (n. 1942)
- 10 ianuarie: Qaboos bin Said Al Said, sultanul Omanului (1970-2020), (n. 1940)
- 11 ianuarie: Tom Belsø, pilot danez de Formula 1 (n. 1942)
- 13 ianuarie: Garbis Dedeian,  saxofonist și compozitor român de origine armeană (n. 1959)
- 13 ianuarie: Ștefan Petrache, interpret de muzică ușoară din Republica Moldova (n. 1949)
- 14 ianuarie: Vasile Cândea, medic și general de armată român (n. 1932)
- 15 ianuarie: Brandon Chase, producător și distribuitor de filme american (n. 1929)
- 15 ianuarie: Christopher Tolkien, editor englez (n. 1924)
- 16 ianuarie: Tadeusz Olszewski, poet, critic literar, jurnalist și călător polonez (n. 1941)
- 17 ianuarie: Khagendra Thapa Magar, al doilea cel mai scund om din lume (n. 1992)
- 17 ianuarie: Oswald Oberhuber, pictor, sculptor și grafician austriac (n. 1931)
- 17 ianuarie: Ion Nicolae, politician și deputat român (2000-2004), (n. 1942)
- 18 ianuarie: Dan Andrei Aldea, cântăreț, multi-instrumentist și compozitor român, lider al trupei Sfinx (n. 1950)
- 20 ianuarie: Georgina Viorica Rogoz, scriitoare română (n. 1927)
- 21 ianuarie: Alexandru Nichici, inginer român (n. 1935)
- 21 ianuarie: Maria Iliescu, lingvist și filolog austriac (n. 1927)
- 21 ianuarie: Terry Jones (Terence Graham Parry Jones), actor și scenarist britanic (n. 1942)
- 22 ianuarie: Constantin Gruescu, mineralog român (n. 1924)
- 24 ianuarie: Alexandra Constantin, scenografă română (n. 1988)
- 24 ianuarie: Rob Rensenbrink, fotbalist neerlandez (n. 1947)
- 24 ianuarie: Mihai Stepanescu, politician român din Reșița, județul Caraș-Severin (n. 1965)
- 25 ianuarie: Liang Wudong, medic chinez (n. 1959)
- 25 ianuarie: Narciso Parigi, cântăreț italian (n. 1927)
- 26 ianuarie: Ionel Iacob-Bencei, poet român (n. 1940)
- 26 ianuarie: Kobe Bryant, jucător american de baschet (n. 1978)
- 26 ianuarie: Louis Nirenberg,  matematician american câștigător al Premiului Abel în 2015 (n. 1925)
- 26 ianuarie: Alexandru Virgil Platon,  profesor de limba română, devenit cunoscut ca actor de film (n. 1933)
- 27 ianuarie: Edvardas Gudavičius, istoric lituanian (n. 1929)
- 29 ianuarie: Frank Press, geofizician american, membru de onoare al Academiei Române (1991–2020), (n. 1924)
- 29 ianuarie: Qasim al-Raymi, emir al-Qaeda din Peninsula Arabică (AQAP), (n. 1978)
- 30 ianuarie: Marin Diaconescu, politician român (n. 1943)
- 31 ianuarie: Mary Higgins Clark (n. Mary Theresa Eleanor Higgins), autoare americană de romane polițiste (n. 1927)
- 31 ianuarie: Delphine Forest, actriță franceză (n. 1966)

### Februarie
- 1 februarie: Ilie Bărbulescu, fotbalist român (n. 1957)
- 1 februarie: Leons Briedis, poet, eseist, critic literar și traducător leton (n. 1949)
- 1 februarie: Mihail Sautkin, profesor și atlet rus (n. 1930)
- 1 februarie: Ilie Bărbulescu, fotbalist român (n. 1957)
- 1 februarie: Ilie Bărbulescu, fotbalist român (n. 1957)
- 3 februarie: George Steiner, scriitor american de etnie franceză (n. 1929)
- 3 februarie: Aurel Șelaru, ciclist român (n. 1935)
- 4 februarie: Zwi Milshtein, pictor și sculptor franco-israelian originar din România (n. 1934)
- 5 februarie: Ilie Constantin,  poet român, prozator, eseist și traducător, reprezentant al generației anilor '60 (n. 1939)
- 5 februarie: Kirk Douglas (n. Issur Danielovitch), actor, regizor și producător de film american de etnie evreiască, laureat al Premiului Oscar (1995), (n. 1916)
- 6 februarie: Yonatan Karmon, dansator și coregraf israelian, evreu originar din România (n. 1931)
- 6 februarie: Nello Santi, dirijor italian (n. 1931)
- 7 februarie: Ivan Zabunov, politician din R. Moldova, de etnie bulgară, deputat în Parlamentul Republicii Moldova și conferențiar (n. 1948)
- 7 februarie: Orson Bean (n. Dallas Frederick Burrows), actor american (n. 1928)
- 7 februarie: Li Wenliang, medic oftalmolog chinez (n. 1986)
- 8 februarie: Robert Conrad (n. Conrad Robert Falk), actor de film și televiziune, cascador, cântăreț și scenarist american (n. 1935)
- 11 februarie: Betty Siegel, scriitoare și educatoare americană (n. 1931)
- 13 februarie: Marin Dragnea, general de armată român (n. 1923)
- 13 februarie: Varlaam Novakshonoff, teolog american (n. 1935)
- 14 februarie: Decebal Traian Remeș, politician român (n. 1949)
- 15 februarie: Vatroslav Mimica, scenarist și regizor croat de film (n. 1923)
- 16 februarie: Tudorel Postolache, economist român (n. 1932)
- 17 februarie: Sonja Ziemann, actriță germană de film și televiziune (n. 1926)
- 18 februarie: José F. Bonaparte, paleontolog argentinian (n. 1928)
- 18 februarie: Flavio Bucci, actor italian de teatru și film (n. 1947)
- 19 februarie: K. S. Maniam (n. Subramaniam Krishnan), scriitor indiano-malaysian (n. 1942)
- 19 februarie: Pop Smoke, rapper, cantaret, si textier american (n. 1999)
- 24 februarie: Clive Cussler, scriitor american de thriller (n. 1931)
- 24 februarie: John Franzese, 103, mafiot italo-american (n. 1917)
- 24 februarie: Katherine Johnson, matematician american (n. 1918)
- 25 februarie: Dmitri Iazov, mareșal al Uniunii Sovietice (n. 1924)
- 25 februarie: Hosni Mubarak (Muhammad Hosni Sayyd Mubarak), politician egiptean, președinte (1981–2011), (n. 1928)
- 25 februarie: Livia Rusz, ilustratoare de cărți pentru copii, de origine maghiară (n. 1930)
- 26 februarie: George Anca, scriitor român (n. 1944)
- 27 februarie: Alki Zei, romancieră greacă și scriitoare de literatură pentru copii (n. 1925)
- 28 februarie: Freeman J. Dyson, fizician teoretician și matematician american de etnie britanică (n. 1923)
- 29 februarie: Éva Székely,  înotătoare maghiară (n. 1927)

### Martie
- 1 martie: Ernesto Cardenal, preot catolic, activist social și scriitor nicaraguan (n. 1925)
- 2 martie: Farrell McElgunn, om politic irlandez, membru al Parlamentului European (1973), (n. 1932)
- 3 martie: CC (CopyCat, Carbon Copy), pisică (rasă domestică cu păr scurt tigrat), primul animal de companie clonat (n. 2001)
- 3 martie: Michael Cullin, diplomat și scriitor francez (n. 1944)
- 3 martie: Stanisław Kania, politician comunist polonez (n. 1927)
- 4 martie: Javier Pérez de Cuéllar, diplomat și politician peruvian, secretar general ONU (1982–1991), (n. 1920)
- 6 martie: Nicolae Dan Cristescu, matematician român (n. 1929)
- 7 martie: Gligor Hașa, scriitor, publicist și profesor de limba și literatura română  (n. 1938)
- 7 martie: Fatemeh Rahbar, politiciană iraniană (n. 1964)
- 8 martie: Max von Sydow, actor suedez (n. 1929)
- 10 martie: Mihai Donțu, actor român și regizor de teatru (n. 1973)
- 11 martie: Lucian Bolcaș, politician român (n. 1942)
- 12 martie: Michel Roux, chef și restaurator francez (n. 1941)
- 13 martie: Miki Alexandrescu, jurnalist și comentator sportiv român, specializat în Formula 1 (n. 1951)
- 13 martie: Carmen Galin (Eugenia-Carmen Galin), actriță română de teatru și film (n. 1946)
- 13 martie: Dana Zátopková, atletă cehă (n. 1922)
- 14 martie: Ion Traian Ștefănescu, comunist român (n. 1942)
- 14 martie: Nihal Yeğinobalı, scriitoare turcă (n. 1927)
- 16 martie: Stuart Whitman (Stuart Maxwell Whitman), actor american de film și televiziune (n. 1928)
- 17 martie: Eduard Limonov, romancier și politician rus (n. 1943)
- 17 martie: Betty Williams, activistă nord-irlandeză, laureată a Premiului Nobel pentru Pace (1976), (n. 1943)
- 18 martie: Rose Marie Compaoré, politiciană din Burkina Faso (n. 1958)
- 20 martie: Iryna Bekeșkina, sociologă ucraineană (n. 1952)
- 20 martie: Kenny Rogers, cântăreț american de muzică country (n. 1938)
- 21 martie: Marguerite Aucouturier, psihanalistă franceză (n. 1932)
- 21 martie: Aileen Baviera, politologă și sinologă filipineză (n. 1959)
- 21 martie: Lorenzo Sanz, businessman spaniol (n. 1943)
- 22 martie: Petru Bogatu, jurnalist din Republica Moldova (n. 1951)
- 22 martie: Cătălin Caragea,  22 ani, cântăreț și compozitor, vocalist al trupei “7 Klase” (n. 1997)
- 22 martie: Ciprian Foiaș, matematician american de etnie română (n. 1933)
- 22 martie: Mircea Ifrim, medic, profesor universitar și politician român (n. 1939)
- 22 martie: Vintilă Mihăilescu, autor, publicist, psihosociolog și antropolog cultural român (n. 1951)
- 22 martie: Vasile Ouatu, politician și om de afaceri român (n. 1949)
- 23 martie: Lucia Bosè (n. Lucia Borloni), actriță italiană de film (n. 1931)
- 23 martie: Carole Brookins, economistă americană (n. 1943)
- 23 martie: Carlo Casini, om politic italian, membru al Parlamentului European (2004-2009), (n. 1935)
- 23 martie: Niko Nitai, actor evreu, regizor de teatru și dramaturg israelian, originar din România (n. 1931)
- 23 martie: Júlia Sigmond, actriță maghiară (n. 1929)
- 24 martie: John Campbell-Jones, pilot britanic de Formula 1 (n. 1930)
- 24 martie: Manu Dibango, muzician și compozitor camerunez (n. 1933)
- 24 martie: Alfred Gomolka, om politic german (n. 1942)
- 24 martie: Stuart Gordon, regizor american, scenarist, producător de film și teatru (n. 1947)
- 24 martie: Anatoli Mokrenko, cântăreț ucrainean (n. 1933)
- 24 martie: Jenny Polanco, creatoare de modă din Dominica (n. 1958)
- 24 martie: Albert Uderzo, desenator și scenarist de benzi desenate francez, creatorul benzii desenate Asterix, alături de René Goscinny (n. 1927)
- 25 martie: Paul Goma, scriitor român, refugiat politic la Paris, anticomunist, liderul Mișcării pentru drepturile omului din 1977 în România (n. 1935)
- 25 martie: Horia Stoicanu, compozitor, textier, solist vocal și instrumentist (chitară) român (n. 1949)
- 26 martie: María Teresa de Bourbon-Parma, academiciană și activistă politică francezo-spaniolă (n. 1933)
- 26 martie: Constantin Drăgănescu, actor român (n. 1936)
- 26 martie: Naomi Munakata, dirijoare corală și profesoară universitară braziliană de etnie japoneză (n. 1955)
- 28 martie: Kerstin Behrendtz, prezentatoare suedeză de radio și director muzical pentru programele Sveriges Radio (n. 1950)
- 28 martie: Lonnie Franklin, criminal în serie american responsabil de cel puțin zece omoruri și o tentativă de omor în Los Angeles, California, între 1984 și 2007 (n. 1952)
- 28 martie: Denise Millet, ilustratoare și artistă de benzi desenate, franceză (n. 1933)
- 28 martie: Ștefan Sileanu, actor și pictor român (n. 1939)
- 29 martie: Philip Warren Anderson, fizician american, laureat a Premiului Nobel (1977), (n. 1923)
- 29 martie: Krzysztof Penderecki, compozitor, dirijor și pedagog polonez de muzică clasică (n. 1933)
- 30 martie: Milutin Knežević, prelat ortodox sârb (n. 1949)
- 30 martie: Ashley Mote, om politic britanic (n. 1936)
- 30 martie: Martin Tudor, fotbalist și antrenor român (n. 1976)
- 30 martie: Bill Withers (n. William Harrison Withers, jr.), cântăreț și textier american (n. 1938)
- 31 martie: Julie Bennett, actriță și actriță de voce americană (n. 1932)
- 31 martie: Szabolcs Fazakas, om politic maghiar, membru al Parlamentului European (2004-2009), (n. 1947)
- 31 martie: Gita Ramjee, cercetătoare și om de știință ugandezo-sud-africană (n. 1956)

### Aprilie
- 1 aprilie: Dora Werzberg, asistentă medicală și socială franceză (n. 1920)
- 2 aprilie: Bernardita Catalla, diplomată  filipineză (n. 1958)
- 2 aprilie: Feriha Öz, academiciană și patologă turcă (n. 1933)
- 3 aprilie: Marguerite Lescop, scriitoare, editoare și oratoare canadiană (n. 1915)
- 3 aprilie: Frida Wattenberg, membră a rezistenței franceze (n. 1924)
- 4 aprilie: Lila Fenwick, avocată afro-americană (n. 1932)
- 4 aprilie: Leïla Menchari, designer și decoratoare tunisiană (n. 1927)
- 4 aprilie: Ivan Vakarciuk,  fizician ucrainean (n. 1947)
- 5 aprilie: Honor Blackman, actriță britanică de film (n. 1925)
- 6 aprilie: Radomir Antić, fotbalist și antrenor sârb (n. 1948)
- 6 aprilie: James Drury,  actor american (n. 1934)
- 8 aprilie: Mircea Moldovan, regizor de film român (n. 1936)
- 8 aprilie: Valeriu Muravschi, politician și om de afaceri din Republica Moldova, prim-ministru (1991–1992), (n. 1949)
- 8 aprilie: Tom Bruce, înotător american (n. 1952)
- 10 aprilie: Olga Bucătaru, actriță română de film, radio, televiziune, scenă și voce (n. 1942)
- 10 aprilie: Michel Lelong,  preot catolic francez (n. 1925)
- 10 aprilie: Marianne Lundquist, înotătoare suedeză (n. 1931)
- 10 aprilie: Ing Yoe Tan, om politic neerlandez, membră a Parlamentului (n. 1948)
- 10 aprilie: Iris M. Zavala, autoare, jurnalistă și poetă portoricană (n. 1936)
- 11 aprilie: John Horton Conway, matematician englez (n. 1937)
- 12 aprilie: Adrian Lucaci, fotbalist român (n. 1966)
- 12 aprilie: Stirling Moss, pilot britanic de Formula 1 (n. 1929)
- 13 aprilie: Efrem Bauh, scriitor în limba rusă, poet, traducător, jurnalist și activist sovietic (n. 1934)
- 13 aprilie: Sarah Maldoror, regizoare franceză (n. 1929)
- 13 aprilie: Patricia Millardet, actriță franceză (Caracatița), (n. 1957)
- 13 aprilie: Ann Sullivan, animatoare americană (n. 1929)
- 14 aprilie: Helen Damico, profesoară universitară specializată în engleză veche și literatura anglo-saxonă (n. 1931)
- 14 aprilie: Ligia Dumitrescu, actriță română de teatru și film (n. 1936)
- 14 aprilie: Maria de Sousa, imunologă, poetă și scriitoare portugheză (n. 1939)
- 15 aprilie: Brian Manion Dennehy, actor american de film (Rambo 1), (n. 1938)
- 15 aprilie: Rubem Fonseca,  scriitor brazilian (n. 1925)
- 15 aprilie: Andrei Ursu, pedolog din R. Moldova, membru titular al Academiei de Științe (n. 1929)
- 16 aprilie: Gene Deitch, animator, ilustrator și regizor de film ceh de etnie americană (n. 1924)
- 16 aprilie: Anton Achiței, interpret român de muzică populară (n. 1946)
- 16 aprilie: Luis Sepúlveda, scriitor, regizor, jurnalist și om politic chilian (n. 1949)
- 17 aprilie: Sergio Fantoni, actor italian (n. 1930)
- 17 aprilie: Iris Love, arheologă americană (n. 1933)
- 17 aprilie: Arlene Saunders, solistă americană de operă (soprană spinto), (n. 1930)
- 18 aprilie: Alexandru Boboc, filosof român (n. 1930)
- 20 aprilie: Daniela Caraman Fotea, critic muzical, jurnalist de artă, muzicolog și autor de non-ficțiune român (n. 1943)
- 21 aprilie: Nelu Bălășoiu, interpret român de muzică populară (n. 1948)
- 23 aprilie: Kumiko Okae, actriță și prezentatoare de televiziune, japoneză (n. 1956)
- 24 aprilie: Mircea Mureșan (Mircea Nicolae-Ioan Mureșian), regizor român de film (n. 1928)
- 25 aprilie: Madeline Kripke, colecționară de cărți, americană (n. 1943)
- 25 aprilie: Dumitru Popa, politician român, prefect al județului Brăila (2009-2012), (n. 1958)
- 25 aprilie: Mihai Dimitrie Sturdza, istoric și diplomat român (n. 1934)
- 26 aprilie: Georges-Jean Arnaud, scriitor francez (n. 1928)
- 26 aprilie: Eugeniu Barău, pictor român (n. 1946)[110]
- 26 aprilie: Laura Bernal, diplomată argentiniană (n. 1956)
- 26 aprilie: Giulietto Chiesa, om politic italian, membru al Parlamentului European (2004-2009), (n. 1940)
- 26 aprilie: Clara Mărgineanu, jurnalistă, realizatoare de filme documentare și emisiuni culturale și scriitoare română (n. 1972)
- 26 aprilie: Grigore Rusu, actor, regizor, profesor universitar, cercetător științific și istoric teatral din Republica Moldova (n. 1936)
- 26 aprilie: Henri Weber, om politic francez, membru al Parlamentului European (2004-2009), (n. 1944)
- 28 aprilie: Gertrude Baumstark, jucătoare de șah română-germană, deținătoare a titlului de Maestru Internațional la șah feminin (n. 1941)
- 29 aprilie: Romulus Cristea, jurnalist și revoluționar român (n. 1967)
- 30 aprilie: Lázár Madaras, deputat român (1990-1996), (n. 1941)

### Mai
- 1 mai: África Lorente Castillo, politiciană și activistă spaniolă (n. 1954)
- 1 mai: Yu Lihua, scriitoare și profesoară americană (n. 1931)
- 3 mai: Victoria Barba, regizoare de filme de animație și director al Casei de producție Floricica din Republica Moldova (n. 1926)
- 6 mai: Adrian Gagea, sportiv (aruncarea greutății), profesor universitar și cercetător român (n. 1941)
- 6 mai: Florian Schneider, muzician german (Kraftwerk), (n. 1947)
- 7 mai: Sergiu Dimitrachi, inginer din R. Moldova, specialist în construcția de aparate și sisteme automatizate, membru corespondent al Academiei de Științe (n. 1933)
- 8 mai: Alexandru Barnea,  istoric, arheolog și profesor universitar, fost decan al Facultății de Istorie a Univeristății București (n. 1944)
- 8 mai: Diana de Bourbon-Parma, aristocrată franceză (n. 1932)
- 8 mai: Lúcia Braga, politiciană, asistentă socială și avocată braziliană (n. 1934)
- 8 mai: Roy Horn, magician și actor american de etnie germană (n. 1944)
- 9 mai: Little Richard (n. Richard Wayne Penniman), cântăreț, compozitor și muzician american, unul dintre primii muzicieni rock & roll (n. 1932)
- 9 mai: Traian Tandin, criminalist și scriitor român de romane polițiste (n. 1945)
- 10 mai: Ion Ceaușescu, inginer agronom, fratele mai mic al lui Nicolae Ceaușescu (n. 1932)
- 10 mai: Mare Vint, artist grafic din Estonia (n. 1942)
- 11 mai: Jerry Stiller (n. Gerald Isaac Stiller), actor american de film și TV, tatăl actorului Ben Stiller (n. 1927)
- 11 mai: Miloslav Stingl, etnolog, călător și scriitor ceh (n. 1930)
- 12 mai: Michel Piccoli, actor francez (n. 1925)
- 13 mai: Dumitru Carabăț, scenarist, teoretician de film și autor de literatură de specialitate român (n. 1932)
- 13 mai: Aristide Deleanu, matematician român (n. 1932)
- 14 mai: Jorge Santana, chitarist mexican, fratele muzicianului Carlos Santana (n. 1951)
- 15 mai: Ezio Bosso, compozitor, muzician clasic și dirijor italian (n. 1971)
- 15 mai: Vlad Pohilă, scriitor, publicist și traducător român din R. Moldova (n. 1953)
- 15 mai: Olga Savary, scriitoare, poetă, scriitoare de povești, romancieră, critică, eseistă, traducătoare și jurnalistă braziliană (n. 1933)
- 16 mai: Pilar Pellicer, actriță mexicană de film (n. 1938)
- 16 mai: Jon Whiteley, copil actor de film și istoric de artă britanic (n. 1945)
- 17 mai: Aleksandra Kornhauser Frazer, chimistă slovenă (n. 1926)
- 19 mai: Constantin Jamaischi, fotbalist român (n. 1945)
- 19 mai: Salah Stétié,  scriitor, poet, traducător, eseist și diplomat libanez (n. 1929)
- 20 mai: Adolfo Nicolás, preot spaniol, Superior General al Ordinului iezuiților (2008-2016), (n. 1936)
- 20 mai: Shaheen Raza, politiciană pakistaneză (n. 1951)
- 20 mai: Aurel Sîntimbrean, inginer geolog român (n. 1931)
- 20 mai: Pimen Zainea, arhiepiscop al Sucevei și Rădăuților (n. 1929)
- 21 mai: Vincenzo Cappelletti, filolog italian (n. 1930)
- 21 mai: Oliver E. Williamson, economist american, laureat al Premiului Nobel (2009), (n. 1932)
- 22 mai: Albert Memmi, romancier și eseist francez, cu origini tunisiano-evreiască (n. 1920)
- 22 mai: Luigi Simoni, fotbalist și antrenor italian (n. 1939)
- 25 mai: Joseph Bouasse, fotbalist camerunez (n. 1998)
- 25 mai: Nadejda Brânzan, medic infecționist, deputat al Parlamentului Republicii Moldova (1990-1994), (n. 1948)
- 26 mai: Anthony James,  actor american de film și televiziune  (n. 1942)
- 26 mai: Prahlad Jani, ascet indian (n. 1929)
- 27 mai: Larry Kramer, dramaturg, scenarist și producător american de film, promotor al sănătății publice și activist pentru drepturile persoanelor LGBT (n. 1935)
- 28 mai: Celine Fariala Mangaza, activistă congoleză (n. 1967)
- 29 mai: Jerzy Pilch, scriitor, publicist, dramaturg, jurnalist și scenarist polonez (n. 1952)
- 30 mai: Bobby Morrow, sprinter american (n. 1935)

### Iunie
- 1 iunie: Mîroslav Skorîk, compozitor și profesor ucrainean (n. 1938)
- 1 iunie: Vladimir Zamfirescu, pictor și desenator român (n. 1936)
- 3 iunie: Valentina Tăzlăuanu, scriitoare, eseistă, jurnalistă și critic de teatru din Republica Moldova (n. 1950)
- 4 iunie: Fabiana Anastácio, cântăreață braziliană (n. 1975)
- 4 iunie: Dulce Nunes, actriță și cântăreață, compozitoare braziliană de muzică populară braziliană (n. 1936)
- 5 iunie: Howard Arthur Allen, ucigaș în serie american (n. 1949)
- 5 iunie: Viorel Comănici, actor român (n. 1941)
- 7 iunie: Bettina Heinen-Ayech, pictoriță germană (n. 1937)
- 8 iunie: Costin Mărculescu, actor și cântăreț român (n. 1969)
- 8 iunie: Pierre Nkurunziza, politician burundez, președintele statului Burundi (2005-2020), (n. 1964)
- 9 iunie: Adomas Pranas Druktenis, traducător lituanian (n. 1931)
- 9 iunie: Gigi Marga, interpretă română de muzică ușoară (n. 1929)
- 11 iunie: Emmanuel Issoze-Ngondet, diplomat și om de stat gabonez (n. 1961)
- 11 iunie: Eppie Wietzes, pilot canadian de Formula 1 (n. 1938)
- 13 iunie: Jean Raspail, scriitor francez (n. 1925)
- 14 iunie: Elsa Joubert, scriitoare sud-africană (n. 1922)
- 14 iunie: Constantin Răuță, om de știință român (n. 1941)
- 14 iunie: Keith Tippett, pianist și compozitor britanic de jazz (n. 1947)
- 16 iunie: Victor Drumi, actor din R. Moldova (n. 1950)
- 16 iunie: Vladimir Jurăscu, actor român de teatru și film (n. 1927)
- 16 iunie: Marin Lungu, deputat român în legislatura 1992-1996 (n. 1937)
- 18 iunie: Miron Kiropol, poet, prozator, pictor și traducător român, stabilit în Franța (n. 1936)
- 19 iunie: Ian Holm, actor englez (n. 1931)
- 19 iunie: Carlos Ruiz Zafón, scriitor spaniol (n. 1964)
- 20 iunie: Mario Corso, fotbalist și antrenor italian (n. 1941)
- 21 iunie: Zeev Sternhell, istoric, scriitor și politolog polonezo-israelian, comentator al Conflictului israeliano–palestiniene (n. 1935)
- 22 iunie: Joel Schumacher, producător de filme, scenarist și regizor american (n. 1939)
- 24 iunie: Juha Suominen,  cântăreț finlandez (n. 1953)
- 25 iunie: Ionuț Popa, fotbalist și antrenor român (n. 1953)
- 25 iunie: Ionuț Popa, fotbalist (n. 1953)
- 26 iunie: Kelly Asbury, regizor, scenarist, actor de dublaj și scriitor american (n. 1960)
- 27 iunie: Dumitru Comănescu, inginer agronom român, cel mai vârstnic bărbat din lume (n. 1908)[111]
- 27 iunie: Linda Cristal, actriță argentiniană (n. 1934)
- 27 iunie: Mihai Romilă (Romilă II), fotbalist și antrenor român (n. 1950)
- 28 iunie: Iuliana Bucur,  demnitar comunist român (n. 1938)
- 28 iunie: Marián Čišovský, fotbalist slovac (n. 1979)
- 29 iunie: Hachalu Hundessa, cântăreț, compozitor și activist pentru drepturi civile din Etiopia de etnie Oromo (n. 1986)
- 29 iunie: Carl Reiner, actor american (n. 1922)
- 30 iunie: Ivo Banac, istoric croato-american (n. 1947)
- 30 iunie: Andrei Burac, poet, prozator, dramaturg, traducător și publicist din Republica Moldova (n. 1938)
- 30 iunie: Ida Haendel, violonistă poloneză (n. 1928)

### Iulie
- 1 iulie: Eugen Dimitriu,  publicist, scriitor, traducător, muzeograf și cercetător român (n. 1923)
- 1 iulie: Ida Haendel, violonist britanic de origine poloneză (n. 1928)
- 2 iulie: Aurel Istrati,  pictor, critic de artă și muzeograf român (n. 1942)
- 4 iulie: Sebastián Athié, actor și cântăreț mexican (n. 1995)
- 4 iulie: Yohanan Elihai, orientalist, lingvist semitolog, lexicograf și pedagog israelian, de origine franceză (n. 1926)
- 6 iulie: Florin Faifer, istoric și critic literar, teatrolog și lexicograf român (n. 1943)
- 6 iulie: Ronald Graham, matematician american (n. 1935)
- 6 iulie: Ennio Morricone, compozitor și dirijor italian (n. 1928)
- 8 iulie: Naya Rivera (Naya Marie Rivera), actriță și cântăreață americană (n. 1987)
- 9 iulie: Jean-François Garreaud, actor francez (n. 1946)
- 10 iulie: Jack Charlton, fotbalist și antrenor englez (n. 1935)
- 10 iulie: Ghaida Kambash, politiciană irakiană (n. 1974)
- 12 iulie: Kelly Preston Travolta (n. Kelly Kamalelehua Smith), actriță de film și model americană (n. 1962)
- 13 iulie: Grant Imahara, expert american în electronică și control radio (n. 1970)
- 14 iulie: Adalet Ağaoğlu, romancieră și dramaturgă turcă (n. 1929)
- 16 iulie: George Paul Avram, actor român de film, radio, televiziune, scenă și voce (n. 1940)
- 17 iulie: J. I. Packer (James Innell Packer), teolog creștin englez (n. 1926)
- 18 iulie: Juan Marsé, romancier, jurnalist și scenarist spaniol (n. 1933)
- 20 iulie: Lone Dybkjær, politiciană daneză, membră a Parlamentului European (1999–2004), (n. 1940)
- 20 iulie: Hedi Hauser, scriitoare germană de cărți pentru copii (n. 1931)
- 21 iulie: Valeriu Cazacu, actor de teatru și film din Republica Moldova (n. 1948)
- 23 iulie: Éric de Cromières, director sportiv și director executiv al companiei Michelin (n. 1953)
- 25 iulie: Peter Green, chitarist și cântăreț englez, fondatorul formației Fleetwood Mac (n. 1946)
- 26 iulie: Olivia de Havilland, actriță americană de film (n. 1916)
- 27 iulie: Magda Kósáné Kovács, om politic maghiar, membru al Parlamentului European (2004–2009), (n. 1940)
- 27 iulie: Camil Marinescu, dirijor român (n. 1964)
- 29 iulie: Ajip Rosidi, prozator și poet indonezian (n. 1938)
- 30 iulie: J.M.A. Biesheuvel, scriitor olandez (n. 1939)
- 31 iulie: Mihai Dăncuș, istoric, profesor, etnograf, etnolog, autor și cercetător român (n. 1942)
- 31 iulie: Alan Parker, regizor englez de film (n. 1944)

### August
- 1 august: Kartika Liotard, policiană olandeză, membră a Parlamentului European (2004–2009), (n. 1971)
- 2 august: Marie-Hélène Descamps, politiciană franceză, membră a Parlamentului European (1999–2004), (n. 1938)
- 2 august: Dan Tătaru, politician român (n. 1969)
- 3 august: Ernesto Brambilla, pilot italian de Formula 1 (n. 1934)
- 3 august: John Hume, politician britanic, membru al Parlamentului European (1979-2004), (n. 1937)
- 4 august: Frances Allen, informaticiană americană (n. 1932)
- 5 august: Agathonas Iakovidis, cântăreț grec (n. 1955)
- 5 august: Louis Meznarie, tehnician de motociclete și mașini de curse și proprietar de echipă care a participat la multe curse de Cursa de 24 de ore de la Le Mans a fost din 1971 până în 1983 expertul oficial în motoare pentru Porsche (n. 1930)
- 7 august: Adin Steinsaltz, lector, filosof, critic social și mentor spiritual evreu (n. 1937)
- 8 august: Pedro Casaldáliga, episcop brazilian, reprezentant al teologiei eliberării, promotor al drepturilor omului, poet și publicist (n. 1928)
- 9 august: Brendan Halligan, om politic irlandez, membru al Parlamentului European (1979–1984), (n. 1936)
- 10 august: Jacobo Langsner, dramaturg și scriitor uruguayan deetnie română (n. 1927)
- 11 august: Marcel Adams, om de afaceri și miliardar româno-canadian de origine evreiască (n. 1920)
- 11 august: Oliviu Gherman, fizician, politician, profesor universitar și diplomat român (n. 1930)
- 12 august: Don Edmunds, pilot american de Formula 1 (n. 1930)
- 12 august: Gheorghe Gabor, politician român (n. 1942)
- 14 august: Ewa Demarczyk,  cântăreață poloneză, asociată de obicei cu genul de poezie cântată și cabaretul Piwnica pod Baranami (n. 1941)
- 15 august: Viorica Ionică, handbalistă română (n. 1955)
- 16 august: Charles Allen, scriitor profesionist și istoric britanic (n. 1940)
- 16 august: Esther Morales, băcăneasă, femeie de afaceri și figură publică boliviană (n. 1949)
- 19 august: Gheorghe Dogărescu, handbalist român (n. 1960)
- 19 august: Boris Paton, fizician ucrainean, membru de onoare al Academiei de Științe a Moldovei (n. 1918)
- 19 august: Viorel Pavel, deputat român (1992-1996), (n. 1954)
- 20 august: Ágnes Bánfai, sportivă maghiară (gimnastică artistică), (n. 1947)
- 20 august: Șerban Celea, actor român (n. 1952)
- 21 august: Aldo Aureggi, scrimer italian (n. 1931)
- 22 august: Józefa Hennelowa, publicistă poloneză (n. 1925)
- 22 august: Emil Jula, fotbalist român (n. 1980)
- 23 august: Maria Janion, profesoară poloneză de științe umane și istoria literaturii (n. 1926)
- 23 august: Lori Nelson, actriță americană de film și televiziune (n. 1933)
- 24 august: Ivan Singer, matematician român (n. 1929)
- 25 august: Victor Baryakhtar, fizician-teoretician sovietic ucrainean (n. 1930)
- 25 august: Emilian Popescu, istoric și teolog român, membru de onoare al Academiei Române (n. 1929)
- 25 august: Arnold Spielberg, inginer electronist american (n. 1917)
- 28 august: Chadwick Boseman, actor american de film și televiziune (n. 1976)
- 28 august: Antoinette Spaak, politiciană belgiană, membră a Parlamentului European (1994–1999), (n. 1928)
- 29 august: Luminița Iordache, politiciană română (n. 1955)
- 30 august: Gheorghe A. M. Ciobanu , profesor și scriitor român (n. 1925)
- 31 august: Nina Bocearova, gimnastă artistică sovietică (n. 1924)
- 31 august: Pranab Mukherjee, politician indian, al 13-lea președinte al Indiei (2012–2017), (n. 1935)

### Septembrie
- 1 septembrie: Irina Pecernikova, actriță rusă de teatru și film (n. 1945)
- 1 septembrie: Jan Vraciu, politician român, senator (2004-2008), (n. 1958)
- 2 septembrie: Adrianus Simonis, cardinal din Țările de Jos (n. 1931)
- 3 septembrie: Ovidiu Alexandru Băjenaru, medic român, membru corespondent al Academiei Române (n. 1957)
- 4 septembrie: Harald Are Lund, producător norvegian de muzică și personalitate radio (n. 1946)
- 5 septembrie: Jiří Menzel, regizor de film și teatru, actor și scenarist ceh, laureat al Premiului Oscar (1967), (n. 1938)
- 6 septembrie: Lujza Orosz, actriță maghiară din România, care a fost distinsă cu premiul Lili Poór (n. 1926)
- 6 septembrie: Bruce Williamson, cântăreț american de muzică R&B și soul (The Temptations), (n. 1970)
- 7 septembrie: Lucreția Andronic, poetă română (n. 1925)
- 7 septembrie: Kostas Asimakopoulos, regizor, scenarist, dramaturg și critic grec (n. 1930)
- 9 septembrie: Constantin I. Toma, botanist-morfolog român (n. 1935)
- 10 septembrie: Diana Rigg (Enid Diana Elizabeth Rigg), actriță britanică (n. 1938)
- 10 septembrie: Witold Zapała, dansator, coregraf și pedagog polonez (n. 1935)
- 12 septembrie: Gheorghe Mișcoi,  matematician moldovean (n. 1944)
- 15 septembrie: Nikolai Șmatko, profesor, sculptor și pictor ucrainean (n. 1943)
- 16 septembrie: Winston Groom, romancier și scriitor de nonficțiune american (n. 1943)
- 16 septembrie: Maksim Marținkevici, naționalist rus⁠ (n. 1984)
- 17 septembrie: Mircea Lutic, scriitor ucrainean de limbă română (n. 1939)
- 18 septembrie: Ruth Bader Ginsburg, juristă americană (n. 1933)
- 20 septembrie: Moshe Sharoni, politician evreu originar din România (n. 1929)
- 21 septembrie: Arthur Ashkin, fizician american, laureat al Premiului Nobel (2018), (n. 1922)
- 21 septembrie: Michael Lonsdale, actor francez de film și TV (n. 1931)
- 23 septembrie: Juliette Gréco, cântăreață și actriță franceză (n. 1927)
- 29 septembrie: Sabah Al-Ahmad Al-Jaber Al-Sabah, emirul Kuweitului (2006-2020), (n. 1929)

### Octombrie
- 2 octombrie: Vsevolod Gavrilov, actor din Republica Moldova (n. 1942)
- 4 octombrie: Kenzō Takada, designer vestimentar japonez, stabilit în Franța (n. 1939)
- 6 octombrie: Eddie Van Halen, chitarist și textier american de etnie neerlandeză (n. 1955)
- 7 octombrie: Mario J. Molina, chimist mexican, laureat al Premiului Nobel (1995), (n. 1943)
- 7 octombrie: Károly Vekov, istoric, istoric cultural, conferențiar universitar și deputat maghiar în România (n. 1947)
- 8 octombrie: Tom O'Donnell, om politic irlandez, membru al Parlamentului European (1979–1984), (n. 1926)
- 10 octombrie: Constantin Frosin, scriitor și traducător român (n. 1952)
- 12 octombrie: Conchata Ferrell, actriță americană (n. 1943)
- 12 octombrie: Yehoshua Kenaz, prozator și traducător israelian, de limbă ebraică (n. 1937)
- 12 octombrie: Ion Predescu, jurist și senator român (1990-2004), (n. 1927)
- 13 octombrie: John Pepper Clark, poet, dramaturg și critic literar nigerian (n. 1935)
- 13 octombrie: Veaceslav Semionov, fotbalist și antrenor din R. Moldova (Dacia Chișinău), (n. 1956)
- 14 octombrie: Zsuzsánna Roșca,  psiholog și psihoterapeut román de etnie maghiară din Transilvania (n. 1943)
- 16 octombrie: Gordon Haskell, cântăreț britanic (King Crimson), (n. 1946)
- 16 octombrie: Michael Nehorai, rabin israelian (n. 1931)
- 17 octombrie: Radu Călin Cristea, critic literar, scriitor, eseist și jurnalist român (n. 1955)
- 19 octombrie: Wojciech Pszoniak, actor de teatru și film, regizor teatral și profesor de actorie polonez (n. 1942)
- 20 octombrie: Yehoshua Blau, lingvist și semitolog israelian, originar din România (n. 1919)
- 20 octombrie: James Randi, militant americano-canadian (n. 1928)
- 25 octombrie: Mahesh Kanodia, cântăreț și politician din Gujarat, India (n. 1939)
- 25 octombrie: Lee Kun-hee, om de afaceri sud-coreean, președinte al Samsung (1987-2008, 2010-2020), (n. 1942)
- 27 octombrie: Naresh Kanodia, muzician și actor de film Gujarati din Gujarat, India (n. 1943)
- 28 octombrie: Alain Rey, lingvist și lexicograf francez (n. 1928)
- 30 octombrie: Nobby Stiles (Norbert Peter Stiles), fotbalist englez (n. 1942)
- 31 octombrie: Sean Connery (Thomas Sean Connery), actor scoțian, laureat al Premiului Oscar (1988), (n. 1930)

### Noiembrie
- 1 noiembrie: Keith Hitchins, istoric american, membru de onoare al Academiei Române (n. 1931)
- 2 noiembrie: Rajko Đurić, sociolog și scriitor rom din Serbia (n. 1947)
- 2 noiembrie: Gigi Proietti (Luigi Proietti), actor italian, actor vocal, comediant, regizor, muzician, cântăreț și prezentator TV (n. 1940)
- 4 noiembrie: Stanisław Fijałkowski, pictor și grafician polonez (n. 1922)
- 4 noiembrie: Tom Metzger, supremacist american (n. 1938)
- 5 noiembrie: Géza Szőcs (Géza Ștefan Szőcs), poet maghiar din Transilvania (n. 1953)
- 5 noiembrie: Arcadie Ursul, filosof din R. Moldova (n. 1936)
- 6 noiembrie: Octavian Nemescu, compozitor și muzicolog român contemporan (n. 1940)
- 6 noiembrie: Ken Spears, scriitor, editor și producător de televiziune american (n. 1938)
- 6 noiembrie: Stelian Trandafirescu,  jurnalist sportiv român (n. 1928)
- 6 noiembrie: Constantin Dan Vasiliu, senator român (1992-2000), (n. 1951)
- 6 noiembrie: King Von (n. Dayvon Daquan Bennett), rapper american (n. 1994)
- 6 noiembrie: Nathan Zach (n. Harry Seitelbach), poet israelian originar din Germania (n. 1930)
- 7 noiembrie: Vasile Gherasim, politician român (n. 1950)
- 7 noiembrie: Jonathan Sacks, rabin britanic (n. 1948)
- 9 noiembrie: Virginia Bonci-Ioan,  atletă română (n. 1949)
- 9 noiembrie: Ion Bulei, istoric și profesor universitar român (n. 1941)
- 10 noiembrie: Vladimir Găitan, actor român de teatru și film (n. 1947)
- 10 noiembrie: Doina Moisescu-Herivan, pictoriță română (n. 1944)
- 12 noiembrie: Masatoshi Koshiba, fizician japonez, laureat al Premiului Nobel (2002), (n. 1926)
- 14 noiembrie: Armen Djigarhanean, actor rus de etnie armeană (n. 1935)
- 14 noiembrie: Michael Anthony Foster,  scriitor american de science-fiction (n. 1939)
- 15 noiembrie: Mary Fowkes, medic și neuropatolog american (n. 1954)
- 15 noiembrie: Mircea Petrescu, inginer și profesor universitar român (n. 1933)
- 16 noiembrie: Yaakov Landau, orientalist israelian, specializat în civilizația arabă și turcă (n. 1924)
- 16 noiembrie: Hani Naser, muzician iordaniano- american (n. 1950)
- 16 noiembrie: Alexandru Oproiu, medic primar român, colaborator de televiziune, profesor de gastroenterologie (n. 1930)
- 17 noiembrie: Anjum Singh, artistă indiană (n. 1967)
- 18 noiembrie: László Benkő, cântăreț maghiar (Omega), (n. 1943)
- 18 noiembrie: Draga Olteanu-Matei, actriță română de film, teatru și TV (n. 1933)
- 19 noiembrie: Hayford Peirce, scriitor american de literatură SF, mister și thriller (n. 1942)
- 20 noiembrie: István Angi, muzicolog, scriitor, estetician și filozof maghiar din România (n. 1933)
- 20 noiembrie: Patriarhul Irineu (n. Miroslav Gavrilović), preot ortodox sârb, al 45-lea patriarh al Bisericii Ortodoxe Sârbe (n. 1930)
- 20 noiembrie: Judith Jarvis Thomson, filosoafă americană (n. 1929)
- 21 noiembrie: Tamás Mihály, cântăreț și basist maghiar (Omega), (n. 1947)
- 21 noiembrie: Constantin Rodas (aka Tache), supraviețuitor al "Experimentului Pitești" (închisoarea Pitești), (n. 1924)
- 21 noiembrie: Chester Yorton, culturist american (n. 1940)
- 22 noiembrie: Elena Hrenova, politiciană din R. Moldova (n. 1950)
- 22 noiembrie: Ferdinand Kinsky, politolog german (n. 1934)
- 22 noiembrie: Boris Talîs, publicist, scriitor și activist sovietic moldovean și american (n. 1938)
- 24 noiembrie: Voicu Vlad Grecu, fizician român (n. 1935)
- 25 noiembrie: Diego Maradona (Diego Armando Maradona), fotbalist și antrenor argentinian (n. 1960)
- 25 noiembrie: Flor Silvestre (Guillermina Jiménez Chabolla), cântăreață și actriță mexicană (n. 1930)
- 26 noiembrie: Nicolae Felecan, lingvist, clasicist și profesor universitar român (n. 1941)
- 26 noiembrie: Ede Terényi, compozitor român de etnie maghiară (n. 1935)
- 28 noiembrie: Nicolae M. Manolescu, medic veterinar român (n. 1936)
- 28 noiembrie: David Prowse (David Charles Prowse), culturist, halterofil și actor englez (n. 1935)
- 29 noiembrie: Ben Bova (Benjamin William Bova), autor și editor american de literatură SF (n. 1932)
- 29 noiembrie: Viorel Turcu, fotbalist român (n. 1960)

### Decembrie
- 1 decembrie: Eduardo Lourenço, scriitor, filosof, eseist, profesor universitar, critic literar portughez (n. 1923)
- 1 decembrie: Gabriel Ștrempel, istoric al culturii român (n. 1926)
- 1 decembrie: Walter E. Williams, economist, comentator și intelectual american (n. 1936)
- 2 decembrie: Valéry Giscard d'Estaing, politican francez, președinte al Franței (1974–1981), (n. 1926)
- 2 decembrie: Pamela Tiffin, actriță de film și televiziune americană (n. 1942)
- 3 decembrie: Albert Salvadó, scriitor din Andorra (n. 1951)
- 4 decembrie: Eugenia Botnaru, actriță de teatru și cinema din Republica Moldova (n. 1936)
- 4 decembrie: Mihăilă Cofariu, protestatar român, victimă a conflictului interetnic de la Târgu Mureș (n. 1947)
- 4 decembrie: Antonín J. Liehm, scriitor, editor, traducător și publicist ceh (n. 1924)
- 5 decembrie: Ildikó Pécsi, actriță maghiară (n. 1940)
- 5 decembrie: Viktor Ponedelnik, fotbalist rus, câștigător al Campionatului European (1960), (n. 1937)
- 6 decembrie: Jaromír Kohlíček, om politic ceh, membru al Parlamentului European (2004–2009), (n. 1953)
- 7 decembrie: Chuck Yeager, militar american, ofițer al Forțelor Aeriene ale Statelor Unite, as al zborului (n. 1923)
- 8 decembrie: Harold Budd, compozitor avangardist de muzică ambientală și poet american (n. 1936)
- 8 decembrie: Alejandro Sabella, fotbalist și antrenor argentinian, selecționer al Argentinei (2011–2014), (n. 1954)
- 9 decembrie: Marius Iosifescu, matematician român (n. 1936)
- 9 decembrie: Nicolaie-Sebastian-Valentin Radu, deputat român (2016-2020), (n. 1971)
- 9 decembrie: Paolo Rossi, fotbalist italian (n. 1956)
- 10 decembrie: Tom Lister, Jr., actor american de film, televiziune, și voce (n. 1958)
- 10 decembrie: Joseph Safra, bancher brazilian, fondator al Safra Group (n. 1938)
- 11 decembrie: Mihai Chiriac, deputat român (1990-2000), (n. 1937)
- 11 decembrie: Petre T. Frangopol, inginer chimist român (n. 1933)
- 11 decembrie: Kim Ki-duk, regizor, scenarist, producător de film sud-coreean (n. 1960)
- 11 decembrie: Alexandru Surdu, filosof român (n. 1938)
- 11 decembrie: Octavian Andronic, jurnalist și caricaturist român (n. 1946)
- 12 decembrie: John le Carré (n. David John Moore Cornwell), autor britanic de romane polițiste (n. 1931)
- 12 decembrie: Jack Steinberger, fizician evreu-american, laureat al Premiului Nobel (1988), (n. 1921)
- 13 decembrie: Otto Barić, fotbalist și antrenor croato-austriac (n. 1933)
- 14 decembrie: Gérard Houllier (Gérard Paul Francis Houllier), antrenor francez de fotbal (n. 1947)
- 14 decembrie: Elena Rîbceac,  actriță română de film, radio, teatru, televiziune și voce din Republica Moldova (n. 1929)
- 15 decembrie: Alain Carrier, ilustrator francez (n. 1924)
- 15 decembrie: Caroline Cellier, actriță franceză de film, teatru și televiziune (n. 1945)
- 17 decembrie: Donato Bilancia, criminal în serie italian (n. 1951)
- 17 decembrie: Enrico Ferri, politician italian, membru al Parlamentului European (1999–2004), (n. 1942)
- 18 decembrie: Tim Severin, explorator, istoric și scriitor britanic (n. 1940)
- 18 decembrie: Mihail Sirețeanu, politician român (n. 1947)
- 19 decembrie: Maria Piątkowska, sprinteră, săritoare la curse cu obstacole și săritoare în lungime, poloneză (n. 1931)
- 20 decembrie: Yvonne Sandberg-Fries, politiciană suedeză, membru al Parlamentului European (1999–2004) (n. 1950)
- 22 decembrie: Claude Brasseur, actor francez (n. 1936)
- 22 decembrie: Edmund Clarke, informatician american (n. 1945)
- 23 decembrie: James E. Gunn, scriitor american de literatură SF (n. 1923)
- 23 decembrie: Rika Zarai, interpretă franceză de muzică ușoară, actriță și scriitoare de etnie israeliană (n. 1938)
- 25 decembrie: Reginald Foster, preot catolic american (n. 1939)
- 26 decembrie: Luke Harper (n. Jonathan Huber), wrestler profesionist american (n. 1979)
- 27 decembrie: Seymour D. Van Gundy, specialist american în domeniul biologiei generale (n. 1931)
- 27 decembrie: William Link, scenarist și producător de televiziune american (n. 1933)
- 27 decembrie: Dumitru Oancea, chimist român (n. 1941)
- 28 decembrie: Fu Cong, pianist britanic de etnie chineză (n. 1934)
- 29 decembrie: Claude Bolling, pianist, compozitor și aranjor de jazz, francez (n. 1930)
- 29 decembrie: Pierre Cardin (Pietro Costante Cardin), creator de modă și om de afaceri francez (n. 1922)
- 29 decembrie: Alexi Laiho (n. Markuu Uula Aleksi Laiho), chitarist, compozitor și cântăreț finlandez (n. 1979)
- 30 decembrie: Octavian Cojan, om de afaceri și promotor cultural român (n. 1936)
- 30 decembrie: Stephen Prince, critic de film, istoric și teoretician american (n. 1955)
- 30 decembrie: Nicolae Sabău, interpret român de muzică populară (n. 1929)
- 31 decembrie: Robert Hossein, actor, scenarist și regizor francez de teatru și film (n. 1927)
- 31 decembrie: Constantin Bosânceanu, fotbalist român (n. 1966)

### Nedatate
- august: Nicolae Mănescu, inginer și om politic român (n. 1925)
- august: Harry Seidel, ciclist german (n. 1938)
- octombrie: Hary Kuller (Haim Culer), etno-sociolog român de etnie evreiască (n. 1929)
- Gil Nicolescu, pictor român (n. 1942)
- decembrie: Marcel Mănăstireanu, pictor și sculptor român (n. 1950)
- Victor Hălmăjan, deputat român în legislatura 1990-1992, ales în județul Sălaj pe listele partidului FSN (n. 1934)
- Cornel Constantinescu, deputat român în legislatura 1990-1992, ales în județul Argeș pe listele partidului FSN (n. 1953)
- Sorin Dumitrescu (hidrolog), hidrolog român, care s-a remarcat pe plan internațional încheindu-și cariera ca subdirector general UNESCO pentru științe (n. 1928)
- Constantin Găucan, senator român în legislatura 2000-2004 și în legislatura 2004-2008, ales în județul Prahova pe listele partidului PRM (n. 1940)
- Alexandru Brezniceanu, politician român, deputat în legislatura 1990-1992 ales pe listele FSN, iar în legislaturile 1992-1996 și 1996-2000, ales pe listele PD  (n. 1941)
- Alexandru Dănescu, general român (n. 1927)

### Galeria celor decedați în 2020

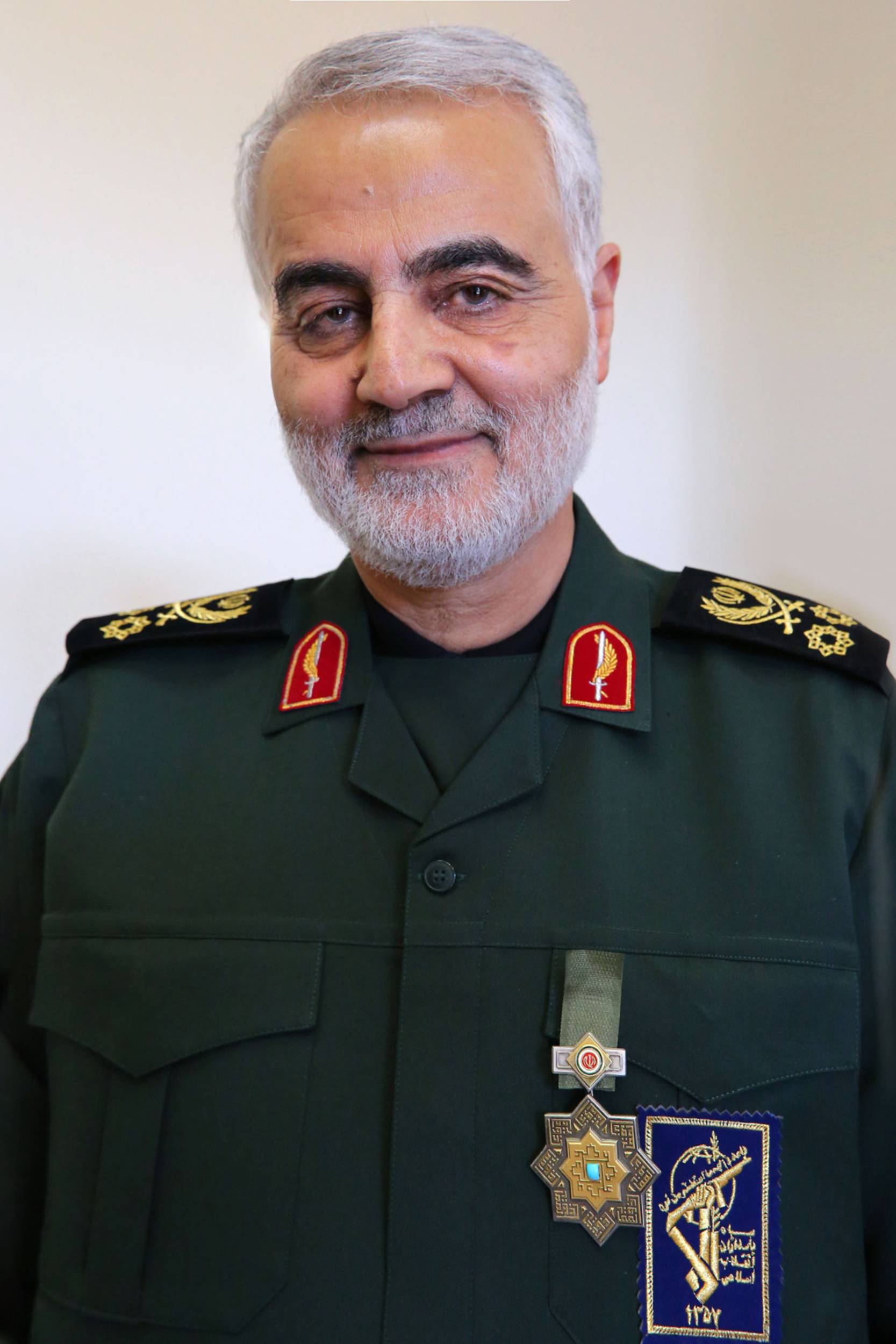
3 ianuarie: Qasem Soleimani, general-maior iranian
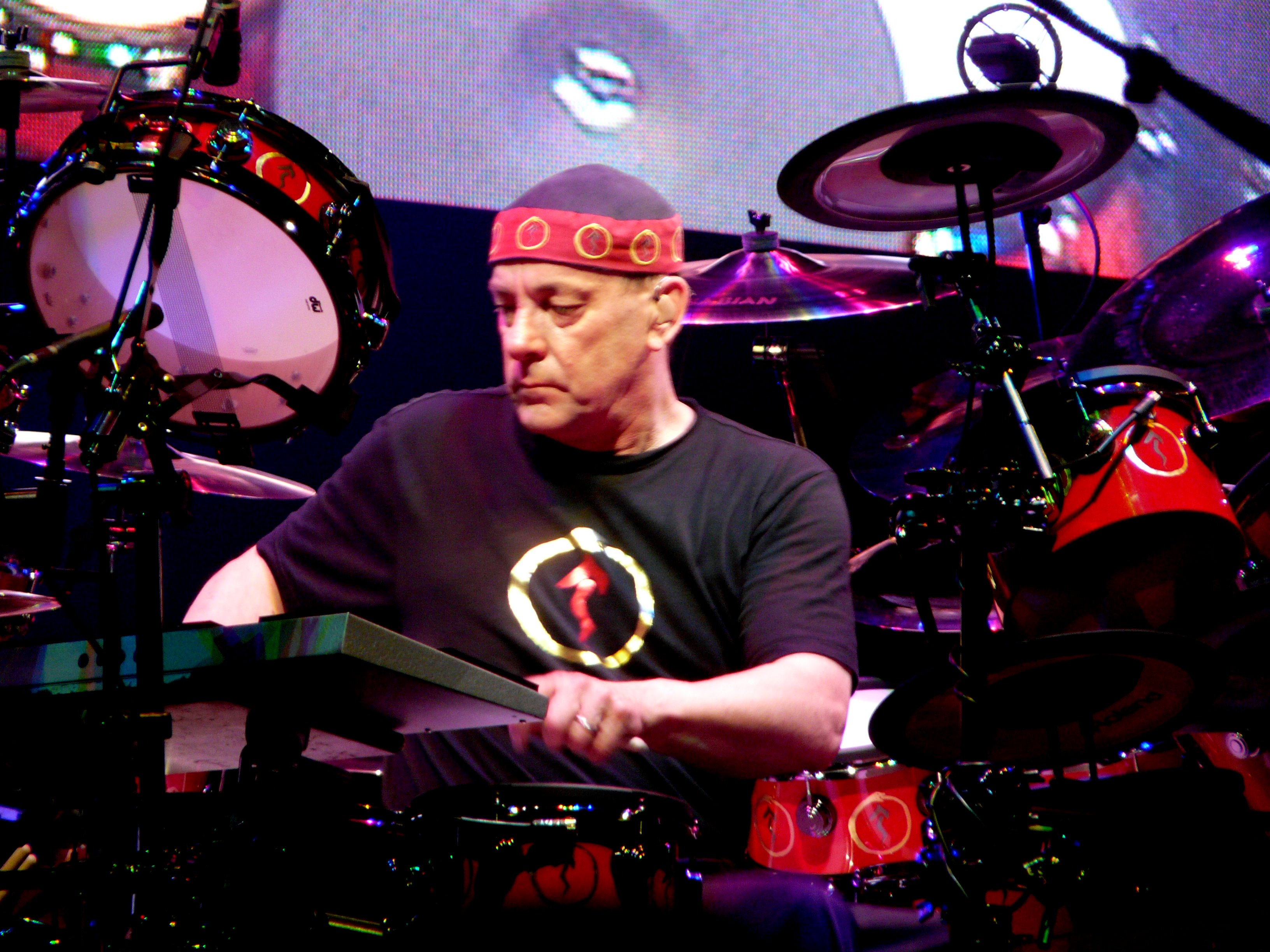
7 ianuarie: Neil Peart, muzician și autor canadian, bateristul trupei Rush
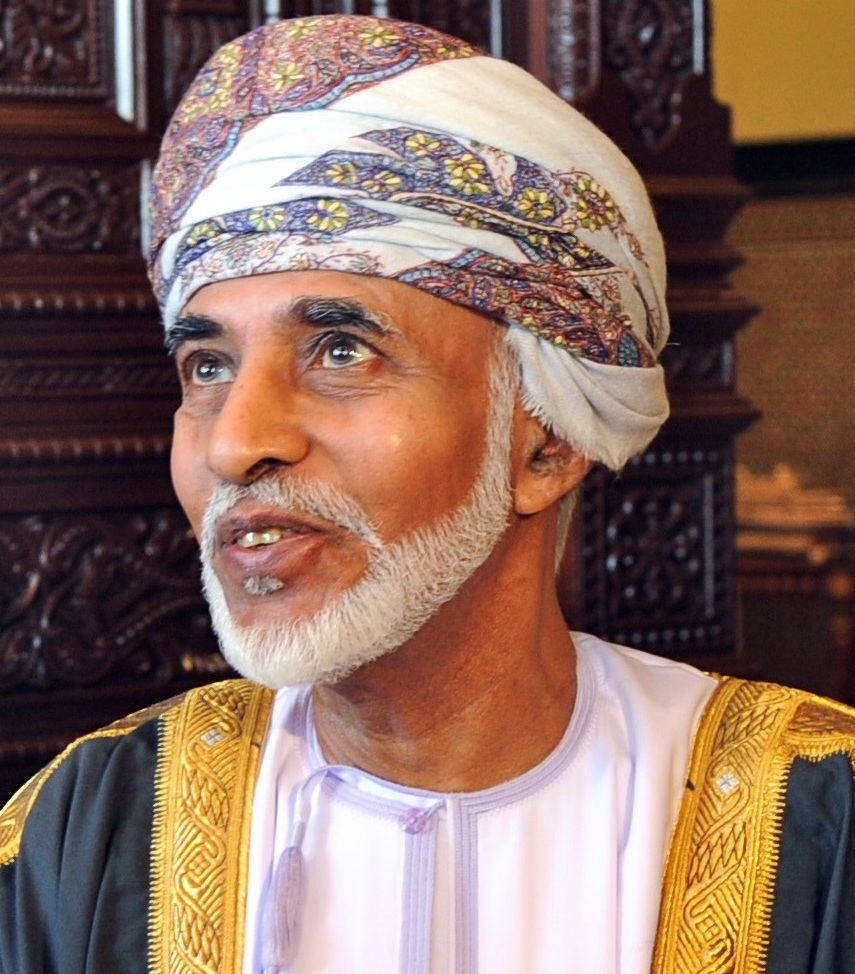
10 ianuarie: Qaboos bin Said Al Said, sultanul Omanului
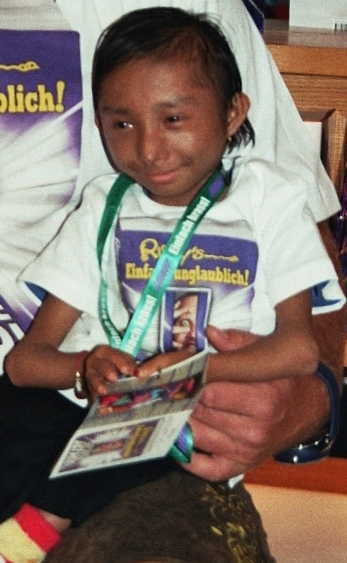
17 ianuarie: Khagendra Thapa Magar, al doilea cel mai scund om din lume
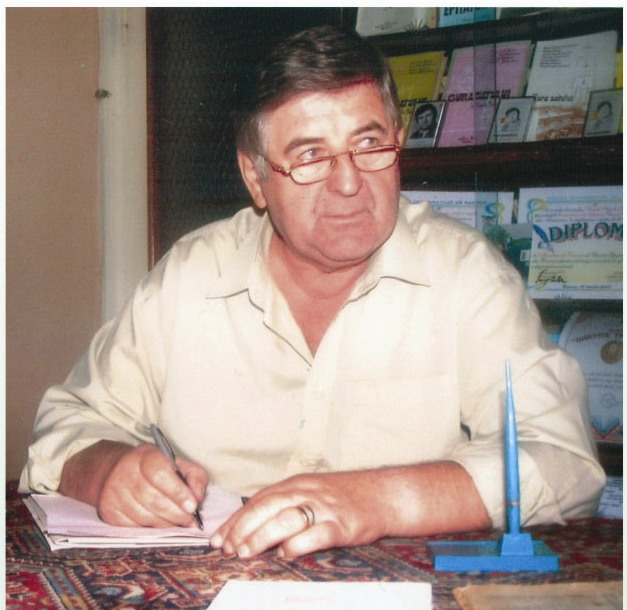
26 ianuarie: Ionel Iacob-Bencei, poet român
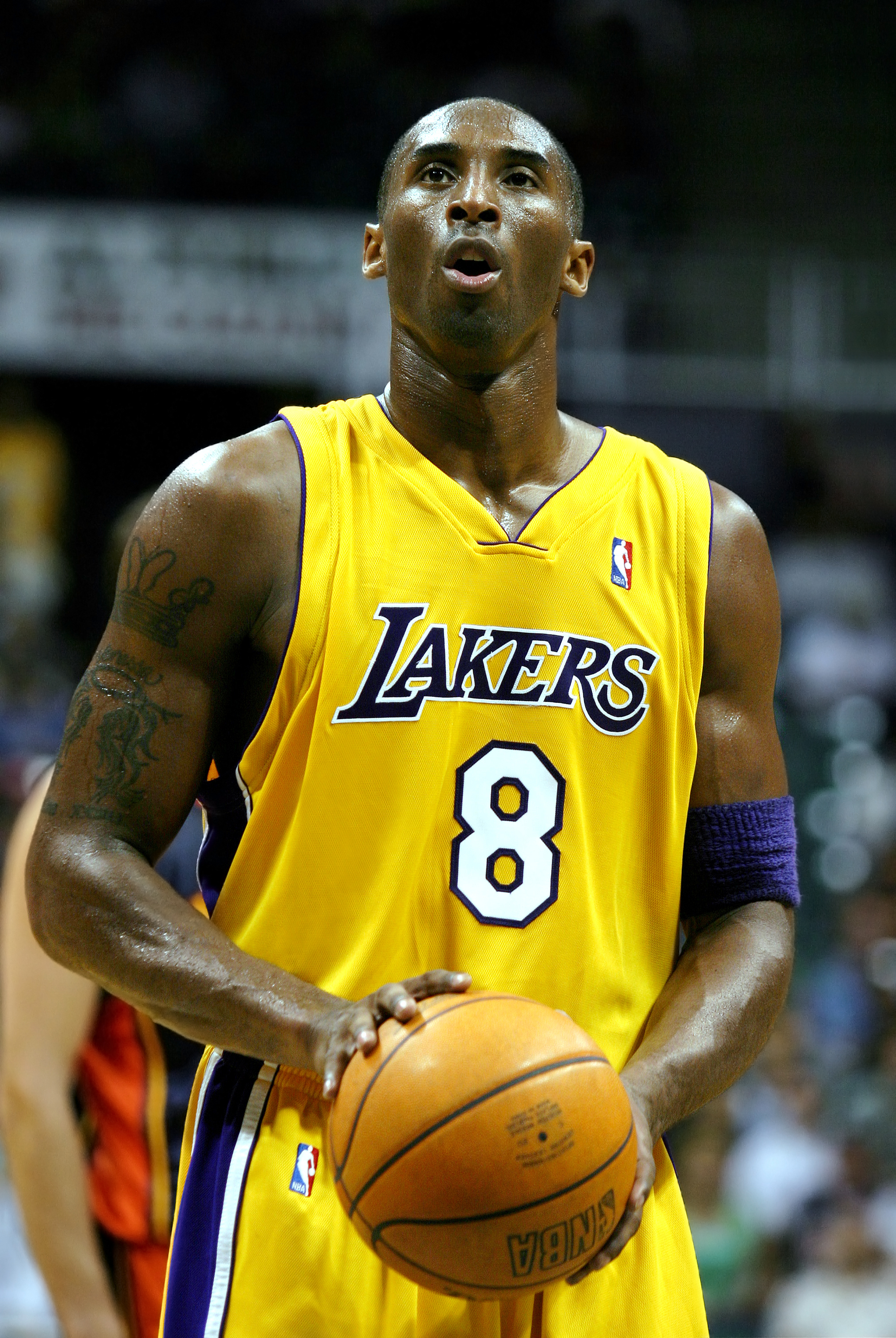
26 ianuarie: Kobe Bryant, jucător american de baschet
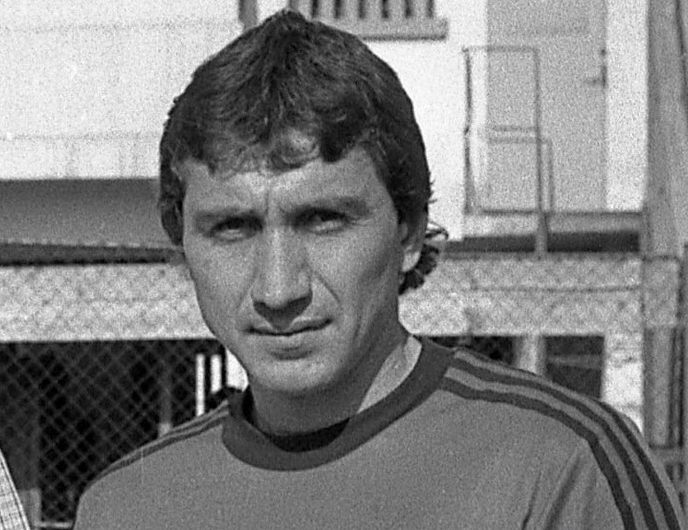
1 februarie: Ilie Bărbulescu, fotbalist român
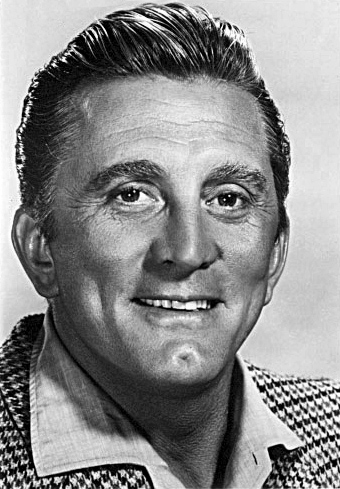
5 februarie: Kirk Douglas, actor, producător de film și regizor american
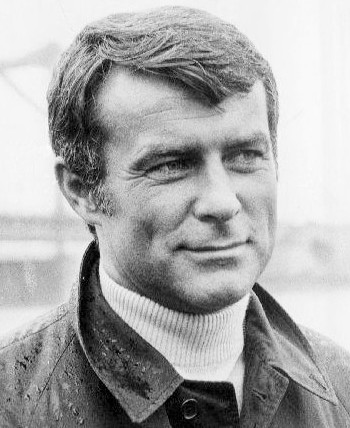
8 februarie: Robert Conrad, actor de film și televiziune, scenarist, cântăreț și cascador american
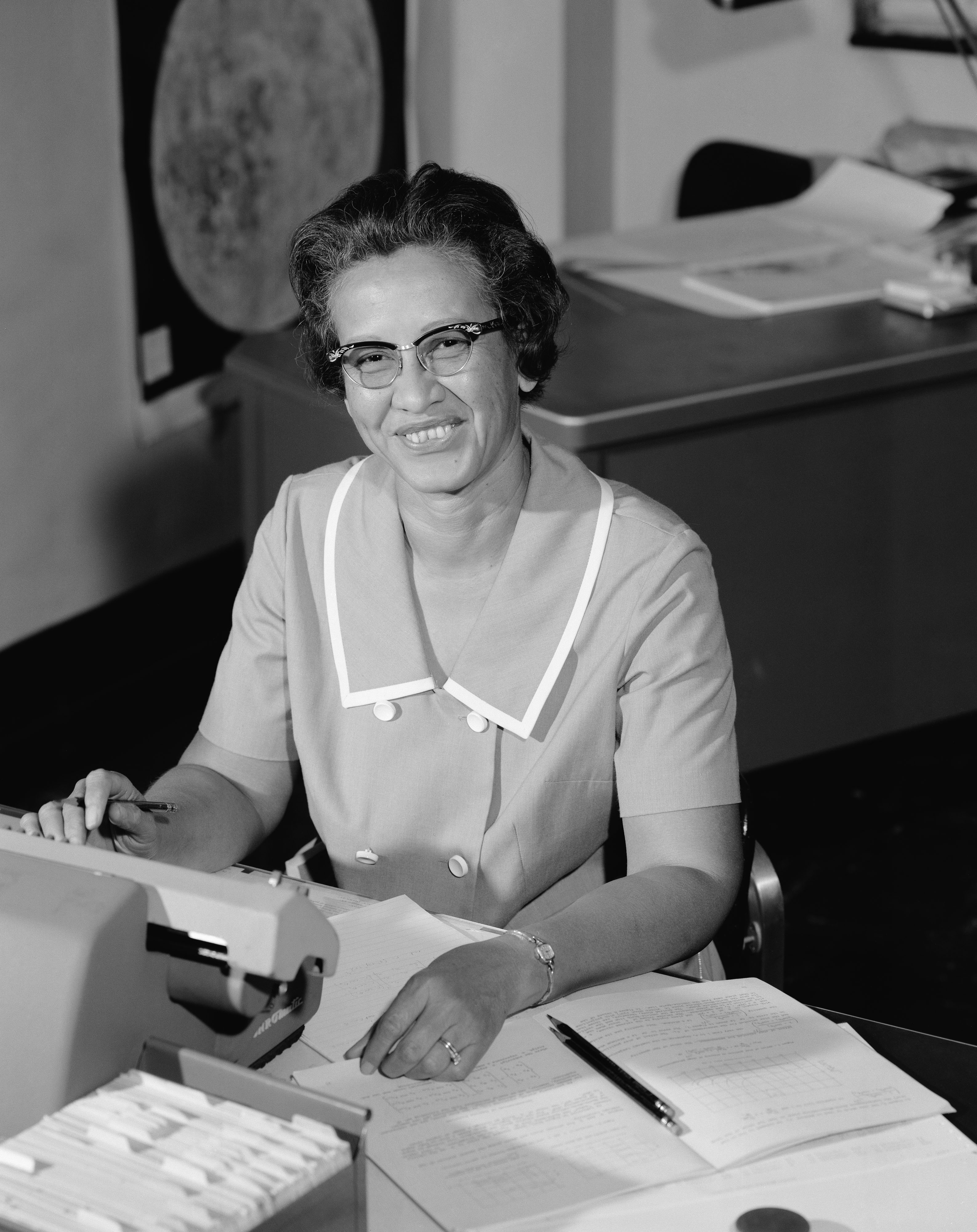
24 februarie: Katherine Johnson, matematician american
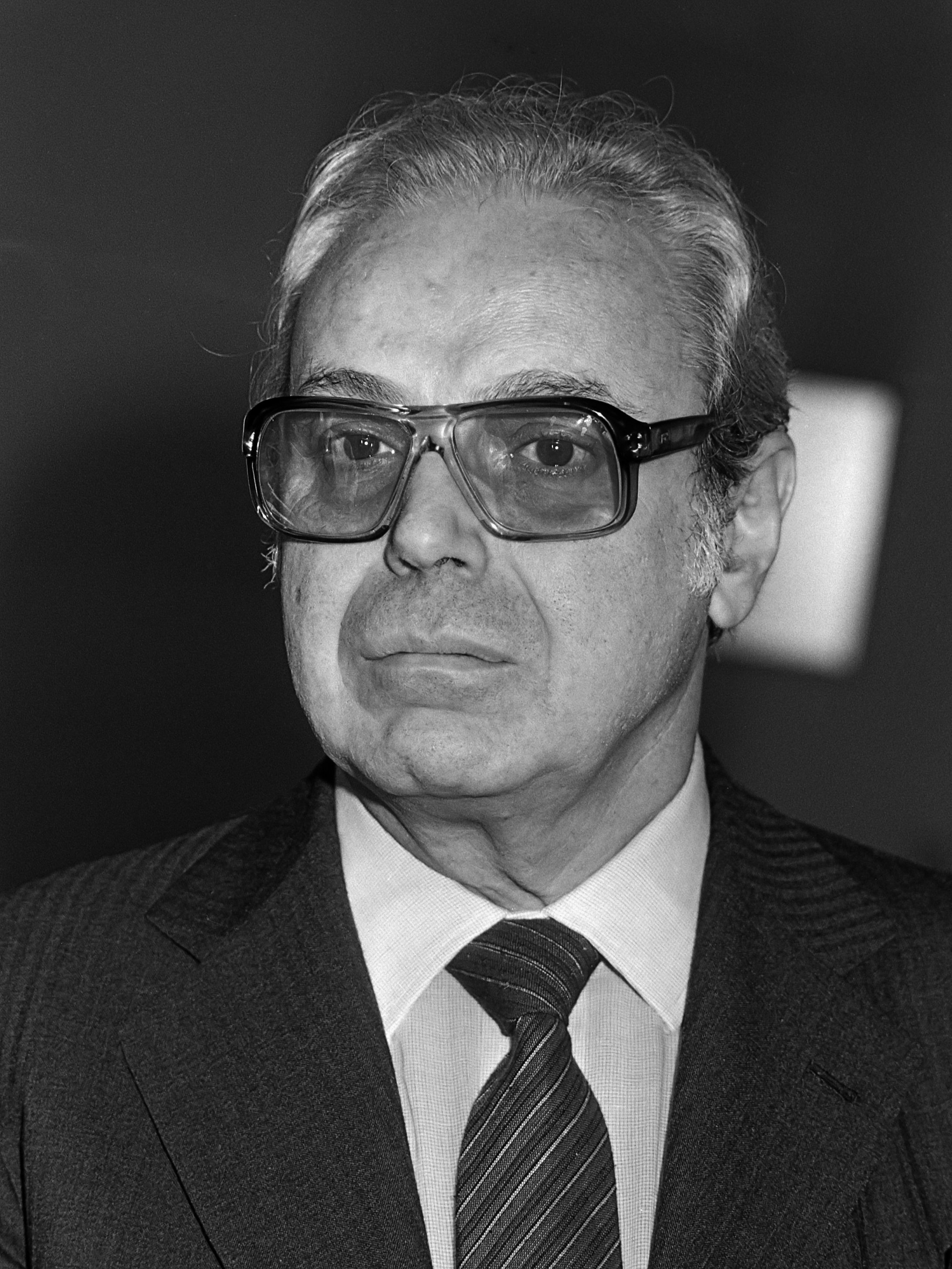
4 martie: Javier Pérez de Cuéllar, diplomat și politician peruvian
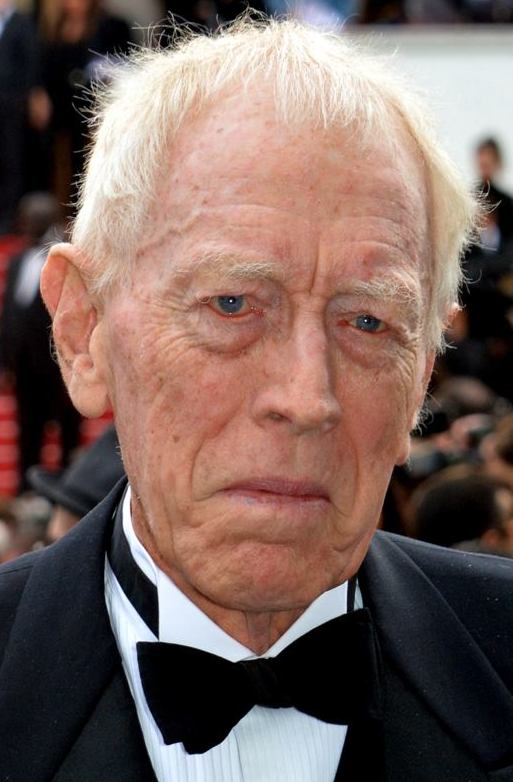
8 martie: Max von Sydow, actor suedez
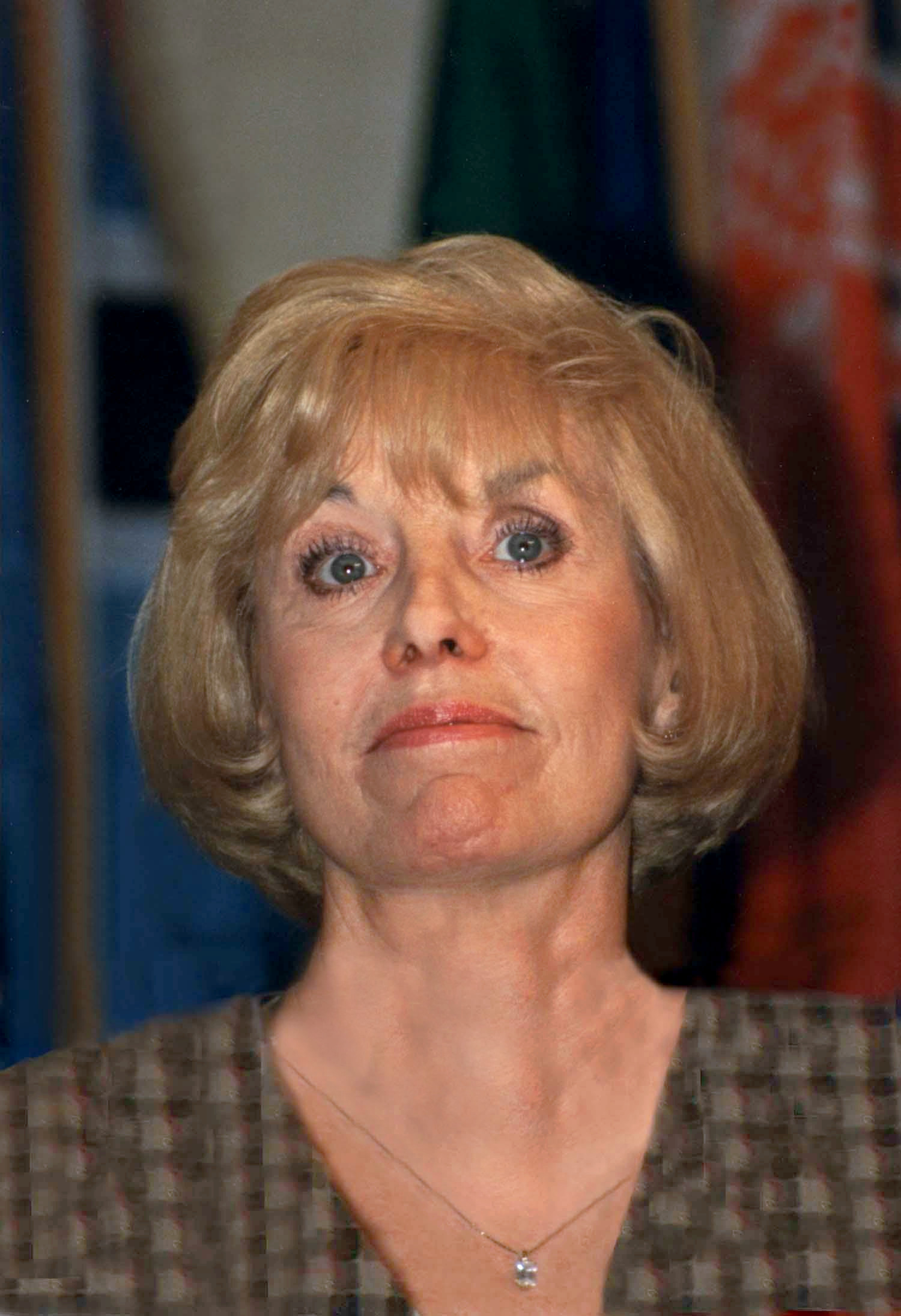
17 martie: Betty Williams, activistă nord-irlandeză, laureată a Premiului Nobel
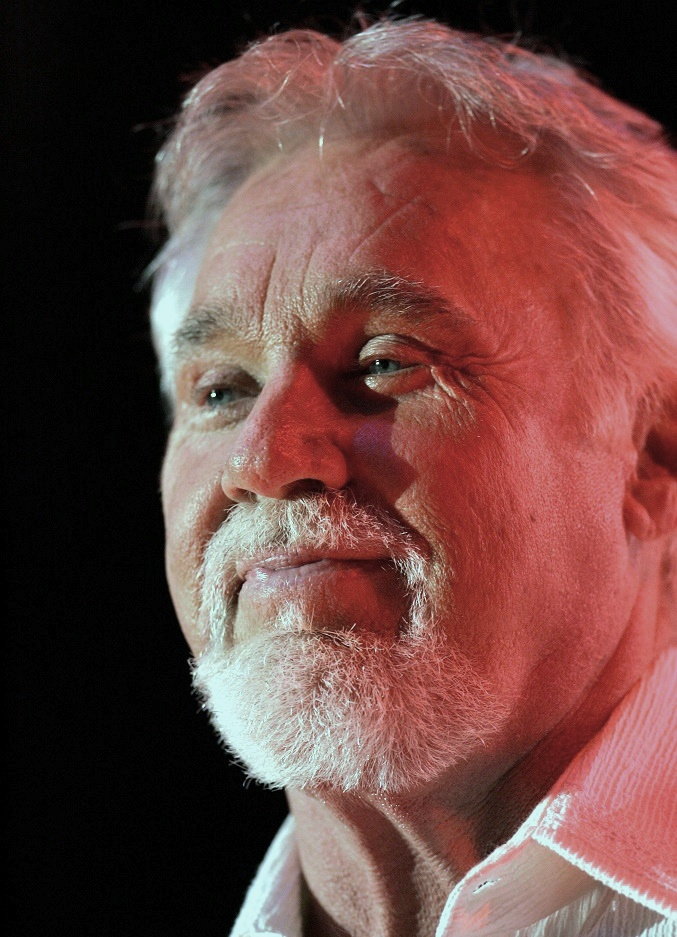
20 martie: Kenny Rogers, cântăreț american de muzică country
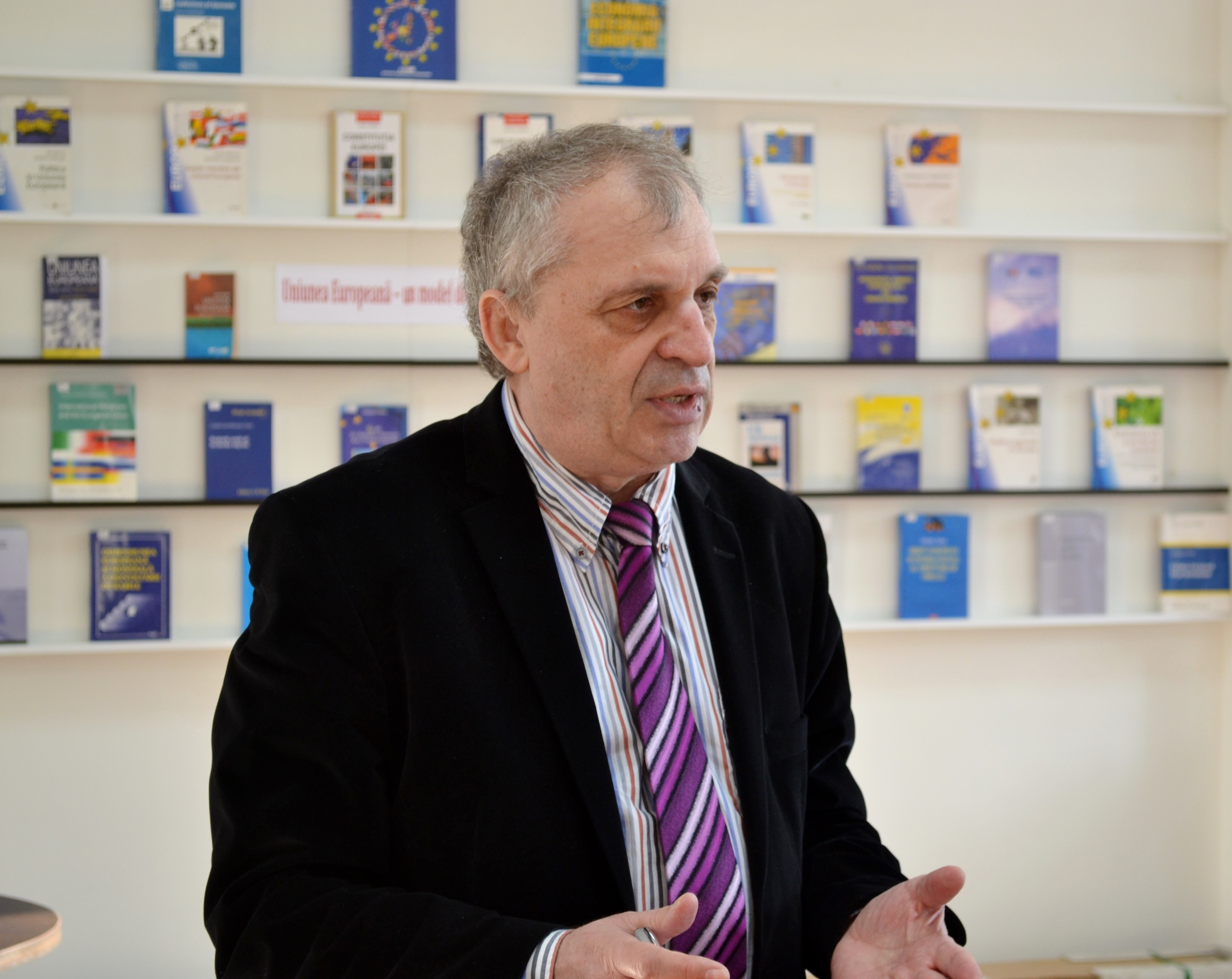
22 martie: Petru Bogatu, jurnalist din Republica Moldova
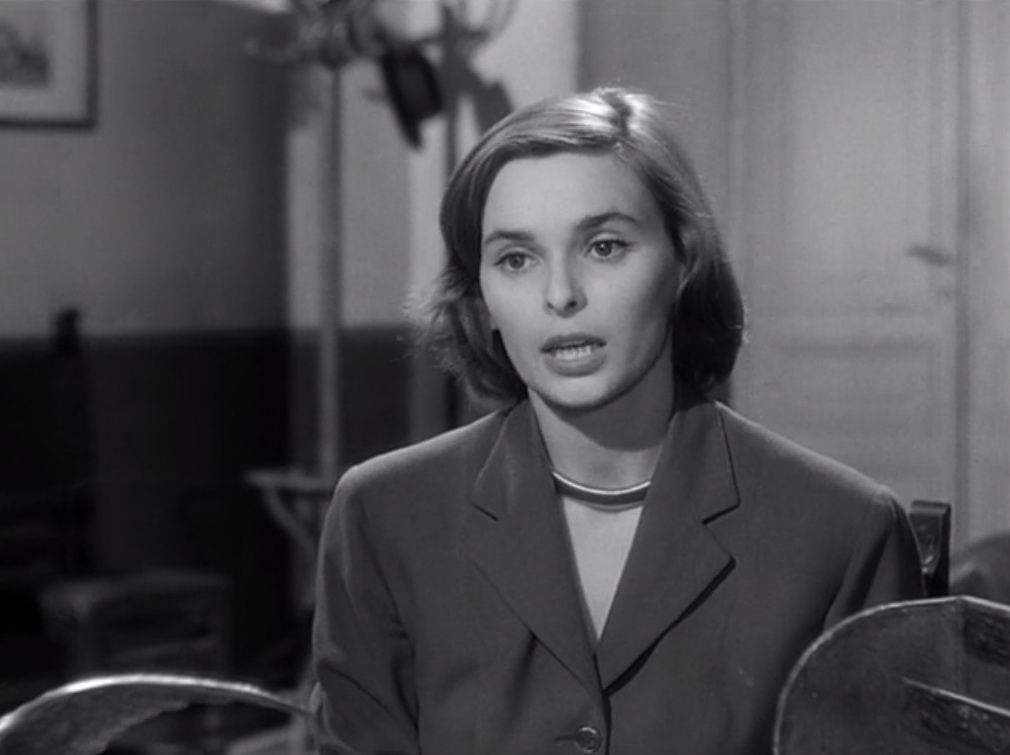
23 martie: Lucia Bosè, actriță italiană
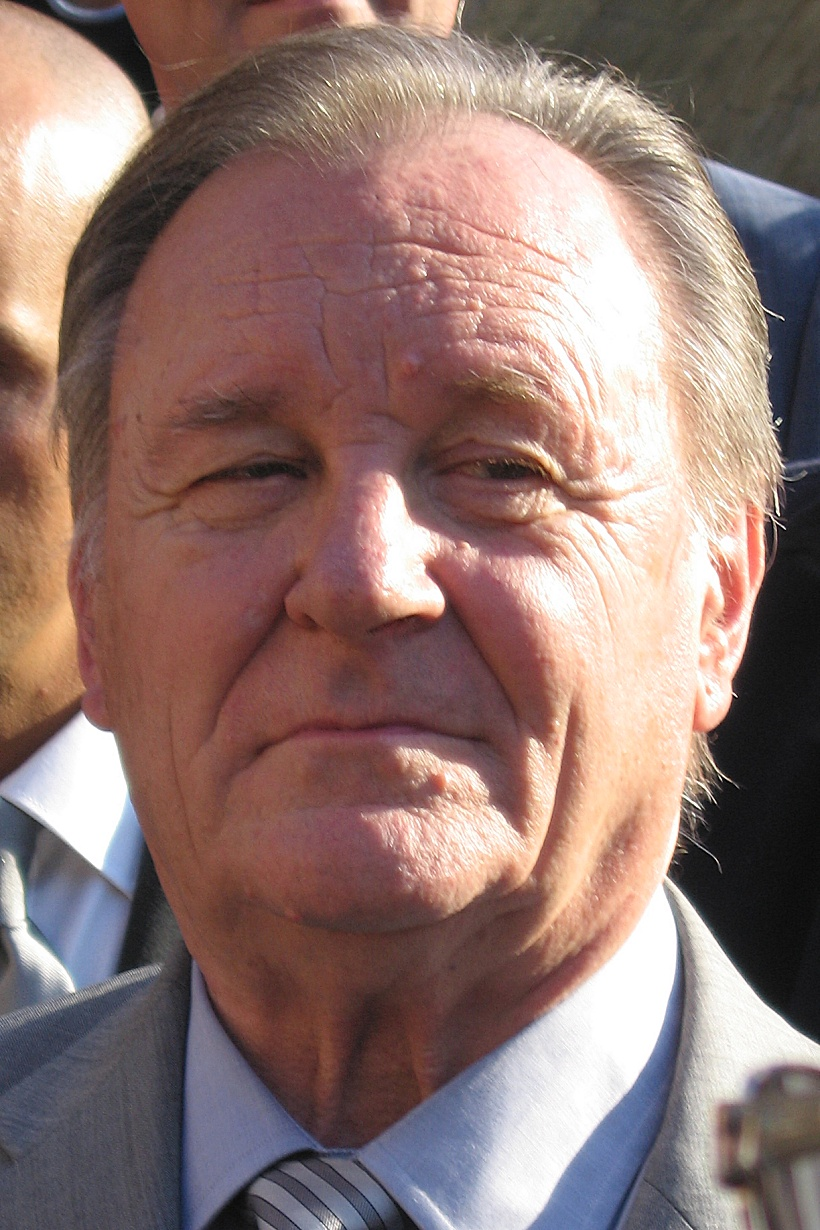
24 martie: Albert Uderzo, desenator și scenarist de benzi desenate francez, creatorul benzii desenate Asterix
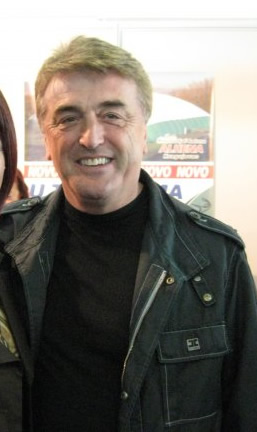
6 aprilie: Radomir Antić, fotbalist și antrenor sârb
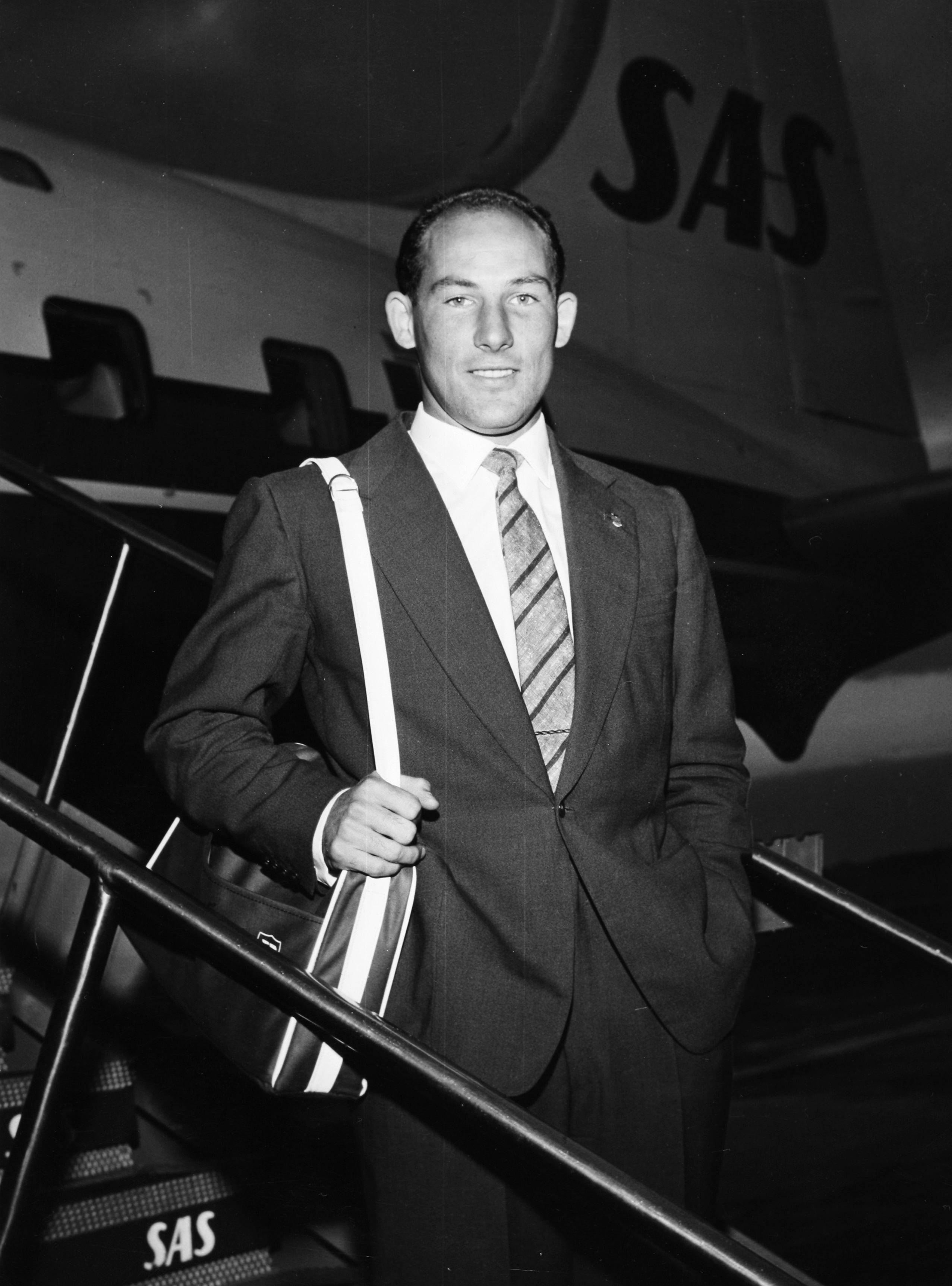
12 aprilie: Stirling Moss, pilot englez de Formula 1
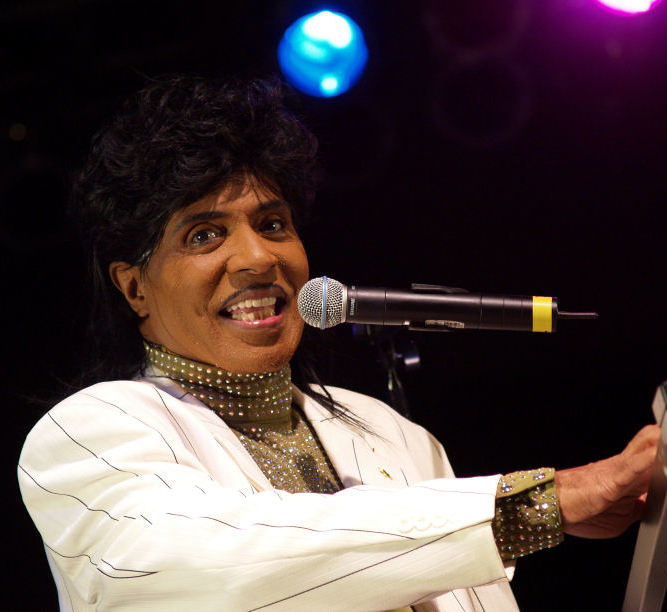
9 mai: Little Richard, cântăreț, compozitor și muzician american, unul dintre primii muzicieni rock and roll
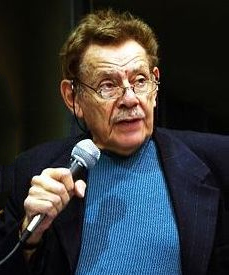
11 mai: Jerry Stiller, actor american de film și televiziune
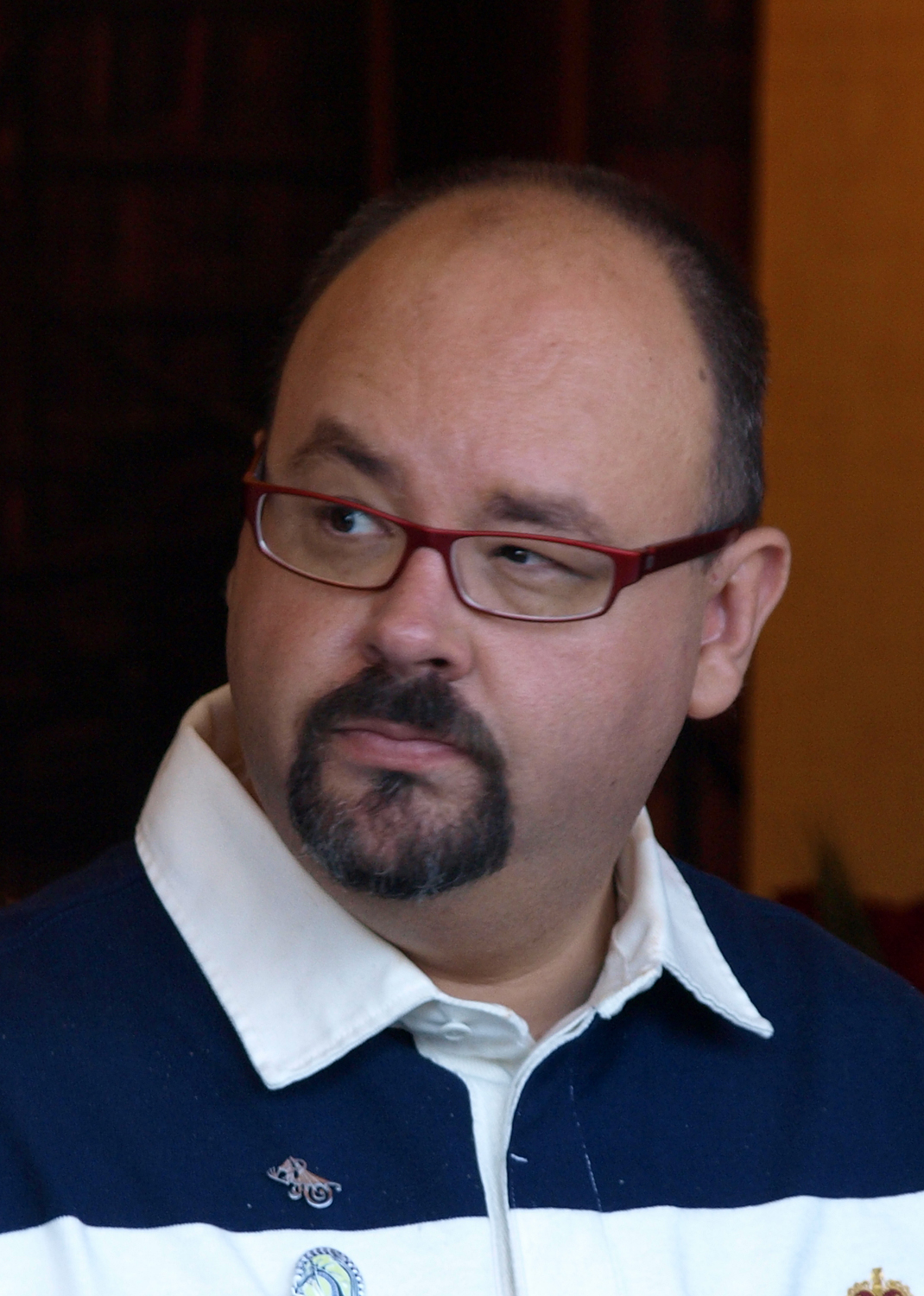
19 iunie: Carlos Ruiz Zafón, scriitor spaniol
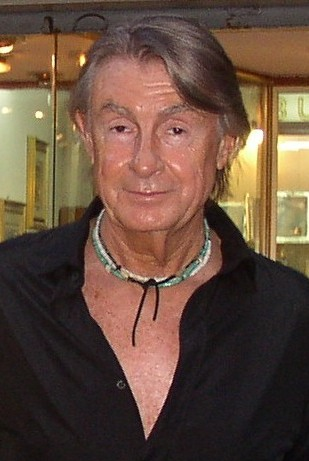
22 iunie: Joel Schumacher, producător de filme, scenarist și regizor american
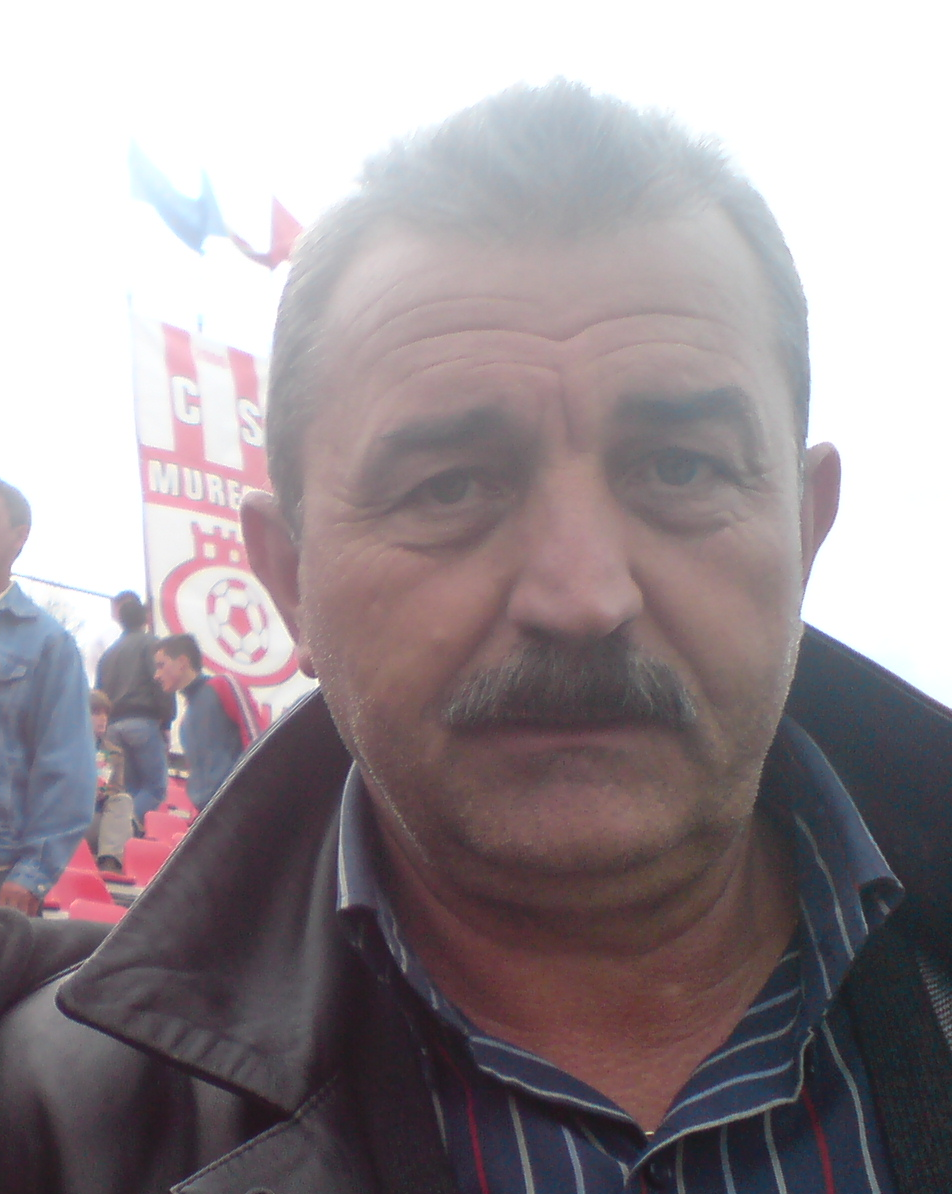
25 iunie: Ionuț Popa, antrenor și fotbalist român
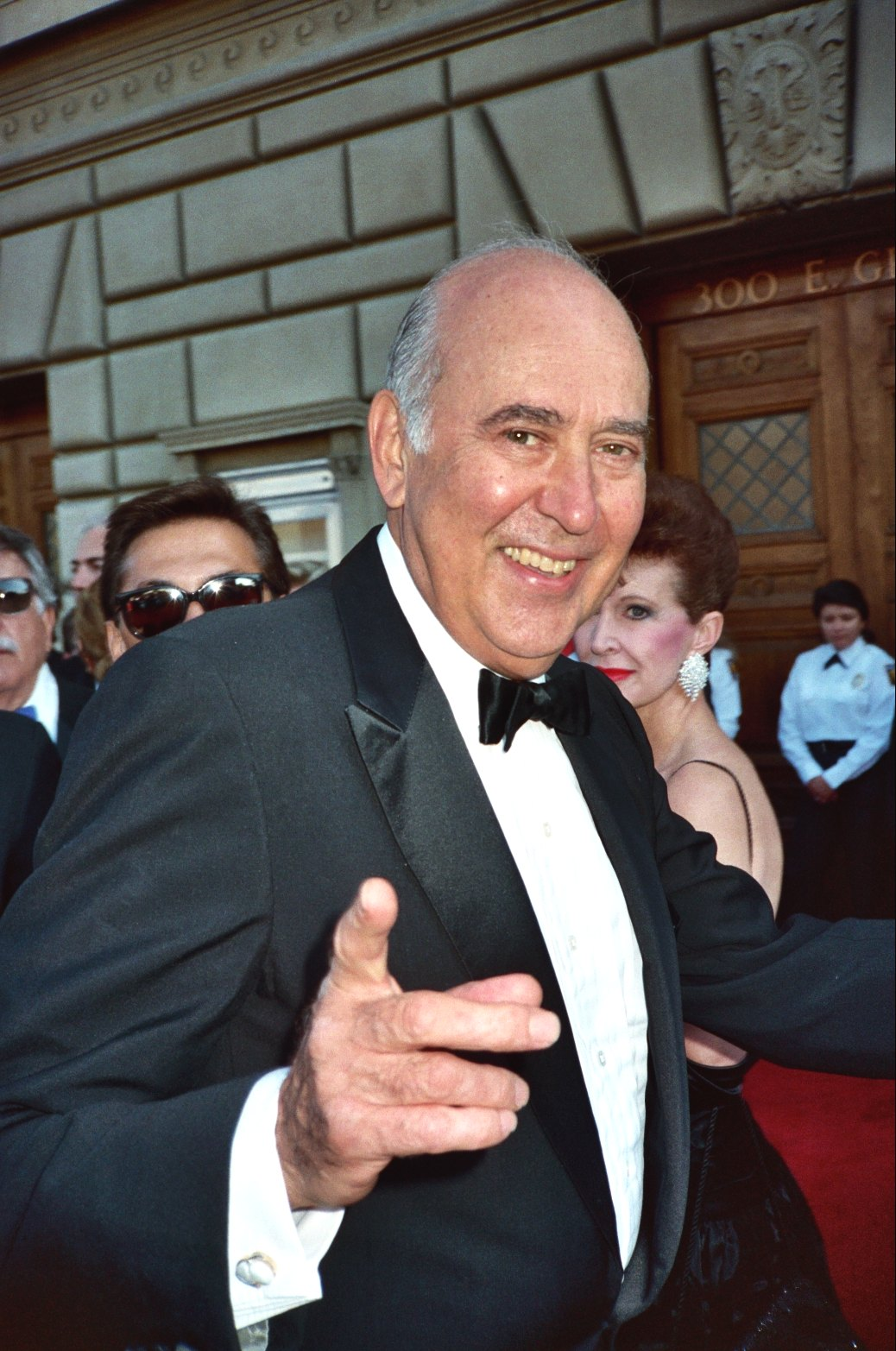
29 iunie: Carl Reiner, actor american
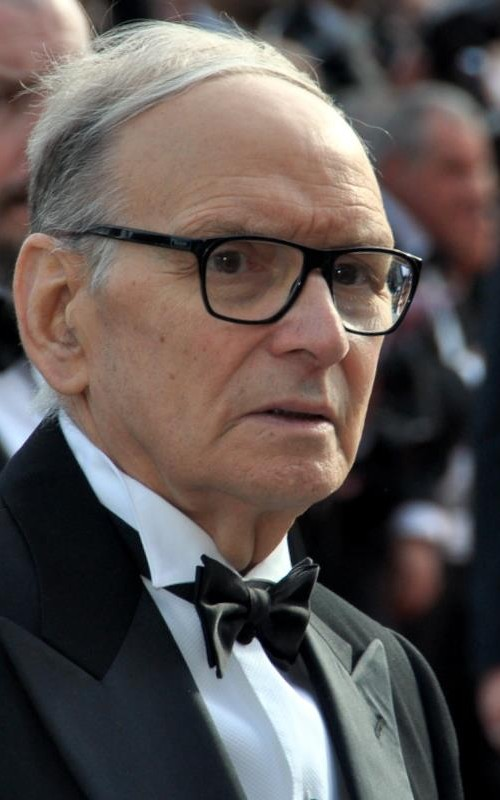
6 iulie: Ennio Morricone, compozitor și dirijor italian
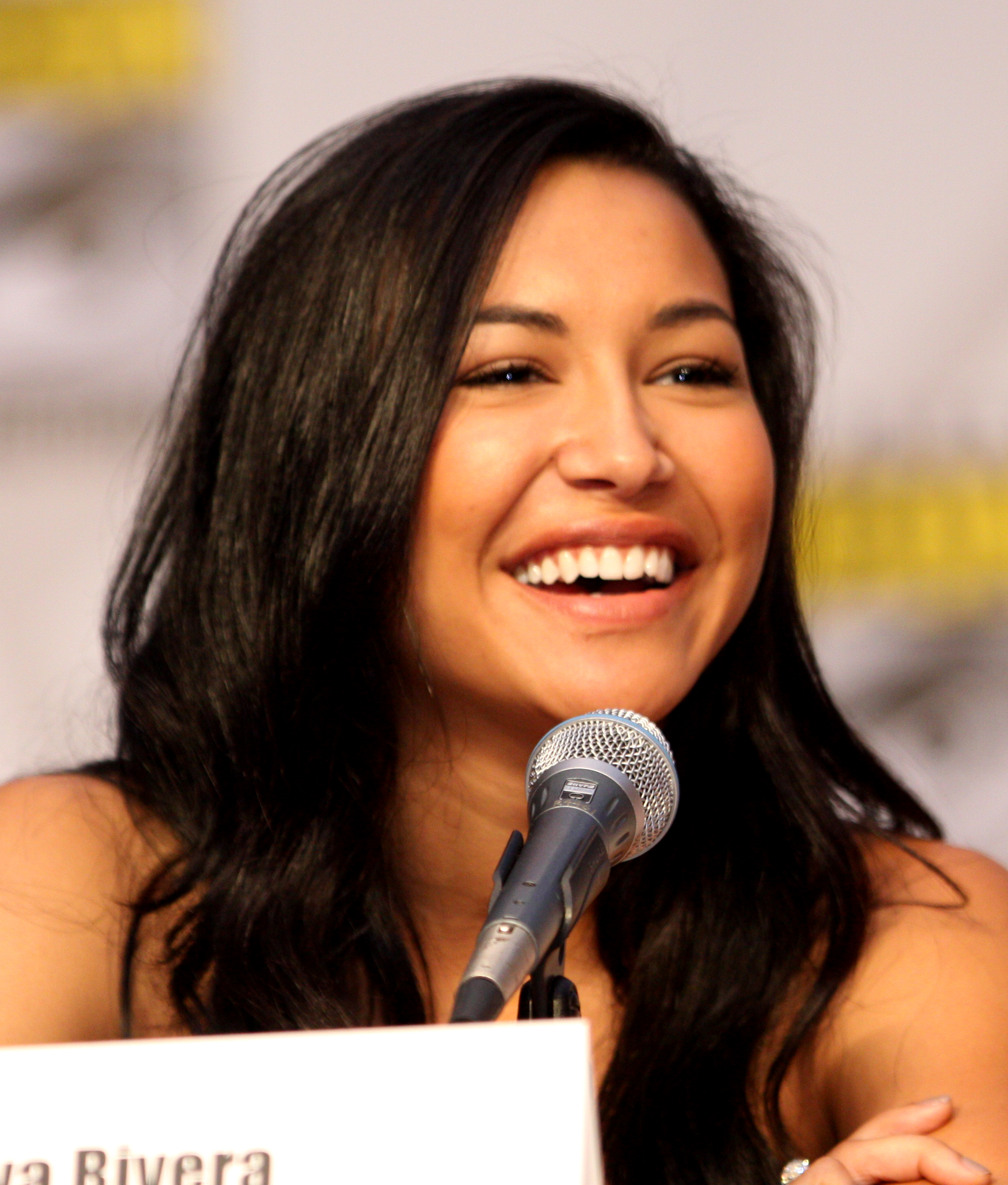
8 iulie: Naya Rivera, actriță și cântăreață americană
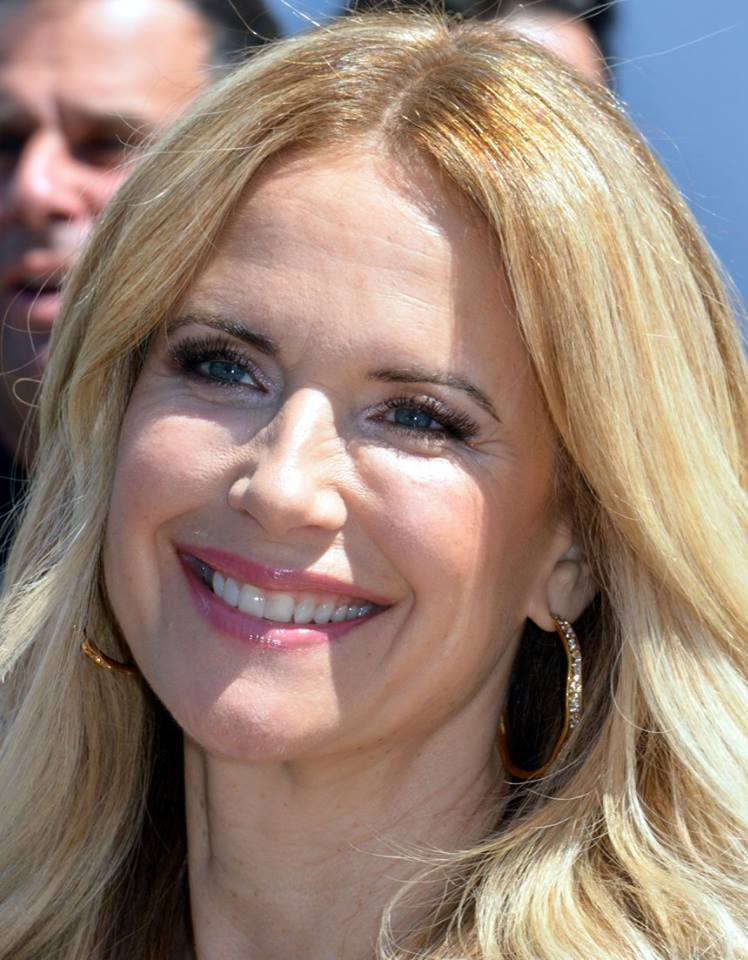
12 iulie: Kelly Preston, actriță americană
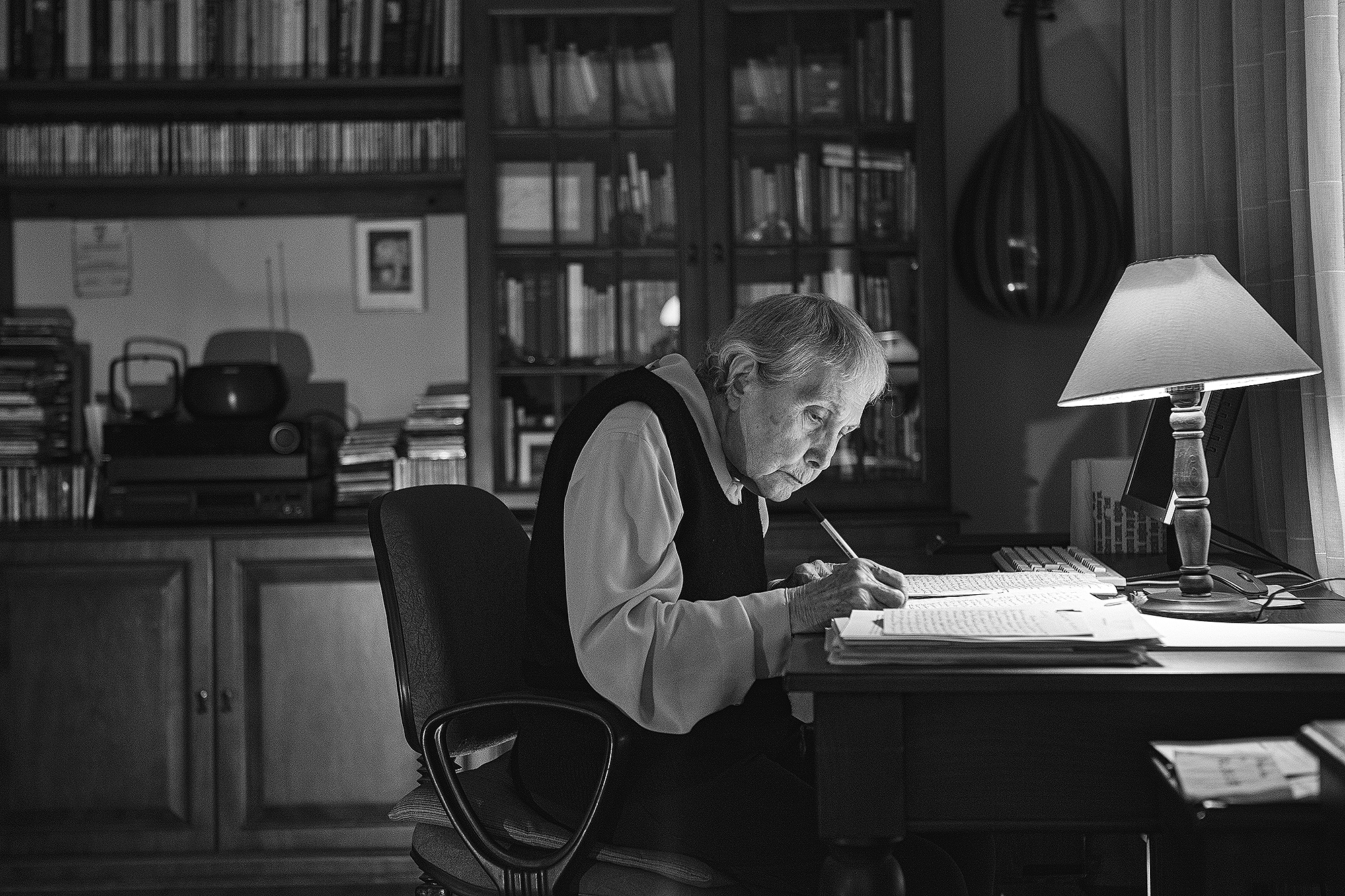
14 iulie: Adalet Ağaoğlu, romancieră și dramaturgă turcă
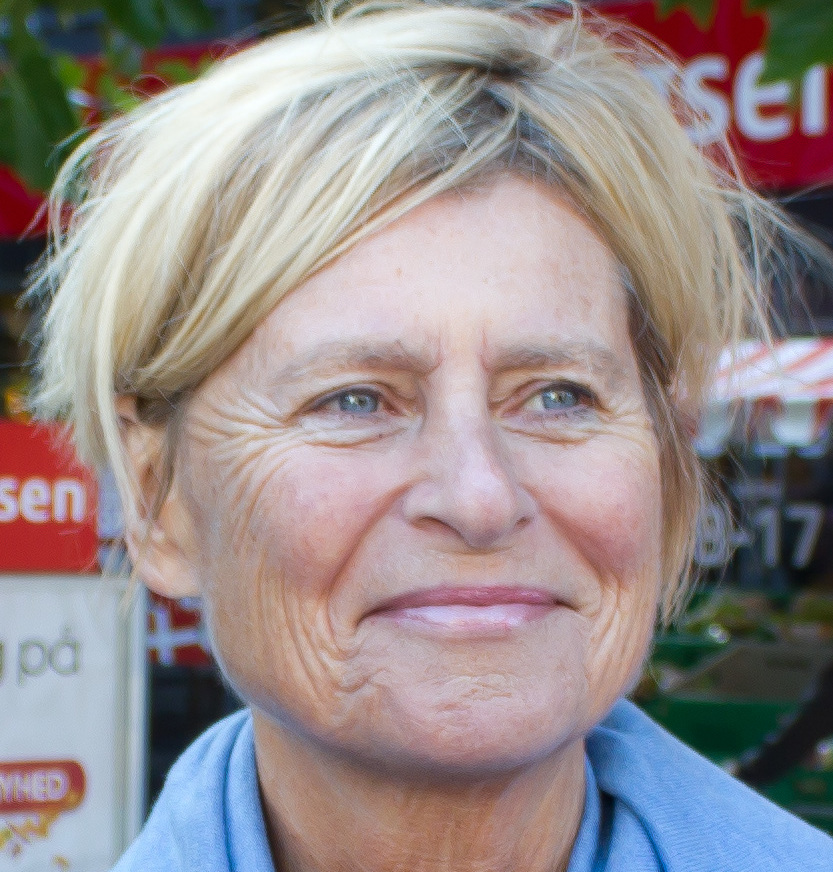
20 iulie: Lone Dybkjær, politiciană daneză
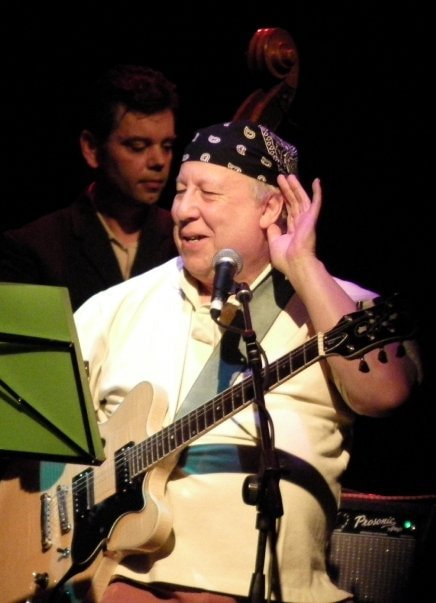
25 iulie: Peter Green, chitarist și cântăreț englez
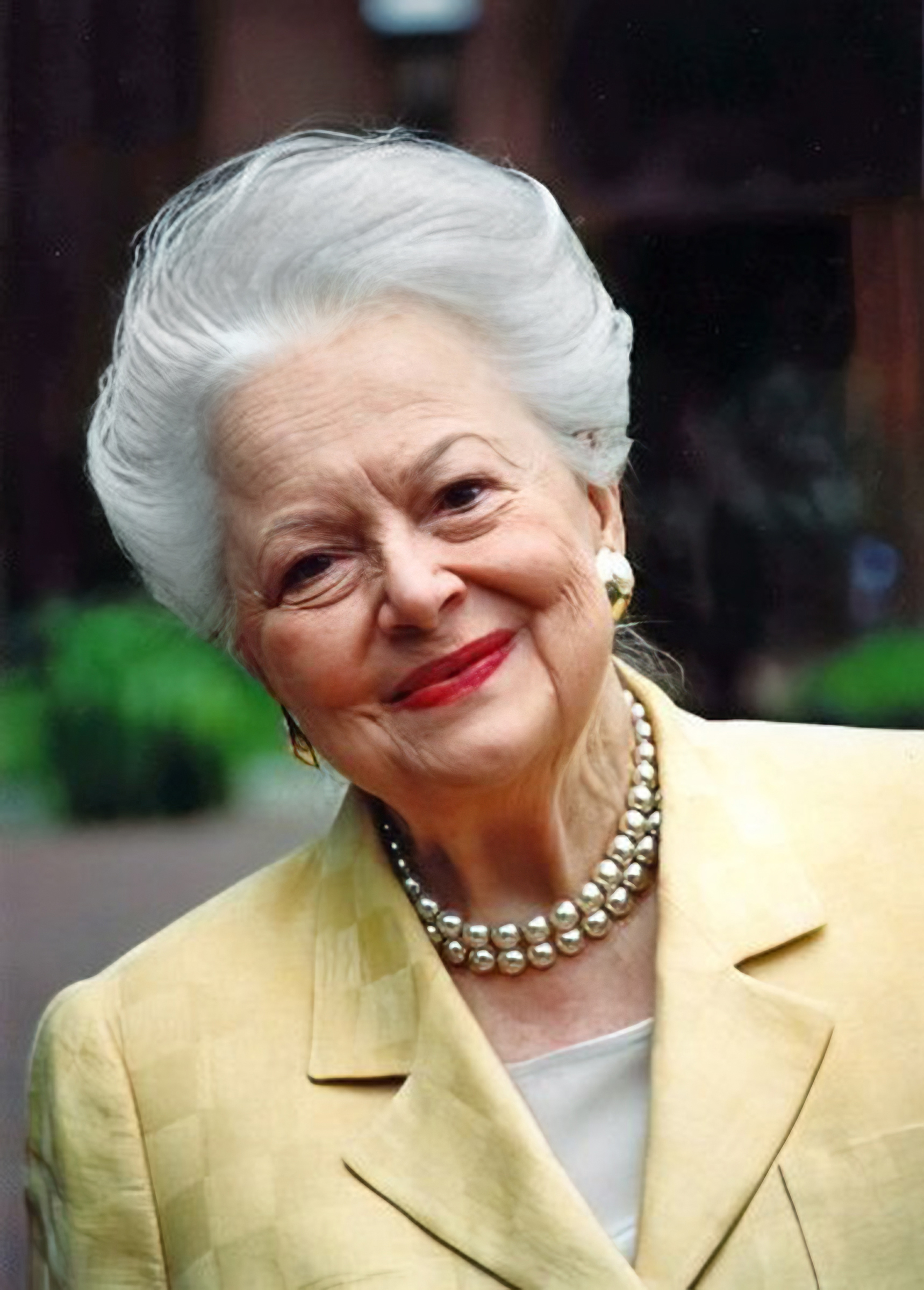
26 iulie: Olivia de Havilland, actriță americană
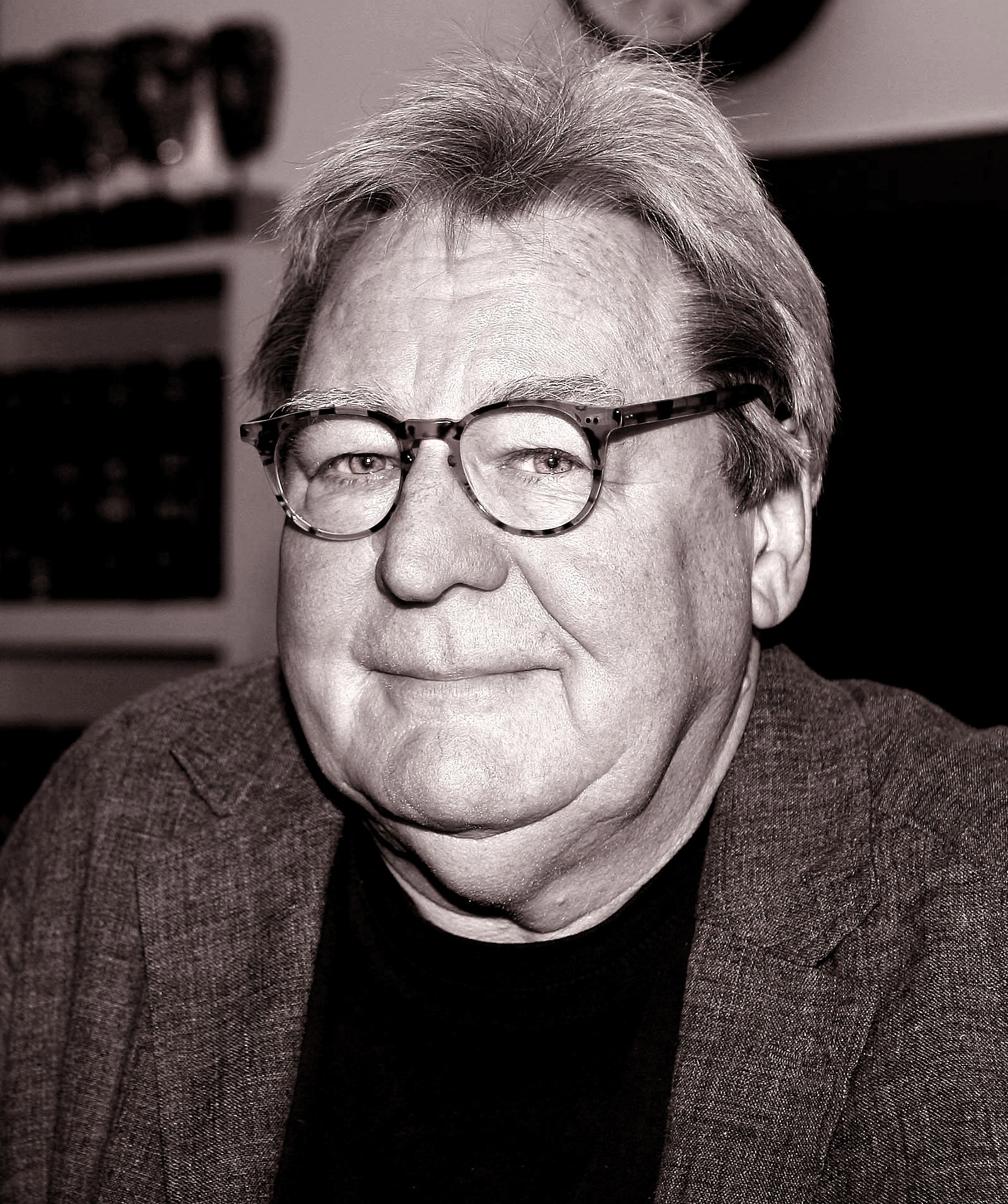
31 iulie: Alan Parker, regizor englez
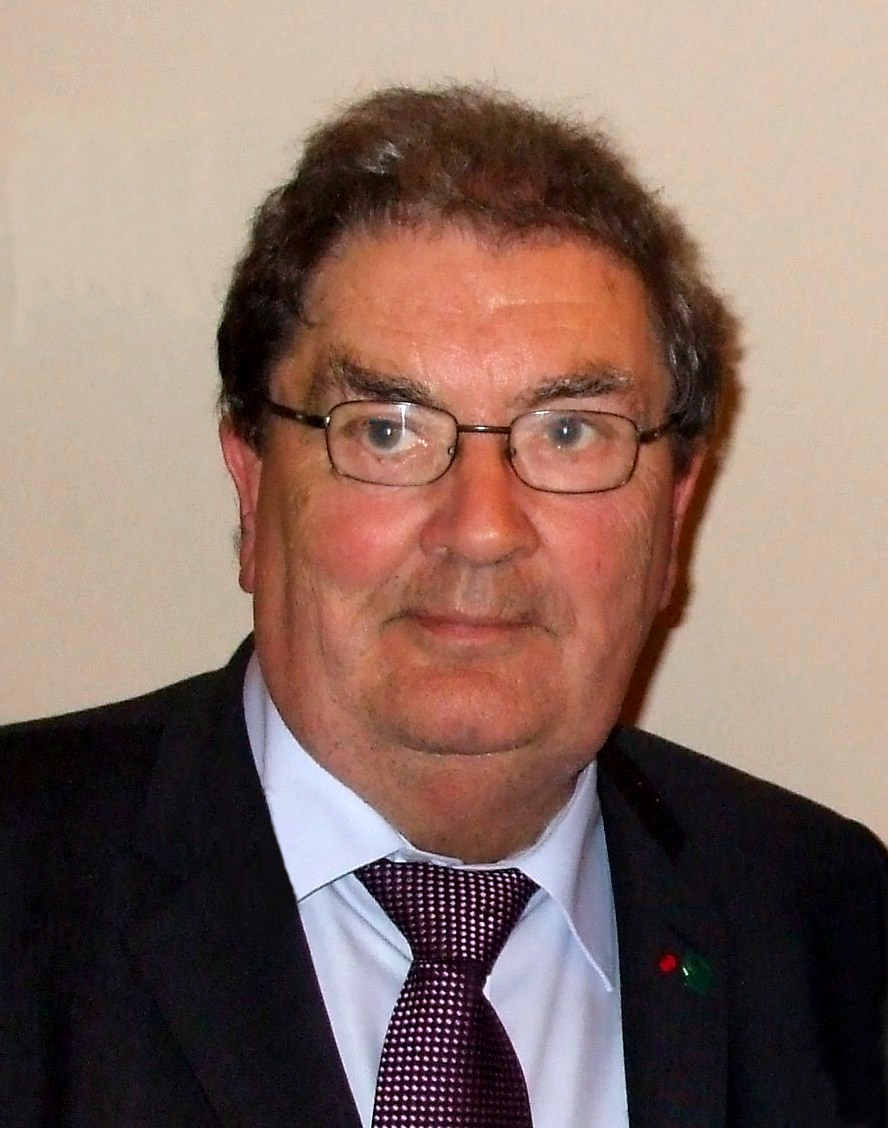
3 august: John Hume, politician britanic
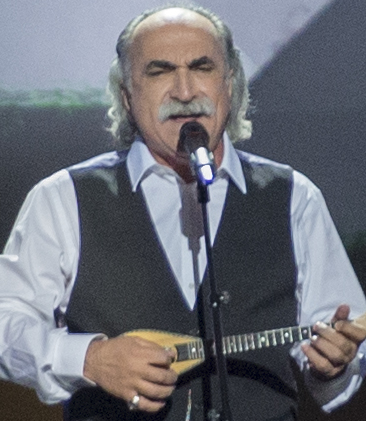
5 august: Agathonas Iakovidis, cântăreț grec
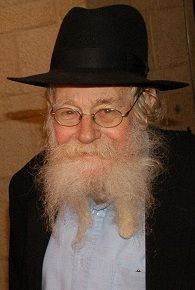
7 august: Adin Steinsaltz, lector, filosof, critic social și mentor spiritual evreu
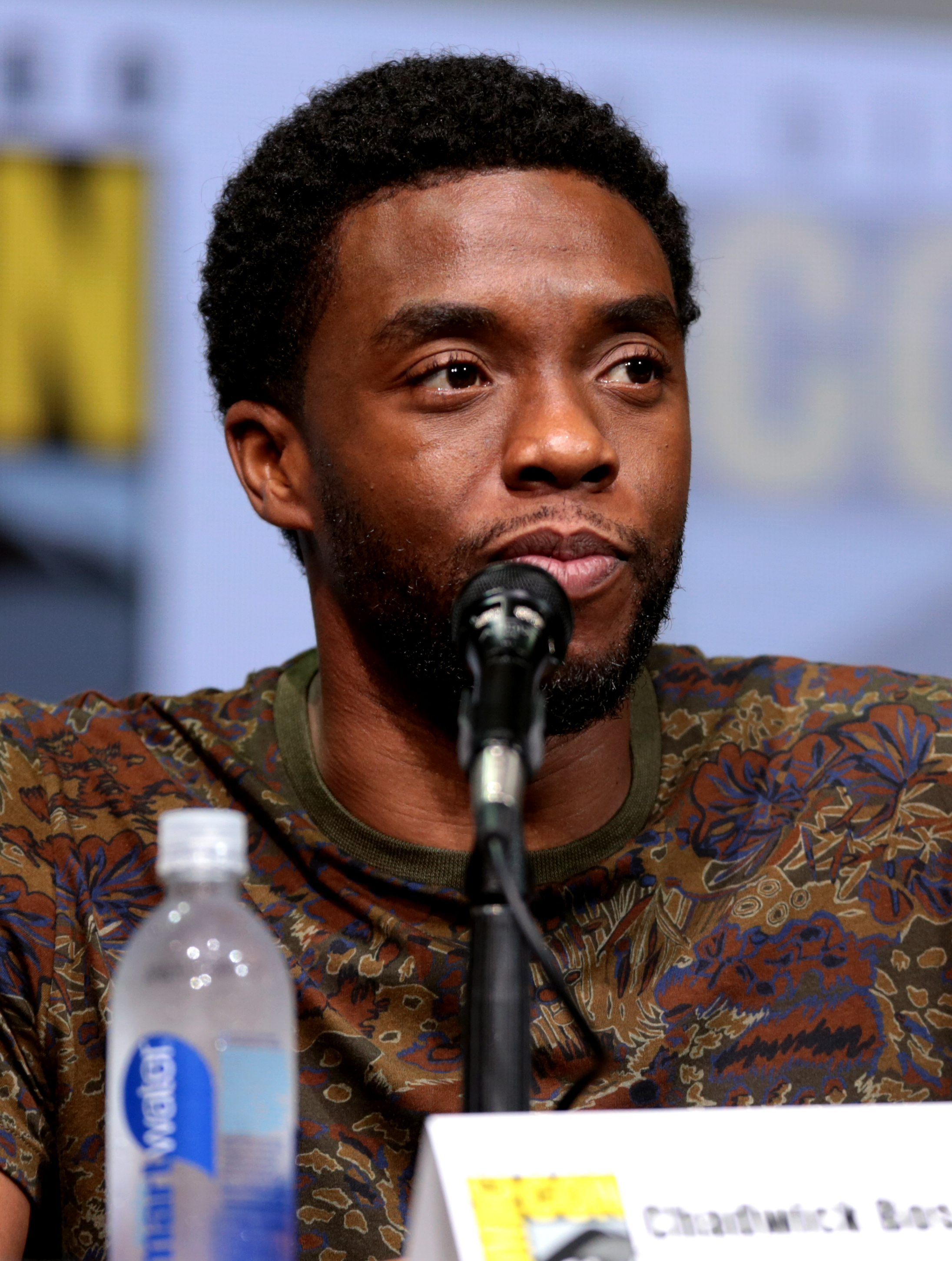
28 august: Chadwick Boseman, actor american de film și televiziune
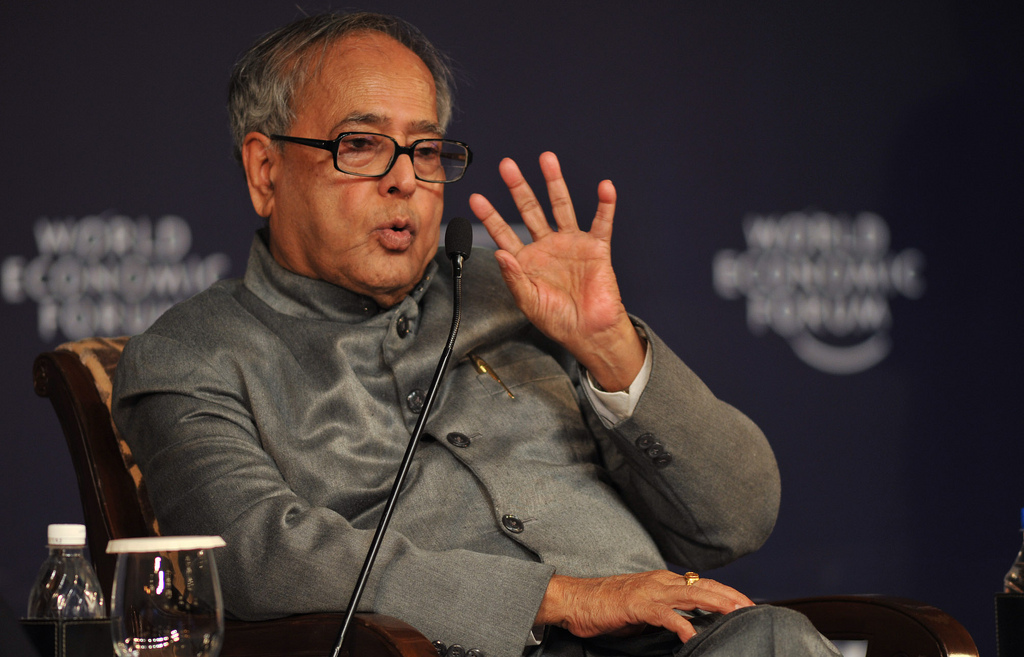
31 august: Pranab Mukherjee, politician indian, al 13-lea președinte al Indiei
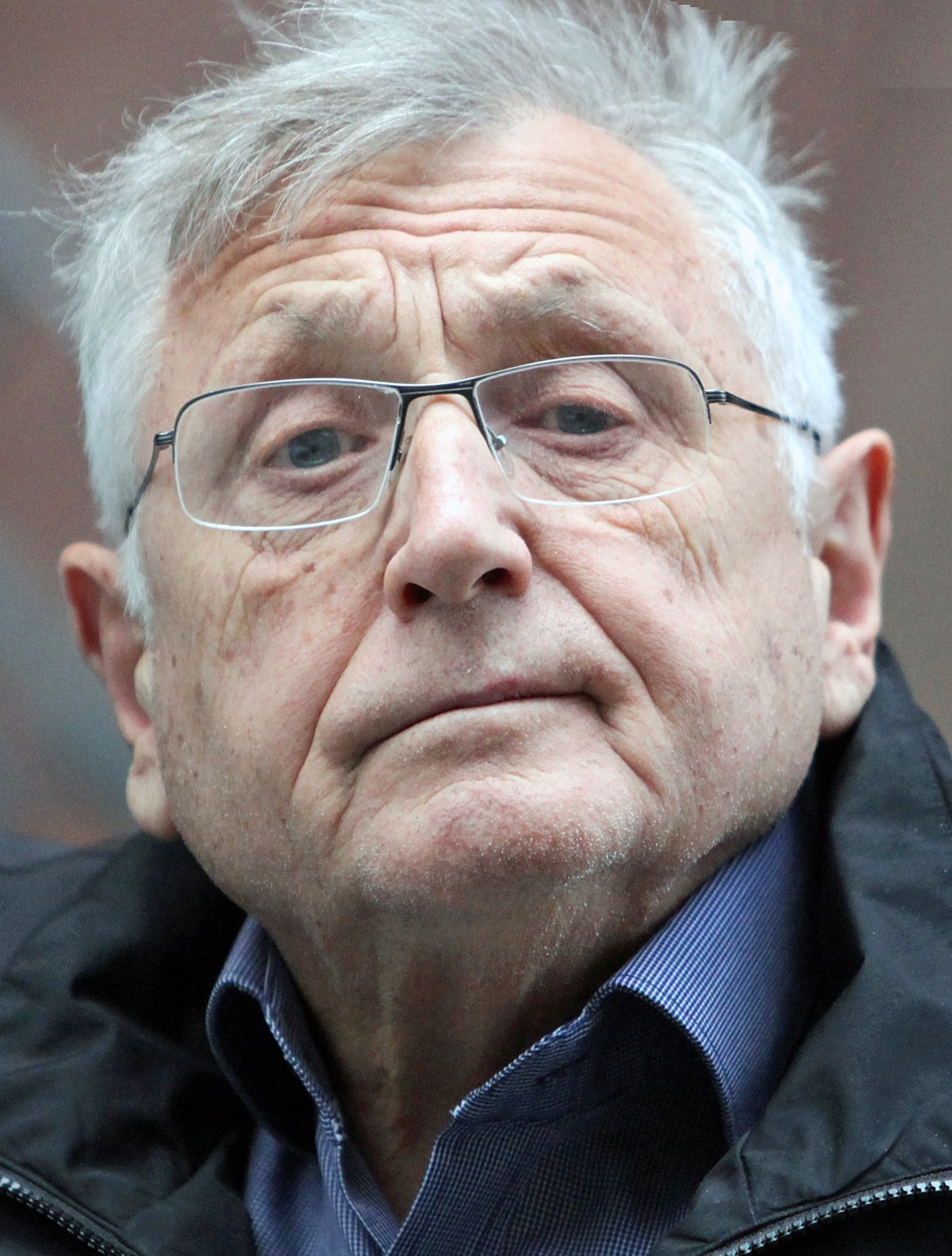
5 septembrie: Jiří Menzel, regizor de film și teatru, actor și scenarist ceh
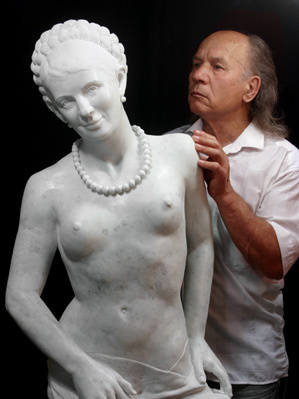
15 septembrie: Nikolai Șmatko, sculptor contemporan, profesor și pictor ucrainean
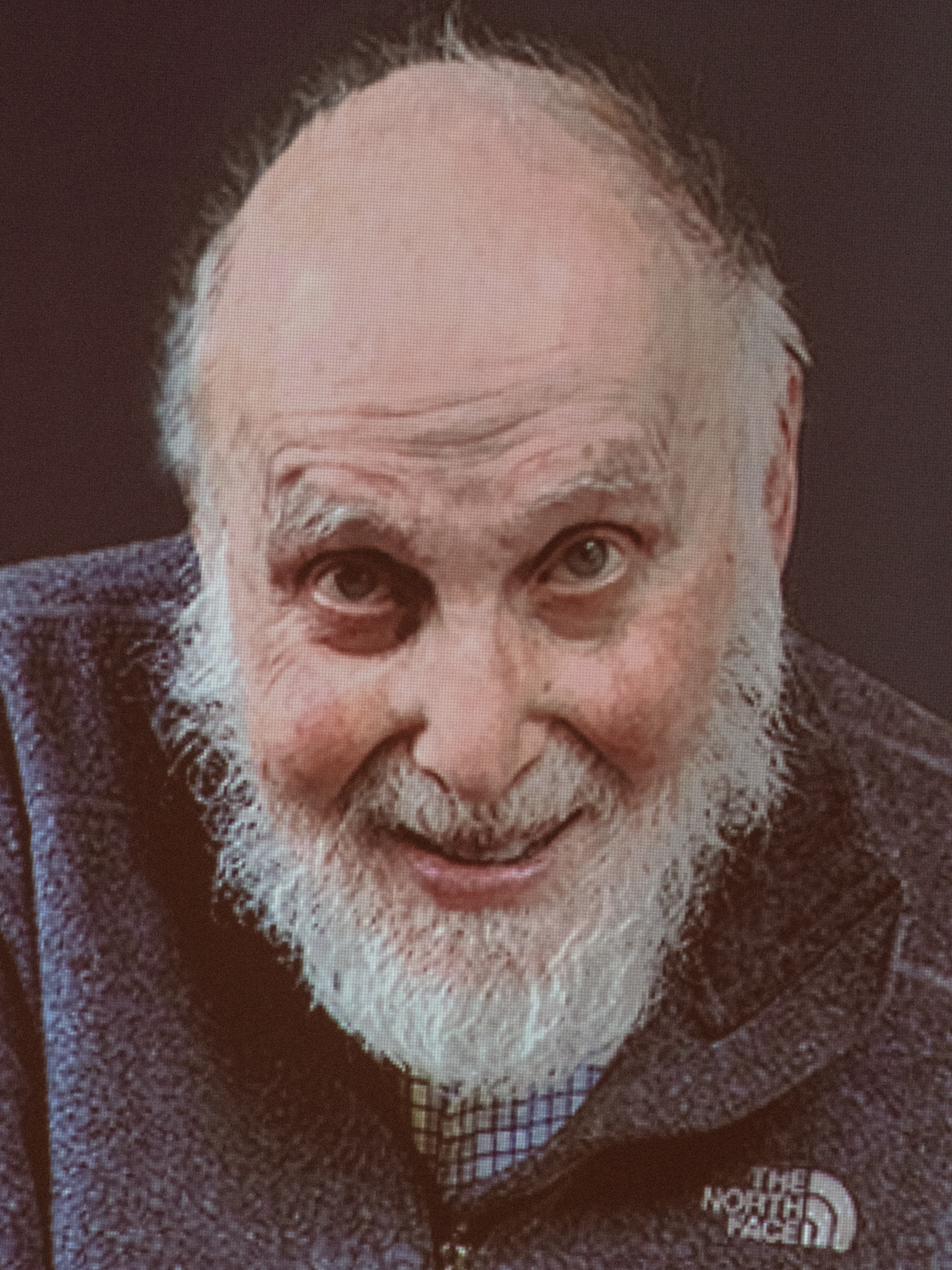
21 septembrie: Arthur Ashkin, fizician american, laureat al Premiului Nobel
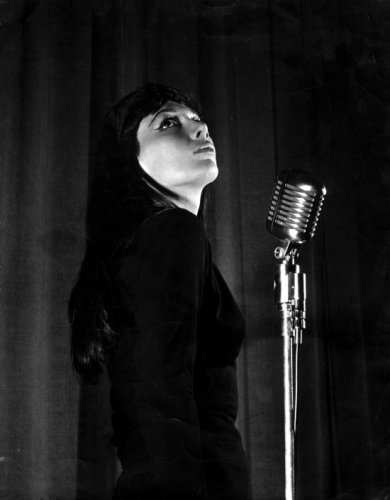
23 septembrie: Juliette Gréco, cântăreață de șansonete și actriță franceză
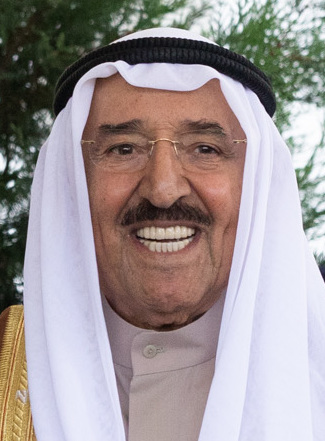
29 septembrie: Sabah Al-Ahmad Al-Jaber Al-Sabah, emirul Kuweitului
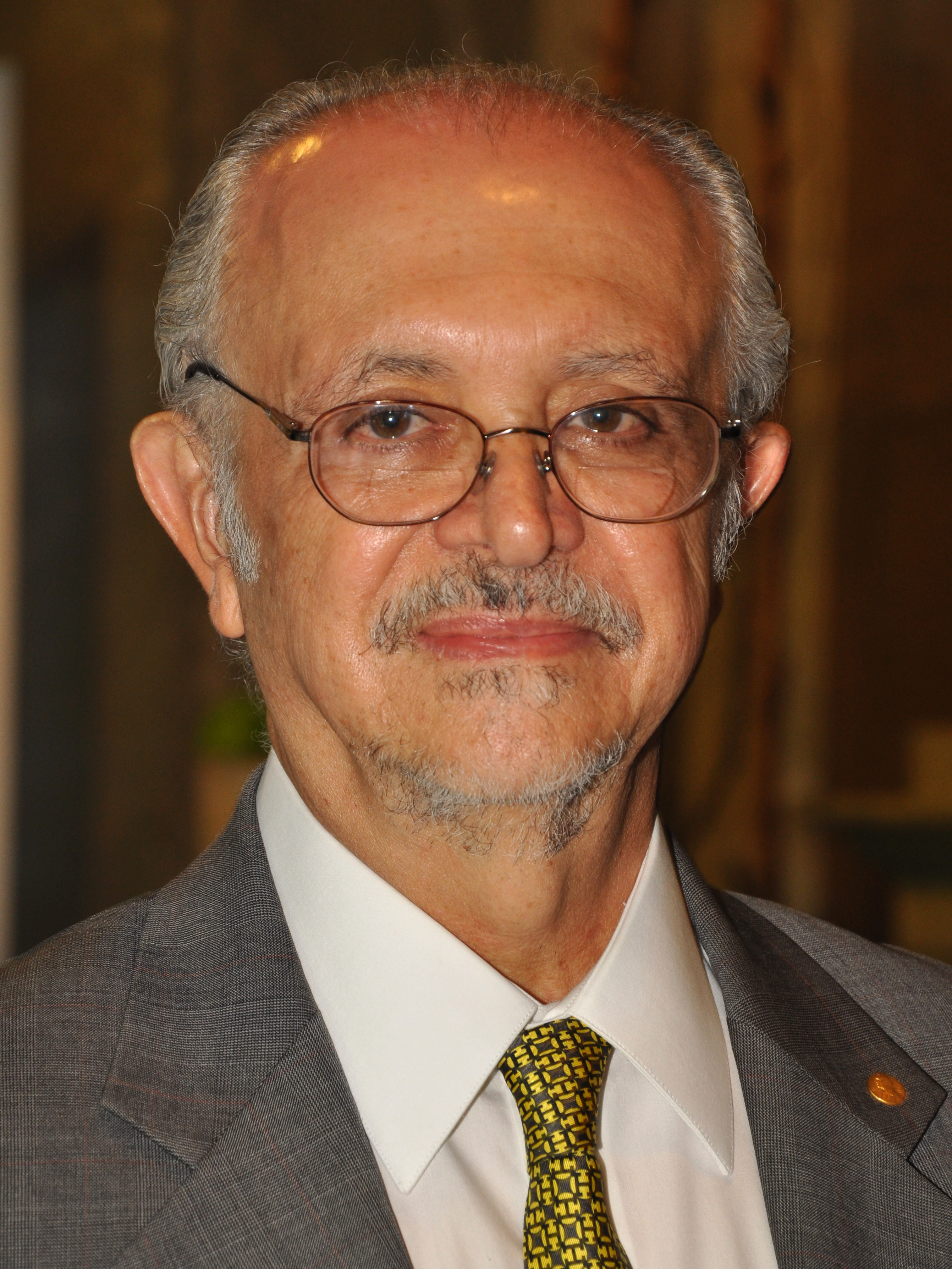
7 octombrie: Mario J. Molina, chimist mexican, laureat al Premiului Nobel
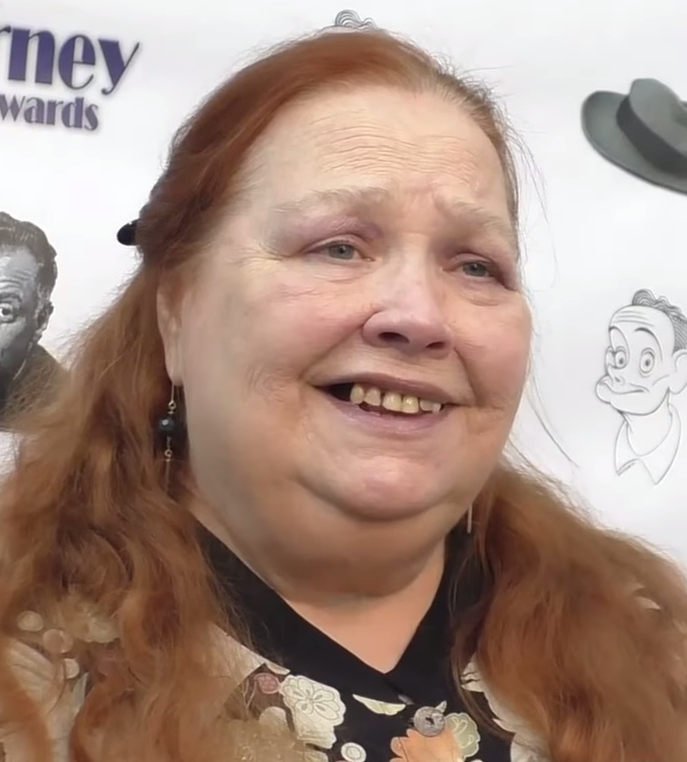
12 octombrie: Conchata Ferrell, actriță americană
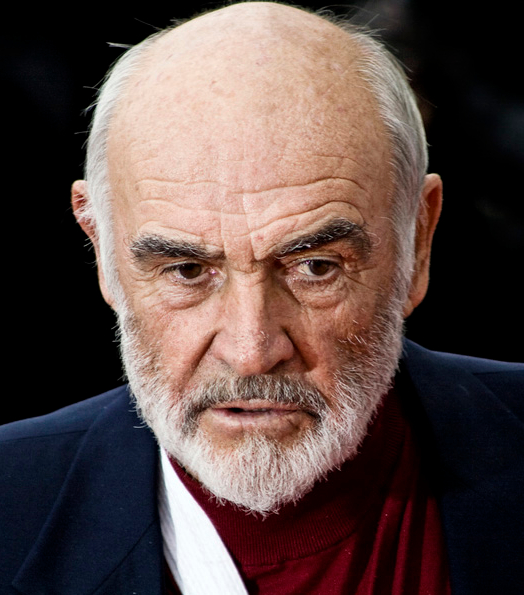
31 octombrie: Sean Connery, actor scoțian, laureat al Premiului Oscar
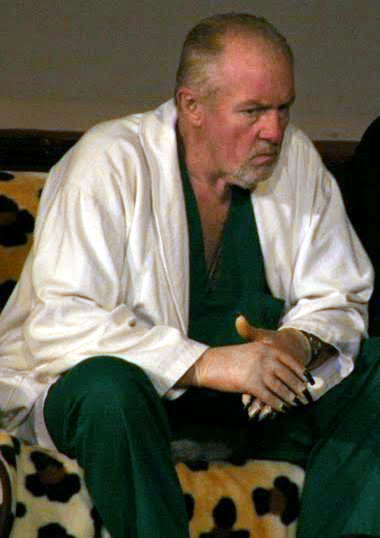
10 noiembrie: Vladimir Găitan, actor român
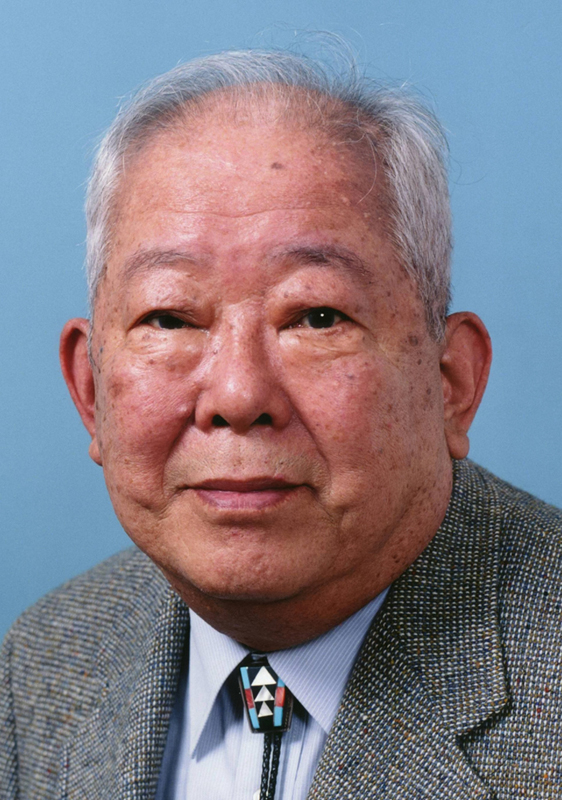
12 noiembrie: Masatoshi Koshiba, fizician japonez, laureat al Premiului Nobel
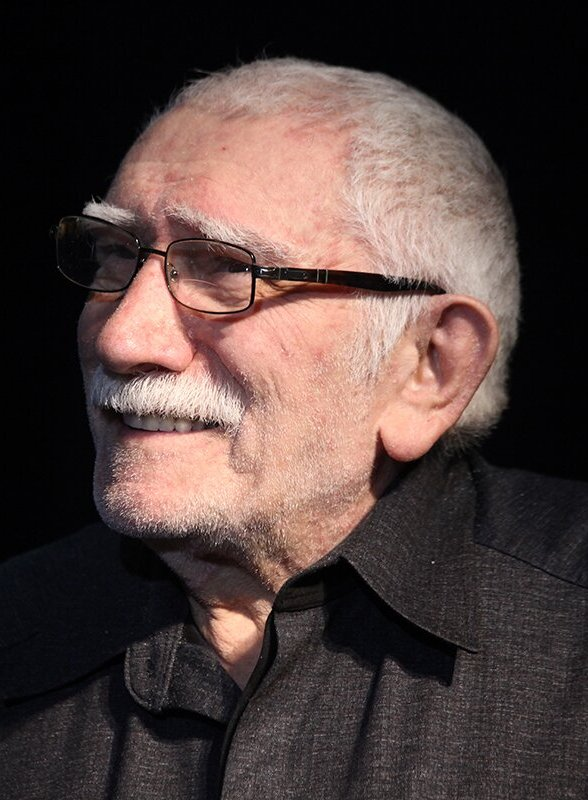
14 noiembrie: Armen Djigarhanean, actor rus de origine armeană
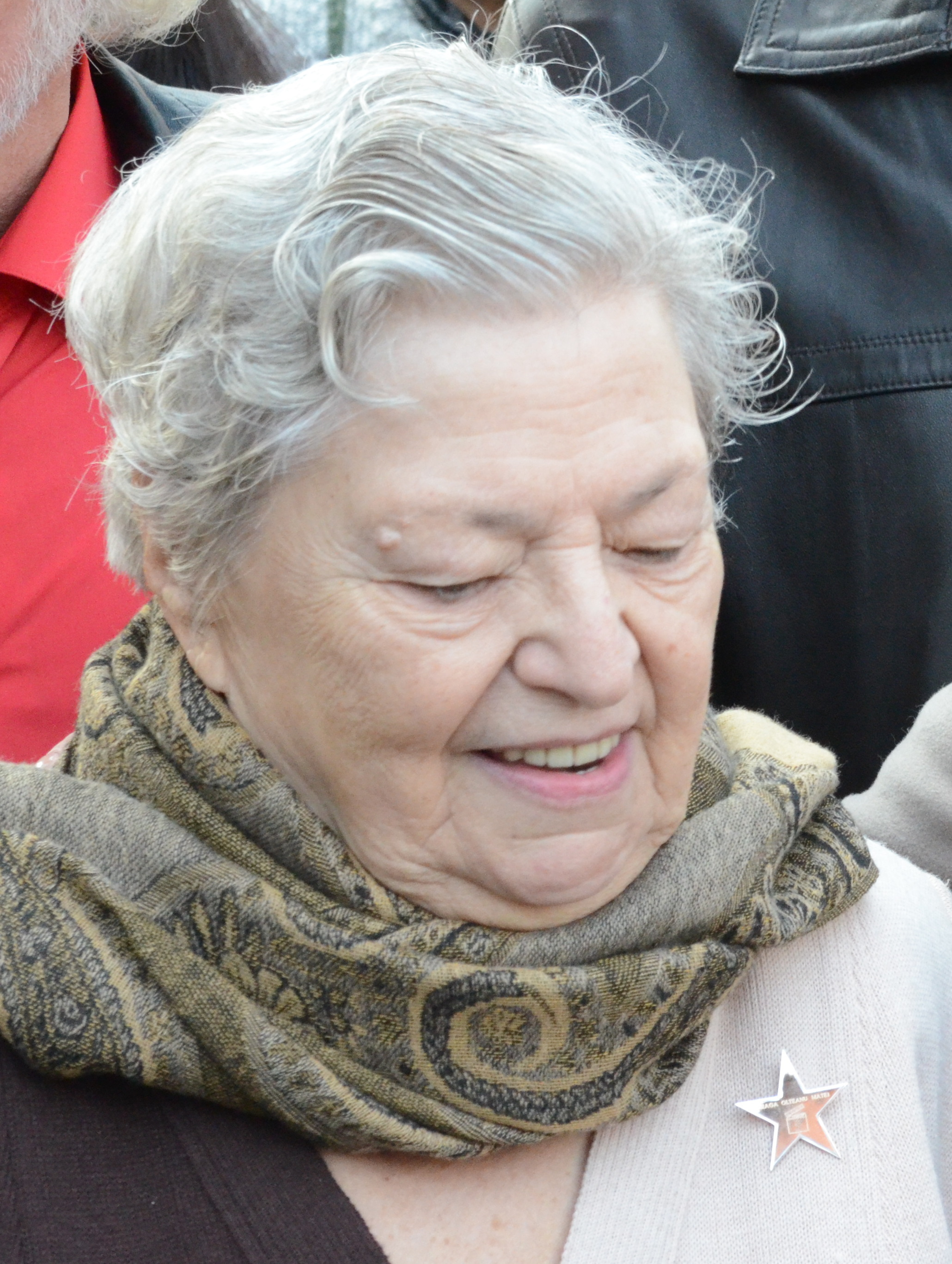
18 noiembrie: Draga Olteanu-Matei, actriță română de film, teatru și TV
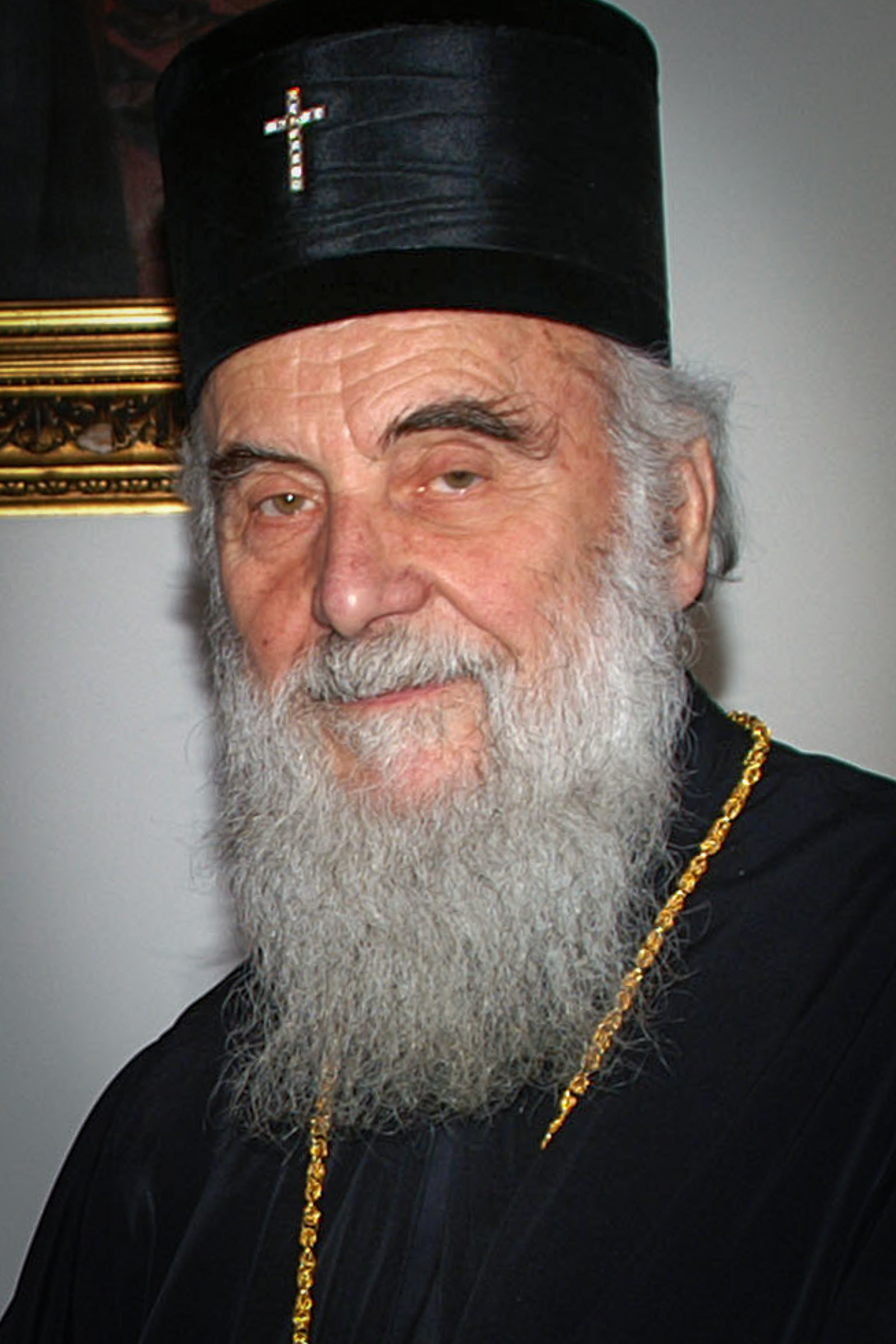
20 noiembrie: Patriarhul Irineu, preot ortodox sârb, al 45-lea patriarh al Bisericii Ortodoxe Sârbe
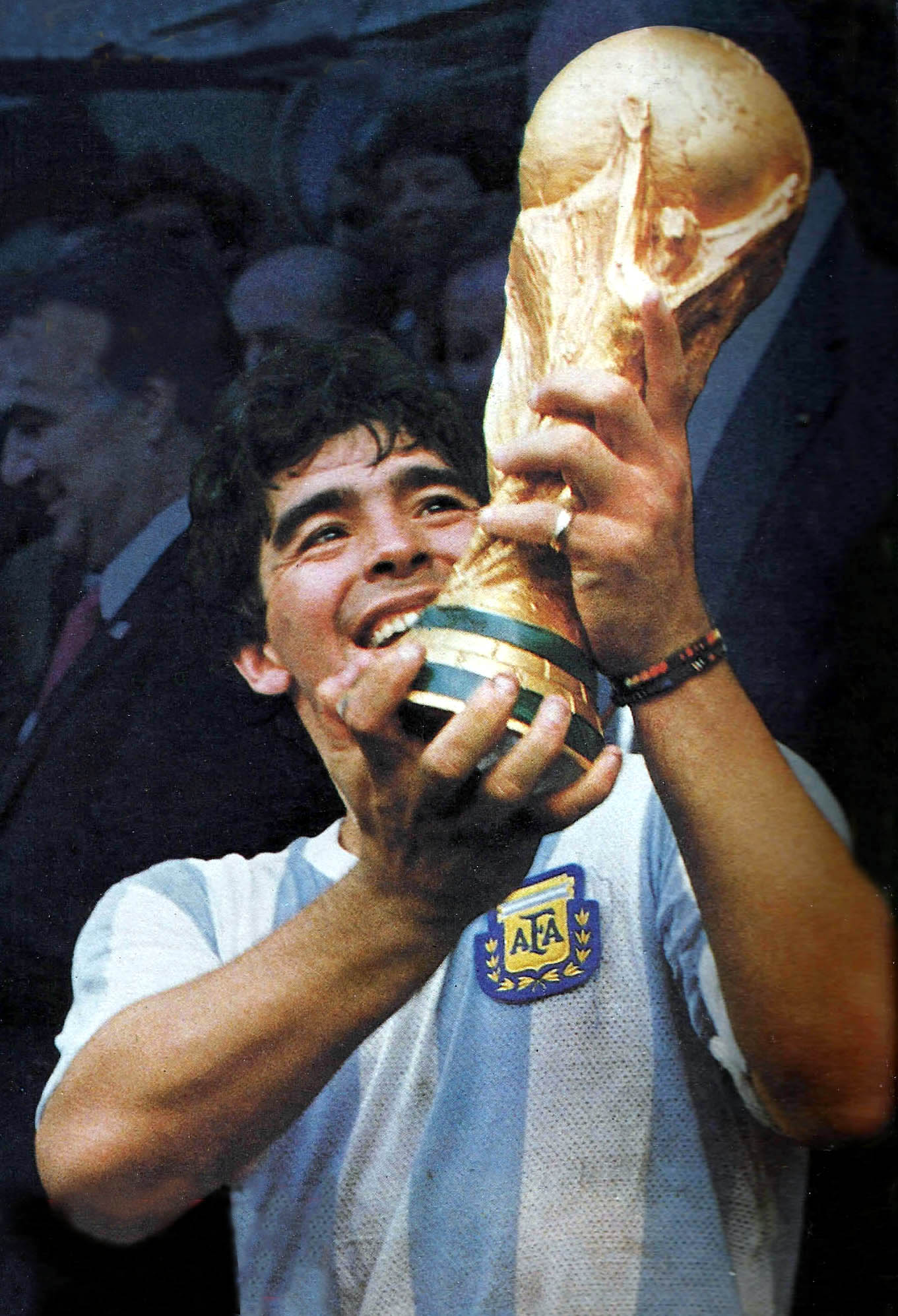
25 noiembrie: Diego Maradona, fotbalist și antrenor argentinian
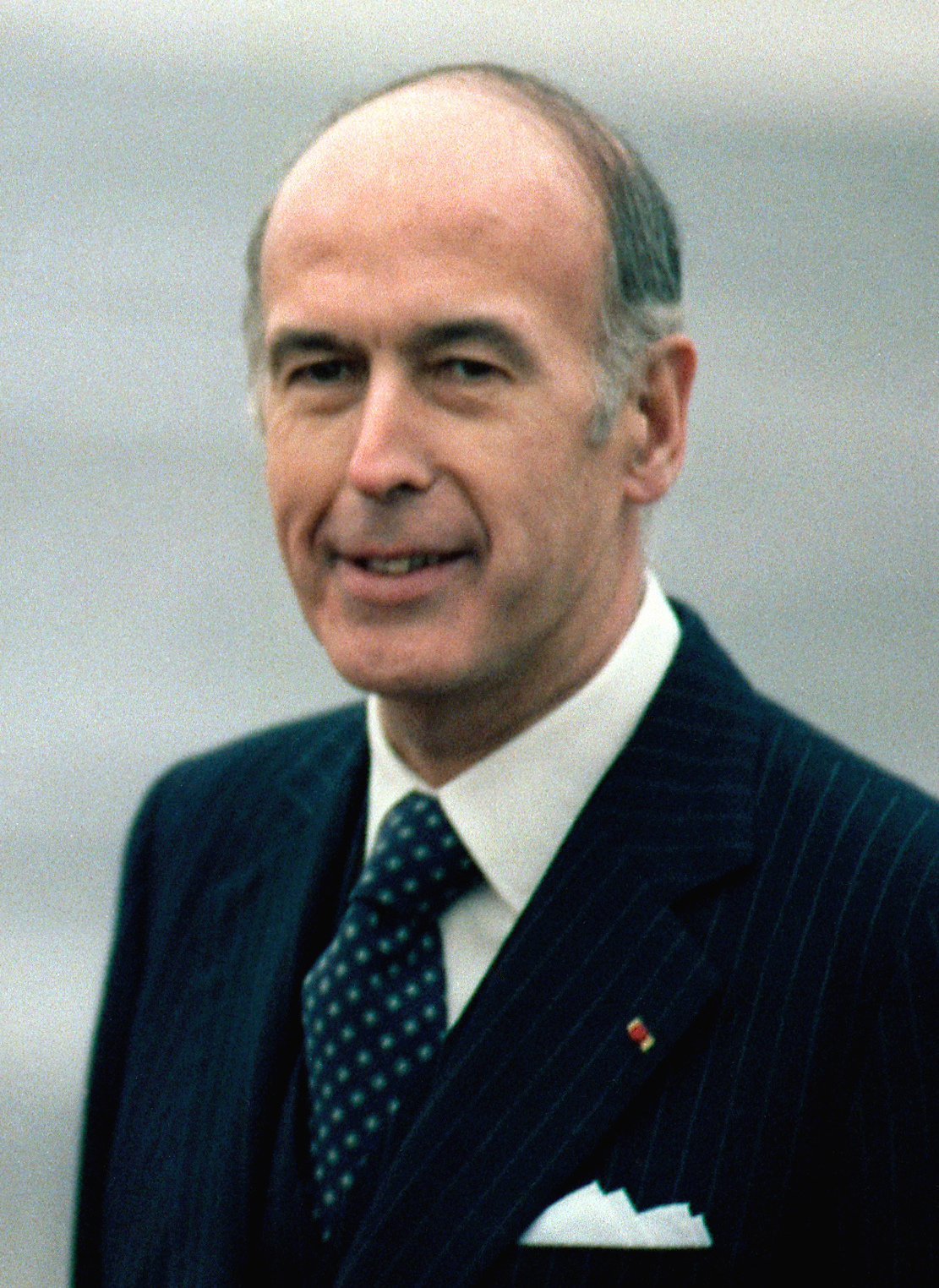
2 decembrie: Valéry Giscard d'Estaing, politician francez, președinte al Franței
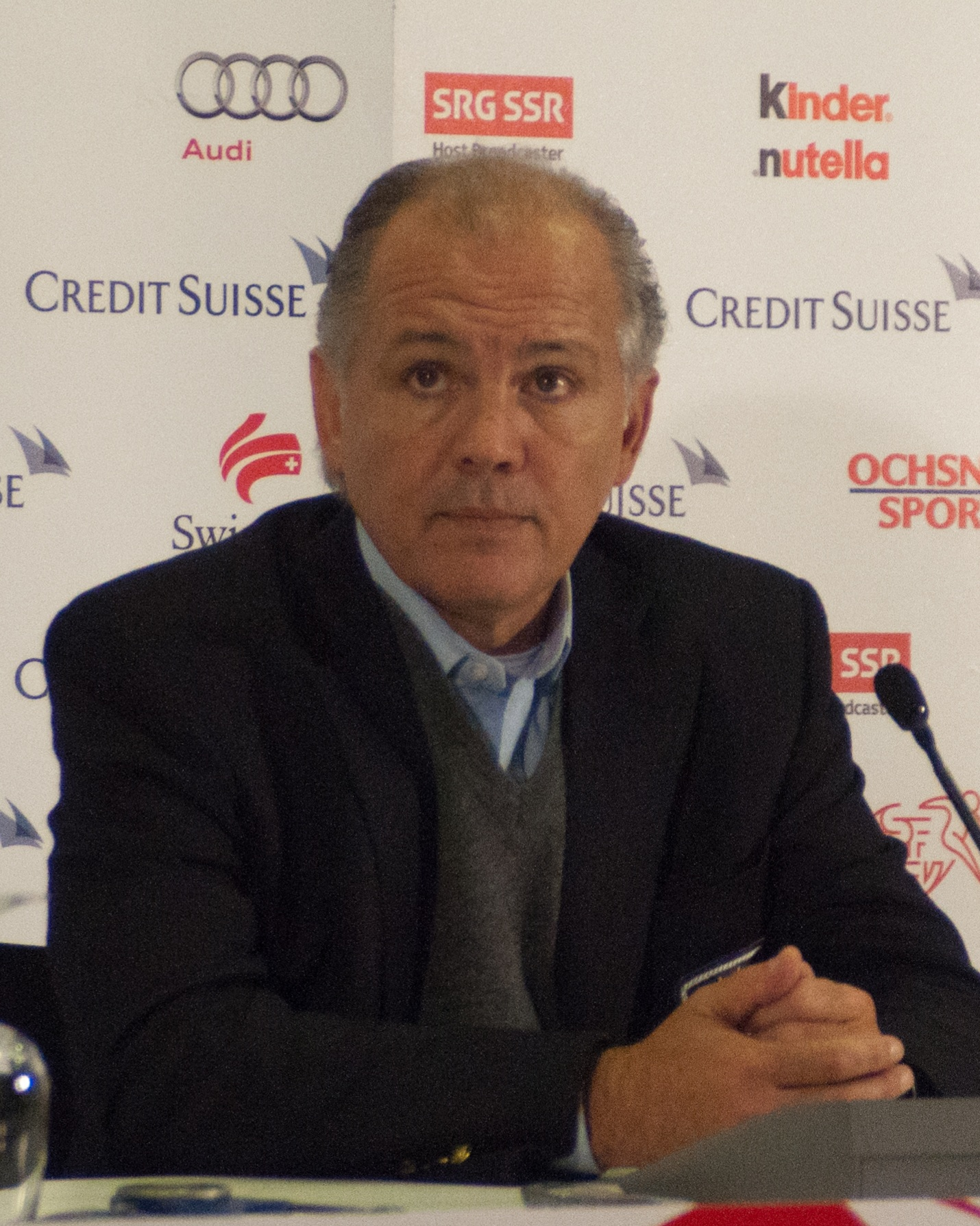
8 decembrie: Alejandro Sabella, fotbalist și antrenor argentinian
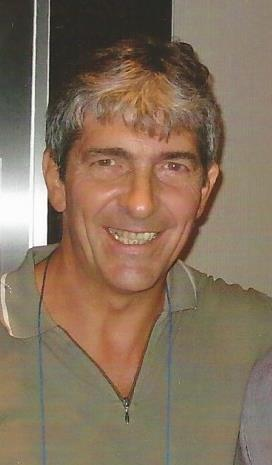
9 decembrie: Paolo Rossi, fotbalist italian
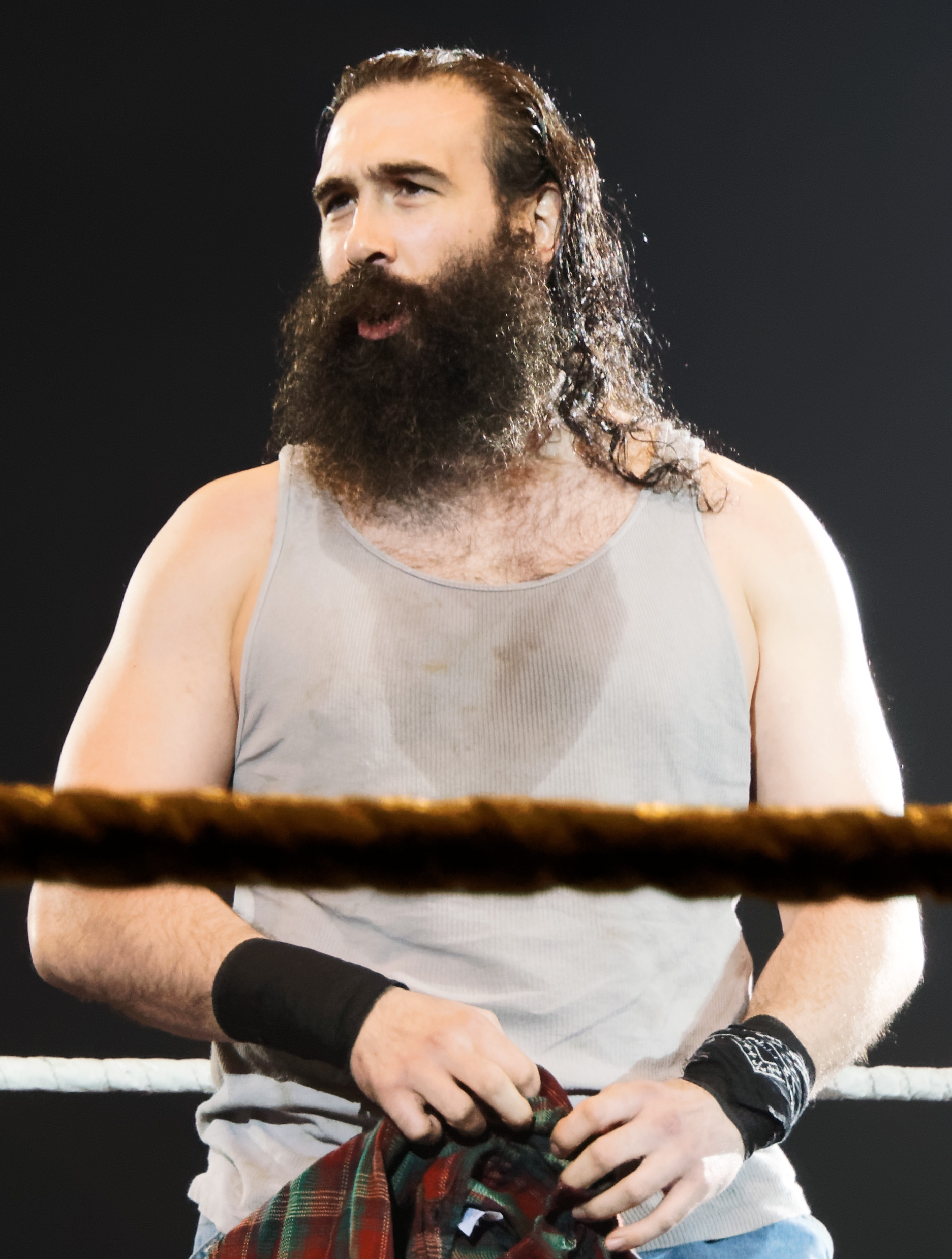
26 decembrie: Luke Harper, wrestler profesionist american
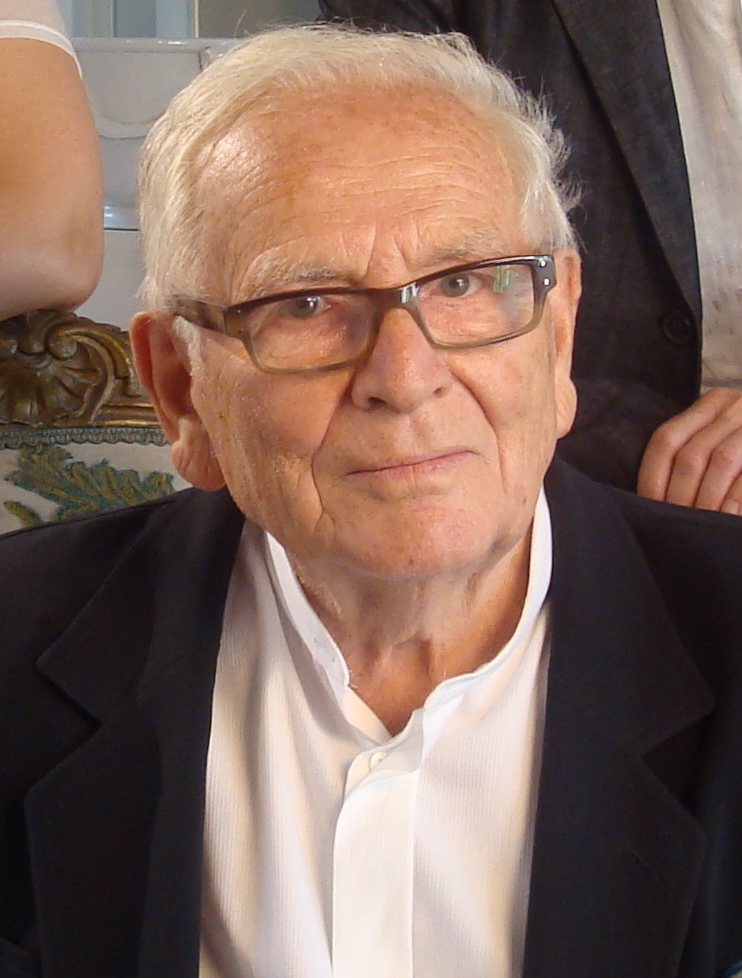
29 decembrie: Pierre Cardin, creator de modă și om de afaceri francez
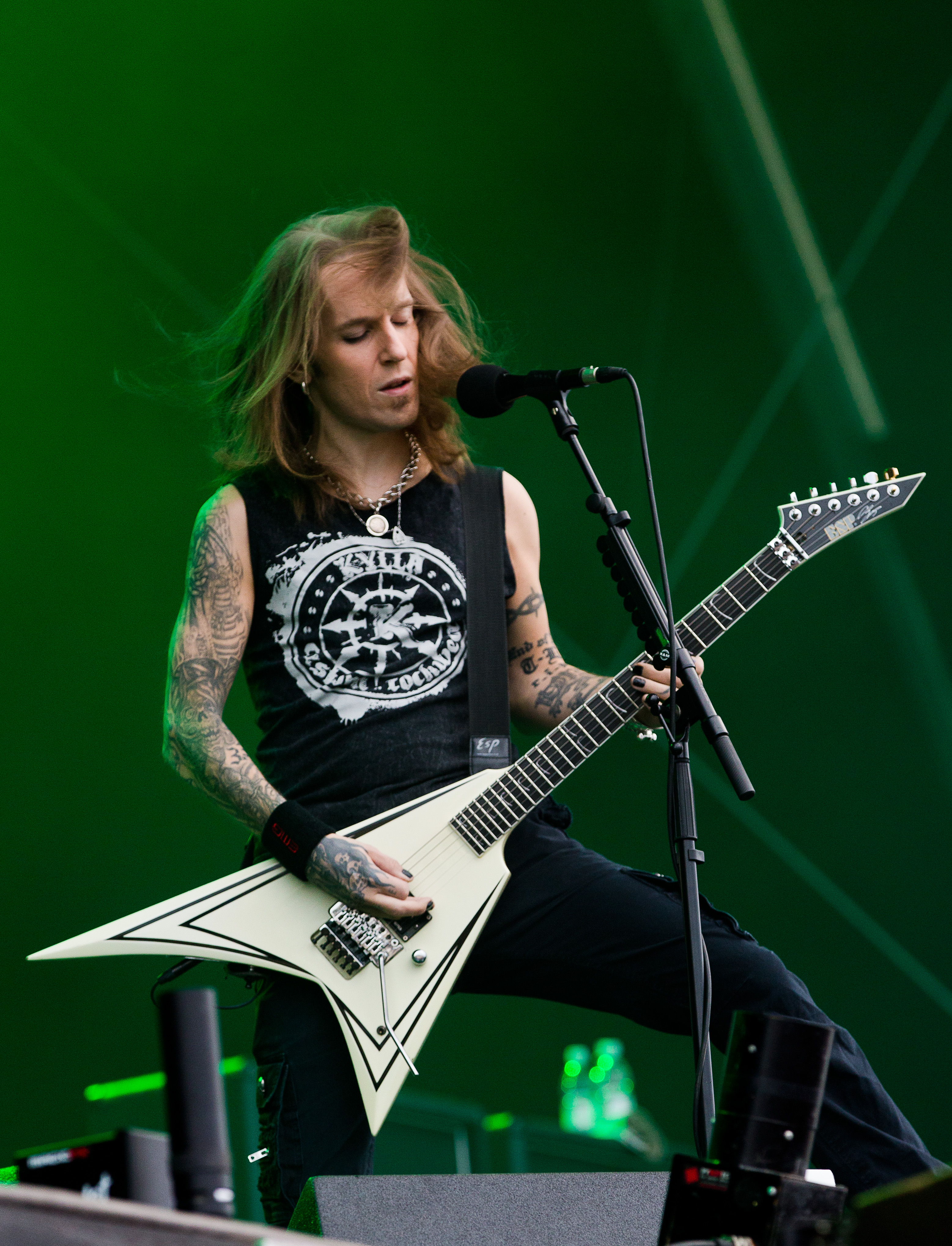
29 decembrie: Alexi Laiho, chitarist, compozitor și cântăreț finlandez

## Persoana Anului 2020

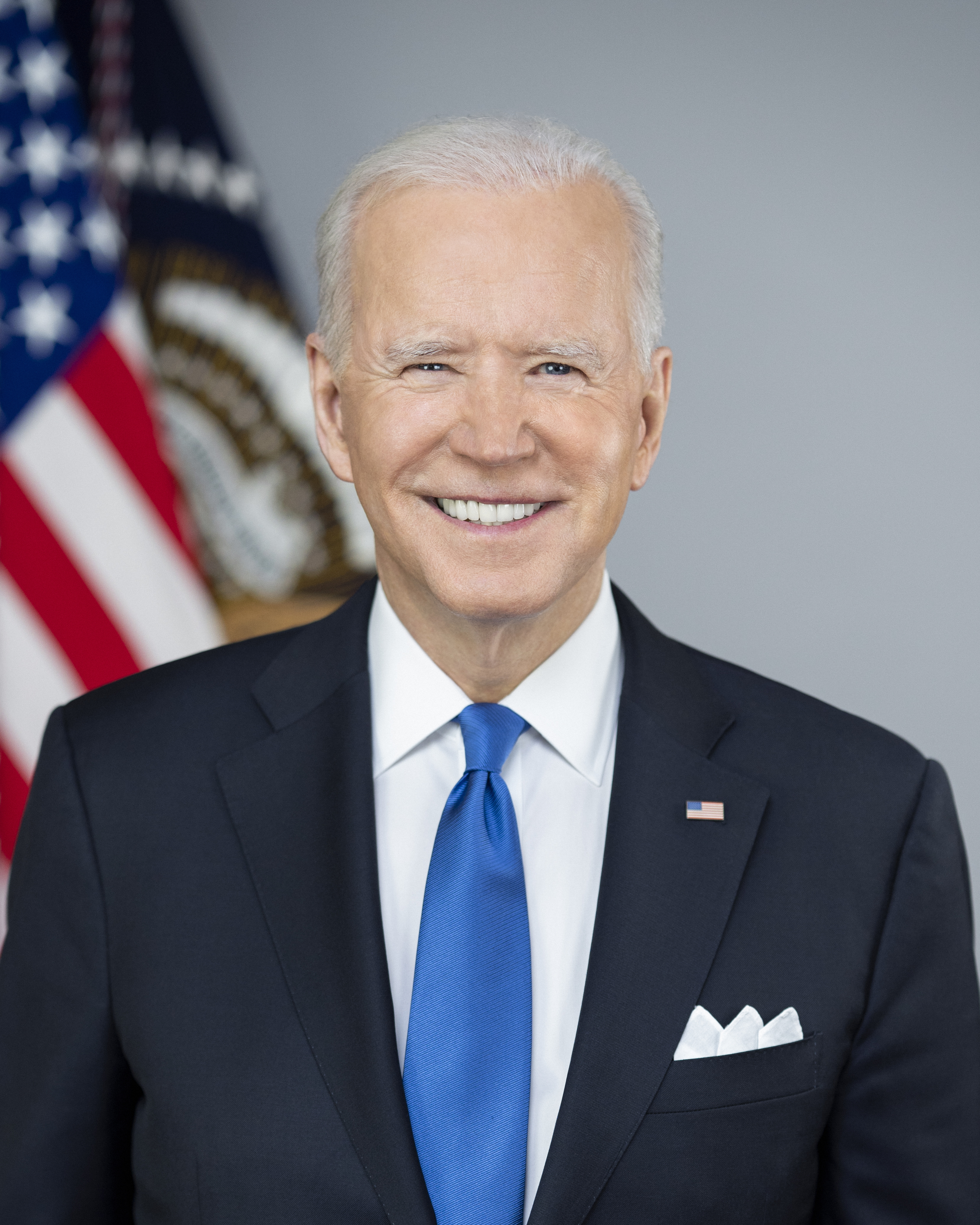
Joe Biden

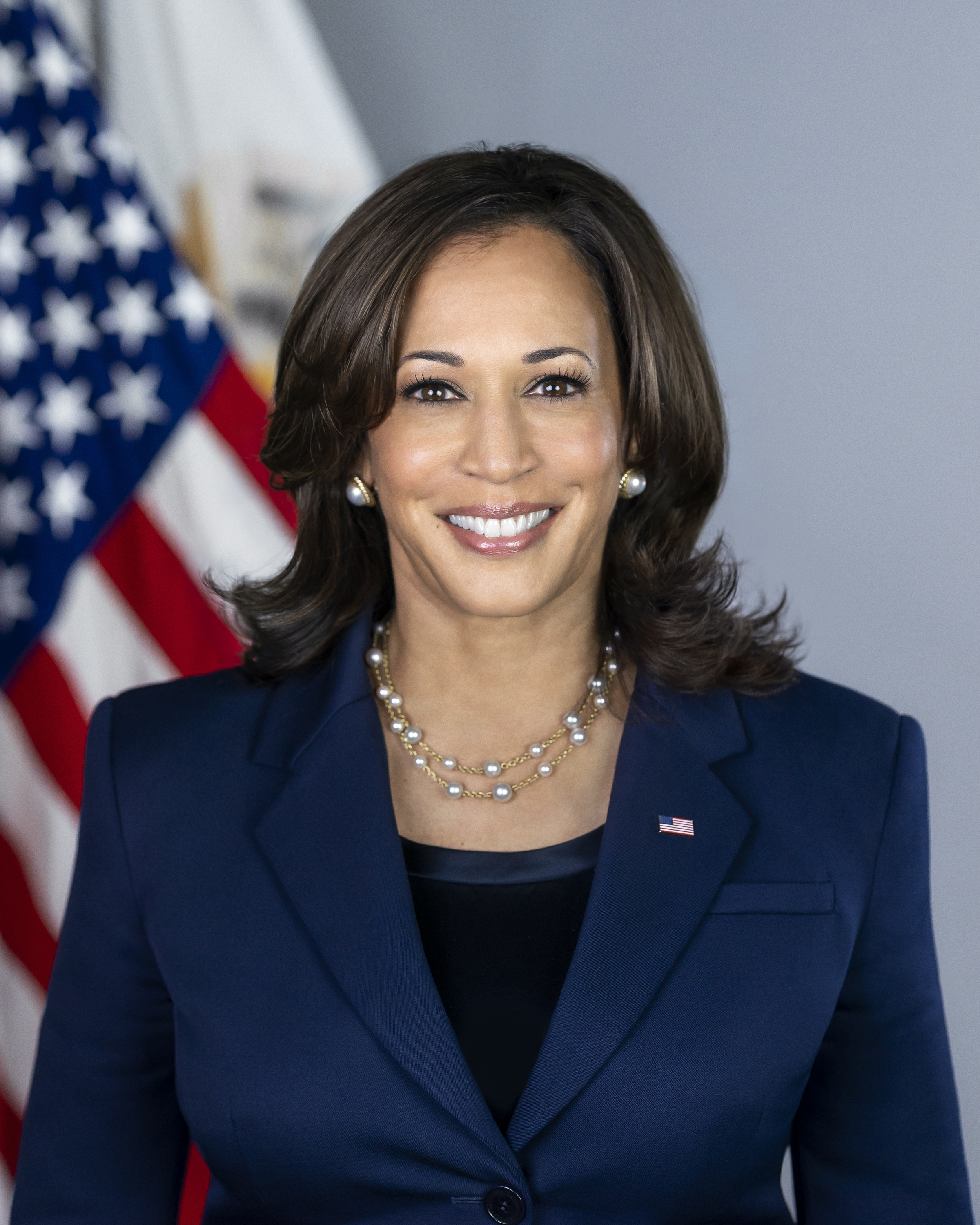
Kamala Harris

Revista Time i-a desemnat pe președintele ales al SUA, Joe Biden, și pe vicepreședintele ales al SUA, Kamala Harris, pentru titlul de Persoana Anului 2020. 
Ceilalți candidați au fost:
- Donald Trump, președintele SUA
- Anthony Fauci și lucrătorii din sistemul de sănătate
- Mișcarea pentru dreptatea rasială

## Premii Nobel
- 5 octombrie: Premiul Nobel pentru Fiziologie sau Medicină: Harvey J. Alter și Charles M. Rice (ambii din Statele Unite ale Americii) și Michael Houghton (Marea Britanie) "pentru descoperirea virusului Hepatitei C".
- 6 octombrie: Premiul Nobel pentru Fizică: Roger Penrose (Marea Britanie) "pentru descoperirea că formarea găurilor negre este o predicție robustă a teoriei generale a relativității", Reinhard Genzel (Germania) și Andrea M. Ghez (Statele Unite ale Americii) "pentru descoperirea unui obiect compact supermasiv în centrul galaxiei noastre".
- 7 octombrie: Premiul Nobel pentru Chimie: Emmanuelle Charpentier (Franța) și Jennifer Doudna (Statele Unite ale Americii) "pentru dezvoltarea unei metode de editare a genomului".
- 8 octombrie: Premiul Nobel pentru Literatură: Louise Glück (Statele Unite ale Americii) "pentru vocea ei poetică inconfundabilă care, cu o frumusețe austeră, face ca existența individuală să fie universală".
- 9 octombrie: Premiul Nobel pentru pace: Programul Alimentar Mondial "pentru eforturile sale de combatere a foametei, pentru contribuția sa la îmbunătățirea condițiilor de pace în zonele afectate de conflict și pentru acționarea ca forță motrice în eforturile de prevenire a utilizării foamei ca armă de război și conflict".
- 12 octombrie: Premiul Nobel pentru științe economice: Paul R. Milgrom și Robert B. Wilson (ambii din Statele Unite ale Americii) "pentru îmbunătățiri ale teoriei licitației și invenții de noi formate de licitație".